# Zamora
Zamora es un municipio y ciudad española ubicada entre el centro y el noroeste de la península ibérica, capital de la provincia homónima, en la comunidad autónoma de Castilla y León, cerca de la frontera con Portugal y a una altitud de 652 m sobre el nivel del mar.
El casco antiguo de la ciudad tiene la calificación de conjunto histórico-artístico desde 1973. El núcleo principal del mismo —con una disposición muy alargada y en buena parte circundado por murallas— se alza sobre una amplia meseta rocosa, la «peña tajada» de la que habla el Romancero viejo, de 26 a 32 m de altura, emplazada al borde del río Duero, que la ciñe por el sur. Estas características le valieron el sobrenombre de «la bien cercada».
Su población es de 59 506 habitantes (INE 2024), en un término municipal de 149,28 km². Dista 66 km de Salamanca, 122 de León, 93 de Valladolid, 253 de Madrid y 101 de la capital del distrito luso vecino, Braganza, así como 55 de la localidad fronteriza de Miranda de Duero.
Sobresale su conjunto de edificios románicos, formado por los 23 templos del término municipal y las 14 iglesias del casco histórico, datos que sitúan a Zamora como la ciudad de mayor número y calidad de templos románicos de Europa, habiéndose solicitado su declaración como Patrimonio Europeo. Este patrimonio románico consta, además de la catedral (que presenta un cimborrio con decoración exterior de escamas), de otras veinticuatro iglesias, un castillo, murallas, un puente, dos palacios y nueve casas, razón por la cual Zamora está considerada «la ciudad del Románico». Un total de quince templos están declarados Bien de Interés Cultural, incluidos algunos de estilos posteriores. Por otro lado, es asimismo significativo su conjunto de diecinueve edificios modernistas, el único de la España interior junto con el de Teruel. Entre sus festividades sobresale la celebración de la Semana Santa, declarada de Interés Turístico Internacional, y Bien de Interés Cultural.
La ciudad alberga instituciones autonómicas e internacionales, tales como el Museo Etnográfico de Castilla y León, el Consejo Consultivo de Castilla y León y la organización de cooperación hispano-lusa Fundación Rei Afonso Henriques (FRAH).
Fue la primera ciudad del mundo con cobertura global WiFi, recibiendo el proyecto, llamado «Zamora Hot City», el «Nobel» de la informática, el Computerworld Honors, aunque el servicio dejaba mucho que desear y acabó por desaparecer, dejando sin conexión a unos 1500 usuarios.
|  |

## Toponimia
Aún hoy en día no hay unanimidad entre los filólogos sobre el origen del topónimo que da nombre a la ciudad de Zamora. Para unos,[¿quién?] su primera denominación sería romana, siendo citada en el Itinerario de Antonino con el nombre Ocellum Duri («Los Ojos del Duero»), del que, por una especie de acrónimo (ce-m-uri), resultaría el nombre actual. Su origen, por tanto, se vincula con las clásicas mansiones que flanqueaban las calzadas romanas de la época, en este caso la Vía de la Plata. En 569, en plena época visigoda, aparece citado el enclave con el nombre de Semure, pasando a denominarse Azemur (oliva silvestre) o سمورة Samura durante la dominación musulmana. Después de la Reconquista, en torno al año 754, por parte del rey Alfonso I de Asturias y tras ser reconstruida y repoblada por el rey Fernando I de León (1010-1065) en el siglo XI, pasa a denominarse Zamora.

## Geografía
El término municipal de Zamora tiene una extensión de 149,28 km². Es la capital de provincia situada a menos altitud de la Meseta Norte y también es capital de la provincia homónima y pertenece a la comunidad autónoma de Castilla y León. Se ubica en el curso medio del río Duero, con una configuración longitudinal a lo largo del mismo, en la extensa región que forma la Meseta Norte, la parte de la Meseta Central situada al septentrión del sistema Central, en la zona noroeste de la península ibérica. Presenta un paisaje llano, y con escasa vegetación a causa de su clima mediterráneo con rasgos de continentalidad. La principal área forestal del municipio se encuentra en el Bosque de Valorio, al norte de la ciudad.
La parte oriental está sobre la vega del río y actúa como frontera con las comarcas de Tierra del Pan y Tierra del Vino, situadas al norte y al sur respectivamente. La parte occidental es por donde se separa del río hacia el norte y actúa de frontera con las comarcas de Tierra de Alba y de Sayago.
El núcleo principal del casco urbano —con una disposición muy alargada y en buena parte rodeado por murallas— se alza sobre una amplia meseta rocosa (la «peña tajada» de la que habla el Romancero Viejo) de 26 a 32 m de altura, emplazada al borde del río Duero, que la ciñe por el sur, características que le valieron el sobrenombre de «la bien cercada». La altitud es de 652,6 m sobre el nivel del mar.
Municipios limítrofes
| Noroeste: San Pedro de la Nave-Almendra, Palacios del Pan y Andavías | Norte: Monfarracinos, Valcabado, Roales del Pan y La Hiniesta | Nordeste: Coreses             |
| Oeste: Muelas del Pan                                                |                                                               | Este: Villaralbo y Arcenillas |
| Suroeste: Pereruela y Almaraz de Duero                               | Sur: Entrala y El Perdigón                                    | Sureste: Morales del Vino     |

### Relieve

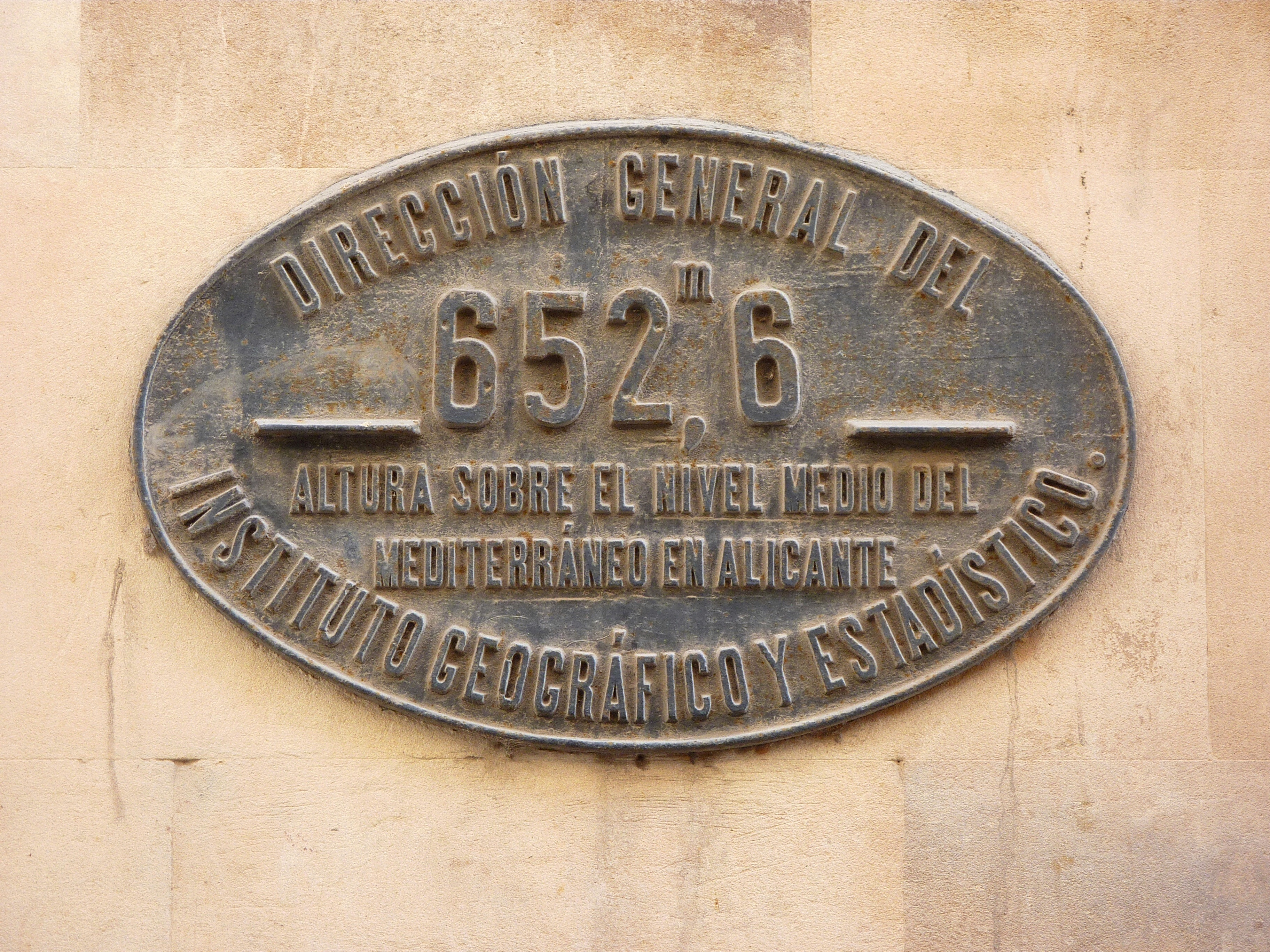
Placa indicativa de la altitud sobre el nivel del mar

En el término municipal existen dos zonas claramente diferenciadas. La primera de ellas es la constituida por las vegas de los ríos Duero y Valderaduey, situadas al este. Apenas tienen relieve, manteniéndose en torno a la cota de 630 m s. n. m., con la excepción de la meseta rocosa conocida como Las Peñas de Santa Marta, con bordes de cierta pendiente y en la que la cota asciende a los 650 m. En esta meseta, encuadrada entre el Duero y el cauce antiguo del Valderaduey, fue donde se asentaron los primeros pobladores de la ciudad.
La otra es la constituida por las tierras altas y las llanuras áridas de la meseta. Van creciendo ligeramente en altura según nos desplazamos hacia el oeste, pasando de los 650 m s. n. m. en las Terrazas de San Lázaro a los 800 en el extremo occidental del término, en las cercanías ya de la presa de Ricobayo. Al sur del Duero forman un continuo desde el fin de las zonas de vega hasta Carrascal, dividido por el Vallejo del arroyo de la Fresneda. En esta zona aparecen montes con laderas de pendiente pronunciada, entre los que destacan Cabeza Falcón (719 m), sobre el arroyo del Zape; Vuelo Grande (734 m), sobre el arroyo de la Fresneda; las Tres Rayas (741 m), sobre el Duero; y el monte de las Víboras (825 m) sobre los bordes de la presa de Ricobayo, que constituye el punto más alto del municipio.

### Hidrografía

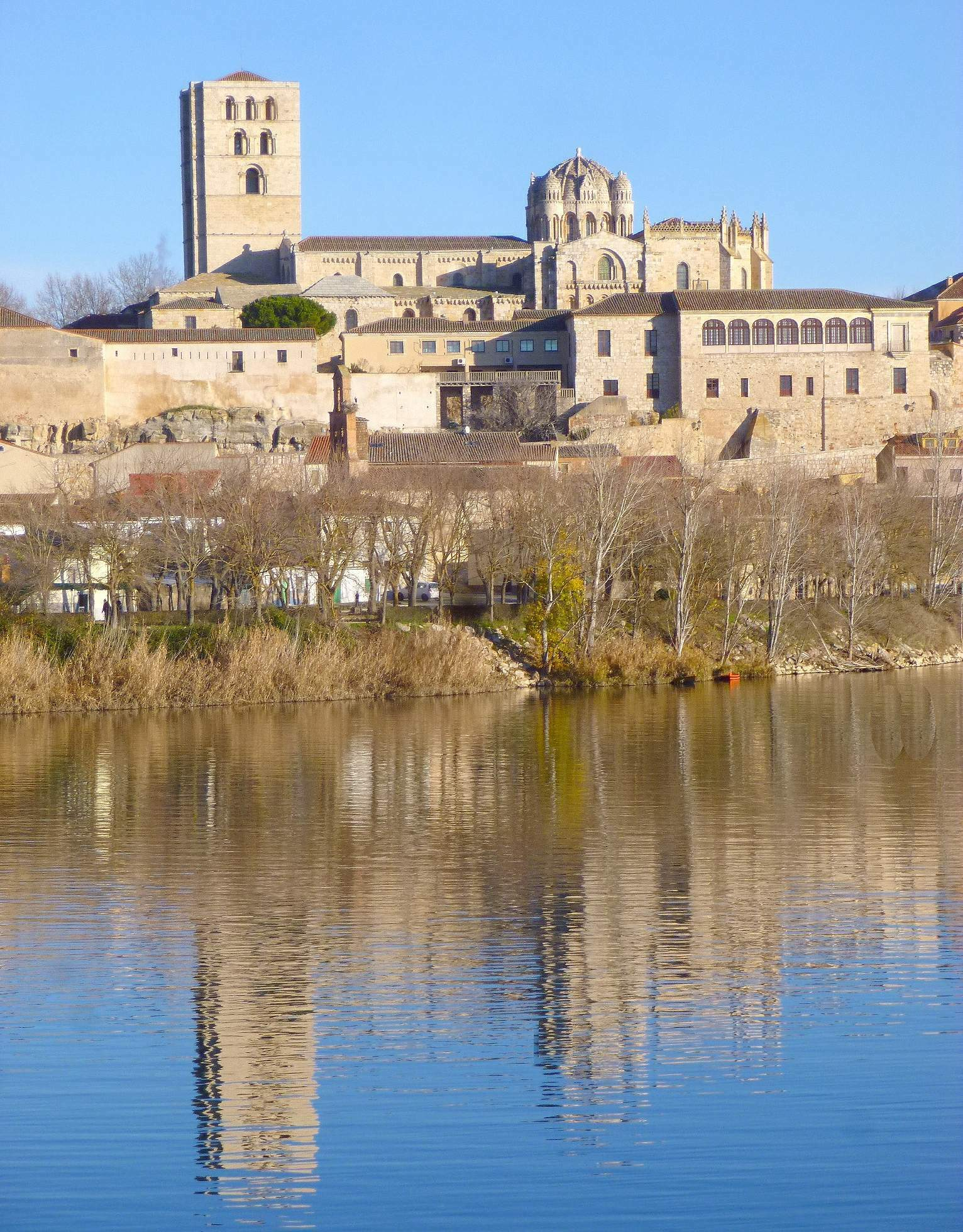
El Duero a su paso por Zamora

La red hidrográfica de Zamora tiene como eje vertebrador al río Duero, que atraviesa el municipio de este a oeste. A él se incorporan sus afluentes Valderaduey y Esla, si bien este solo aparece en el límite oeste del término municipal (cola de la presa de Ricobayo). También forman parte de la red fluvial varios arroyos, aunque su importancia hidrológica es muy pequeña, siendo mayor su relevancia desde el punto de vista paisajístico. Entre ellos destacan el de Valderrey, La Fresneda, los dos sobre la margen derecha, y el del Zape sobre la izquierda. Por esta última van también el Arroyo Morisco y el de Rabiche, ambos de recorrido muy corto y en los que además la acción antrópica ha alterado su aspecto natural, asemejándolos más a acequias. La entrada del Duero al término municipal de Zamora está flanqueada por una vega grande de regadío que tiene una densa red de canales y acequias. Aguas abajo de la ciudad empieza el encajonamiento del río.
Las aguas subterráneas se concentran en la zona geológica de la Era Terciaria, debido a la alternancia de capas permeables y capas impermeables, originándose importantes acumulaciones de agua susceptible de ser aprovechada por pequeñas explotaciones agrícolas y ganaderas. Esta abundancia de acuíferos es especialmente intensa en la parte de contacto con los terrenos de la Era Paleozoica, generándose charcas en las cercanías de los arroyos de La Fresneda y del Zape, y existiendo también fuentes como la de la Salud, además de pozos de riego.

### Medio ambiente
La Agenda 21 es un acuerdo tomado a nivel mundial que tiene como objetivo preservar el patrimonio de las ciudades dentro de un patrón denominado desarrollo sostenible.
Desde el año 2003, el Ayuntamiento de Zamora está trabajando en un sistema de gestión municipal de acuerdo con los contenidos y objetivos de dicha Agenda.
Desde el punto de vista de desarrollo sostenible Zamora se puede considerar una ciudad pequeña, poco industrializada, y donde las contaminaciones atmosférica y acústica son muy bajas, pero que presenta un envejecimiento acusado de la población debido a que las personas jóvenes emigran a ciudades más grandes que tengan mejores perspectivas laborales.
Por otra parte, han proliferado en los últimos años una serie de urbanizaciones de viviendas unifamiliares que ha provocado un incremento desmesurado de los recursos públicos para la prestación de los servicios públicos que se ofrecen a los habitantes.
Como objetivos prioritarios de la acción municipal figura la preservación de Patrimonio Cultural y Monumental de la ciudad por lo que se da prioridad a todas aquellas actuaciones urbanísticas que favorezcan tales objetivos. De estas actuaciones destaca la realización de una carretera de circunvalación a la ciudad que evite el tránsito de vehículos pesados por el interior del casco urbano.
Para concienciar a los ciudadanos de las bondades de los programas de desarrollo sostenible que se realizan, se desarrollan campañas informativas de cara a conseguir una mayor conciencia cívica de cara a mejorar la preservación del Patrimonio de la ciudad.
Manifiesto Local de sostenibilidad de la ciudad de Zamora:

Yo, Zamora

Me comprometo a mantener un medio ambiente limpio para garantizar el bienestar de mis ciudadanos.
Me comprometo a mantener un aire limpio de contaminantes así como proveer de las herramientas necesarias para garantía.
Me comprometo a cuidar del agua dentro de mi territorio, no ensuciándola ni sobreexplotarla.
Me comprometo a integrar la ciudad, con los hábitats colindantes y a cuidar la flora y fauna que en ellos mora.
Me comprometo a no hacer ruido en exceso para no perturbar a mis ciudadanos.
Me comprometo a velar por mis jóvenes promoviendo las acciones adecuadas para que no sea necesario que emigren a otras ciudades más grandes, tratando fundamentalmente de ampliar y diversificar mi oferta laboral y procurar unas actividades de ocio satisfactorias para sus necesidades.

Agenda 21. Zamora-2004 Ayuntamiento de Zamora.

### Flora y fauna
En el término municipal se encuentran varias especies arbóreas y arbustivas, así como cultivos de secano en la penillanura y de regadío en las vegas de los cursos fluviales. Destaca la gran masa forestal del Bosque de Valorio en la zona norte de la ciudad como mayor pulmón verde de la ciudad.
Entre las especies arbóreas destacan la encina, el pino piñonero y el quejigo. La zona donde más abundan es la oesnoroeste, que es la de mayor altitud del municipio y por ello aquella en la que los árboles se ven menos afectados por los fenómenos de inversión térmica, además de ser un sector en el que la aridez es menor. Aquí aparecen también el alcornoque y el rebollo.
La encina es la especie más abundante en el término municipal, especialmente en la penillanura. Su importancia económica ha supuesto su pervivencia a lo largo del tiempo, aunque alterando su aspecto natural, siendo podada en forma de candelabro (lo que se conoce también como olivarla) con el fin de utilizar sus bellotas y su madera. Por otra parte, el aprovechamiento ganadero y el uso de los montes para cultivar y producir pastos han ido generando montes huecos y montes degradados.
El pino piñonero se encuentra en torno al arroyo de Fresneda formando un monte extenso aunque no muy tupido, asociado a la encina y con un denso matorral de jara y cantueso.
El quejigo tiene una importante presencia, localizándose en dehesas, terrenos de cultivo con árboles sueltos y también en algunos montes. Asimismo hay pequeñas cantidades de una especie alóctona, el pino de Alepo, empleado como árbol de repoblación en el valle de Valorio y en el del arroyo del Zape.
Por lo que se refiere a la vegetación de ribera, hay que señalar que en el Duero no se da el bosque galería, sino tan solo pequeñas masas de árboles, en especial choperas, en las que hay asimismo sauces y alisos. Por otro lado, en los arroyos y riachuelos de la penillanura destacan las fresnedas, en las que aparecen también alisos y chopos.
En cuanto al matorral, constituye la vegetación predominante en el municipio, y en algunas laderas pendientes hacia los ríos Duero y Esla es la única que hay. El carrascal es con mucho la formación arbustiva más destacada, gracias a su buena adaptación al frío, la aridez y los suelos pobres en nutrientes. También se da el jaral, que aparece en montes degradados y terrenos de cultivo agotados y abandonados.
En el entorno del río Duero existe una fauna acuática y ornitológica ligada a él y en las distintas dehesas existen varias explotaciones ganaderas de especies animales adaptadas al entorno.

### Clima
El clima en el municipio se clasifica como clima estepario, con veranos cálidos e inviernos fríos. Al ser la ciudad con menos altitud de Castilla y León, las temperaturas son más altas que en el resto de la comunidad autónoma. Las lluvias son escasas y se concentran principalmente en la primavera y el otoño, habiendo por el contrario una sequía estival muy marcada. Como fenómeno meteorológico, son significativas las abundantes nieblas durante el invierno, causadas por la presencia de una masa de agua tan importante como es el Duero, que pueden ser persistentes durante días y que rebajan considerablemente la temperatura media. De acuerdo con la clasificación climática de Köppen, Zamora se encuadra en la variante BSk.
| Parámetros climáticos promedio de observatorio de Zamora (656 m s. n. m.) (periodo de referencia: 1991-2020), (extremas: 1920-presente) | Parámetros climáticos promedio de observatorio de Zamora (656 m s. n. m.) (periodo de referencia: 1991-2020), (extremas: 1920-presente) | Parámetros climáticos promedio de observatorio de Zamora (656 m s. n. m.) (periodo de referencia: 1991-2020), (extremas: 1920-presente) | Parámetros climáticos promedio de observatorio de Zamora (656 m s. n. m.) (periodo de referencia: 1991-2020), (extremas: 1920-presente) | Parámetros climáticos promedio de observatorio de Zamora (656 m s. n. m.) (periodo de referencia: 1991-2020), (extremas: 1920-presente) | Parámetros climáticos promedio de observatorio de Zamora (656 m s. n. m.) (periodo de referencia: 1991-2020), (extremas: 1920-presente) | Parámetros climáticos promedio de observatorio de Zamora (656 m s. n. m.) (periodo de referencia: 1991-2020), (extremas: 1920-presente) | Parámetros climáticos promedio de observatorio de Zamora (656 m s. n. m.) (periodo de referencia: 1991-2020), (extremas: 1920-presente) | Parámetros climáticos promedio de observatorio de Zamora (656 m s. n. m.) (periodo de referencia: 1991-2020), (extremas: 1920-presente) | Parámetros climáticos promedio de observatorio de Zamora (656 m s. n. m.) (periodo de referencia: 1991-2020), (extremas: 1920-presente) | Parámetros climáticos promedio de observatorio de Zamora (656 m s. n. m.) (periodo de referencia: 1991-2020), (extremas: 1920-presente) | Parámetros climáticos promedio de observatorio de Zamora (656 m s. n. m.) (periodo de referencia: 1991-2020), (extremas: 1920-presente) | Parámetros climáticos promedio de observatorio de Zamora (656 m s. n. m.) (periodo de referencia: 1991-2020), (extremas: 1920-presente) | Parámetros climáticos promedio de observatorio de Zamora (656 m s. n. m.) (periodo de referencia: 1991-2020), (extremas: 1920-presente) |
| Mes | Ene. | Feb. | Mar. | Abr. | May. | Jun. | Jul. | Ago. | Sep. | Oct. | Nov. | Dic. | Anual |
| --- | --- | --- | --- | --- | --- | --- | --- | --- | --- | --- | --- | --- | --- |
| Temp. máx. abs. (°C) | 18.9 | 23.5 | 26.7 | 30.6 | 35.0 | 39.8 | 41.8 | 41.1 | 38.0 | 33.2 | 22.6 | 20.0 | 41.8 |
| Temp. máx. media (°C) | 8.6 | 11.7 | 15.7 | 18.0 | 22.5 | 27.8 | 31.1 | 30.5 | 25.9 | 19.6 | 12.8 | 9.2 | 19.5 |
| Temp. media (°C) | 4.9 | 6.4 | 9.6 | 11.8 | 15.8 | 20.3 | 23.1 | 22.8 | 18.9 | 14.0 | 8.5 | 5.5 | 13.5 |
| Temp. mín. media (°C) | 1.2 | 1.1 | 3.4 | 5.7 | 9.0 | 12.8 | 15.1 | 15.0 | 11.8 | 8.4 | 4.2 | 1.8 | 7.5 |
| Temp. mín. abs. (°C) | -13.4 | -9.8 | -8.4 | -4.0 | -2.1 | 2.4 | 5.1 | 5.3 | 1.2 | -4.2 | -8.4 | -10.6 | -13.4 |
| Precipitación total (mm) | 37 | 25 | 32 | 41 | 38 | 23 | 12 | 14 | 25 | 55 | 44 | 44 | 390 |
| Días de precipitaciones (≥ 1 mm) | 6.4 | 5.0 | 6.4 | 7.7 | 6.6 | 3.7 | 1.9 | 2.2 | 3.9 | 7.4 | 7.4 | 6.5 | 64.9 |
| Días de nevadas (≥ 0.01 mm) | 0.7 | 0.8 | 0.2 | 0.1 | 0.0 | 0.0 | 0.0 | 0.0 | 0.0 | 0.0 | 0.2 | 0.8 | 2.8 |
| Horas de sol | 87 | 147 | 198 | 231 | 282 | 324 | 363 | 326 | 246 | 174 | 105 | 78 | 2557 |
| Humedad relativa (%) | 83 | 72 | 64 | 62 | 56 | 49 | 46 | 48 | 56 | 68 | 78 | 83 | 64 |
| Fuente: Agencia Estatal de Meteorología                                                                                                 | | | | | | | | | | | | | |

Valores climatológicos extremos
La Agencia Estatal de Meteorología (AEMET) tiene registrado en la estación meteorológica de Zamora los siguientes valores extremos mostrados en la tabla.
| Valores climatológicos extremos Zamora |                |                     |
| Concepto                               | Valor numérico | Fecha               |
| Precipitación máxima en un día (l/m²)  | 66,1 l/m²      | 2 de julio de 1961  |
| Temperatura mínima absoluta (°C)       | -13,4 °C       | 16 de enero de 1945 |
| Temperatura máxima absoluta (°C)       | 41,8 °C        | 14 de julio de 2022 |

## Historia

### Edad Antigua

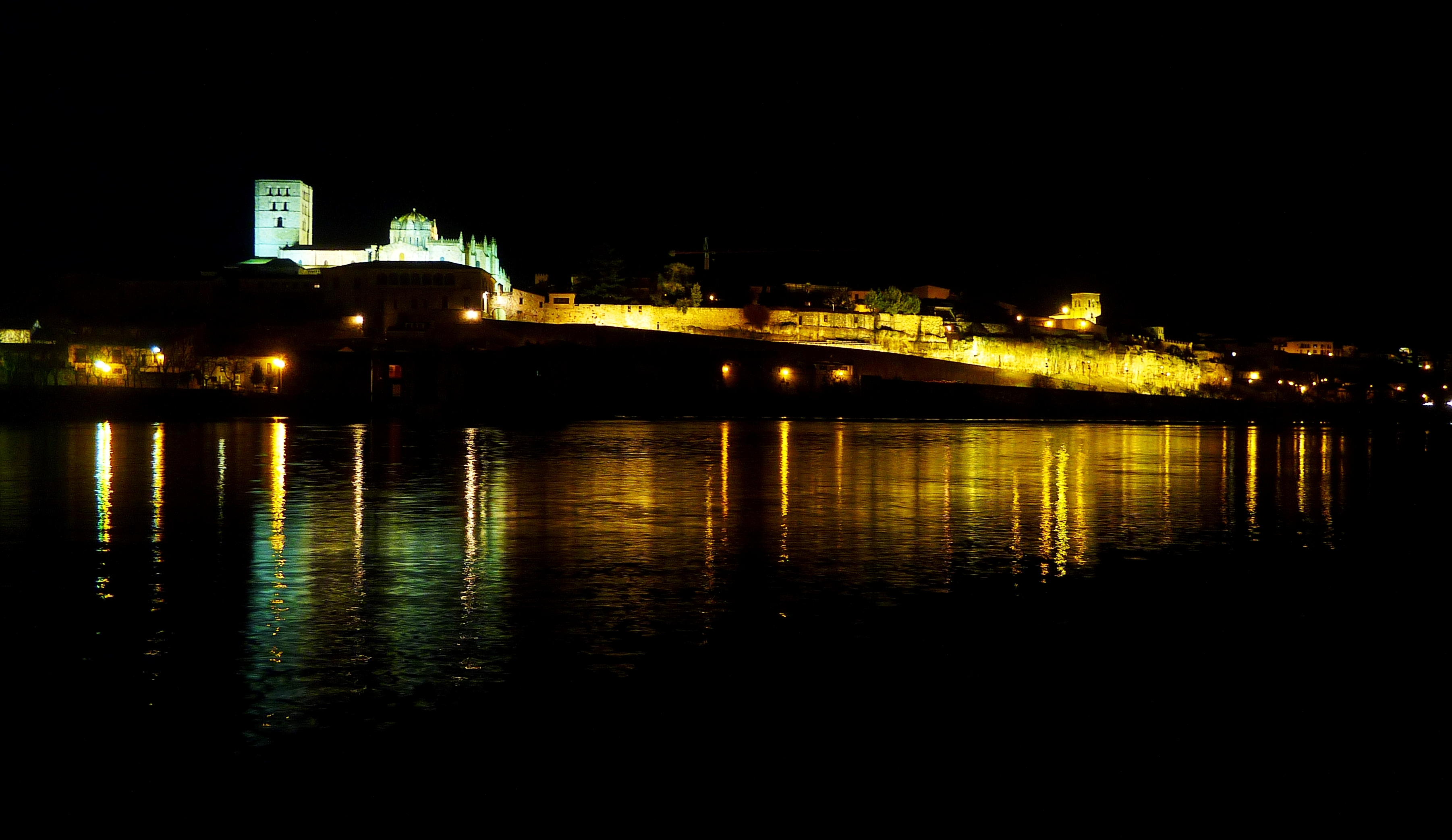
Las Peñas de Santa Marta, formación rocosa a orillas del Duero sobre la que se asentaron los primeros pobladores de la ciudad

La ciudad fue fundada a inicios de la Edad del Bronce, siendo posteriormente ocupada durante la Edad de Hierro por el pueblo celta de los vacceos, que la denominaron Ocalam. El asentamiento inicial se produjo en la almendra delimitada por el Castillo y la costanilla de San Ildefonso, un emplazamiento estratégico al tratarse de una meseta rocosa defendida por el río Duero, en la que se ubicó un castro.
El poblamiento se mantuvo durante el Imperio romano. De hecho, con frecuencia se la ha identificado con la importante mansio y civitas de Ocelo Durii («Ojo del Duero»). Según algunos tal población correspondería en realidad con la actual Villalazán, doce kilómetros al este, también a orillas del Duero, y por la que transcurría la Vía de la Plata.

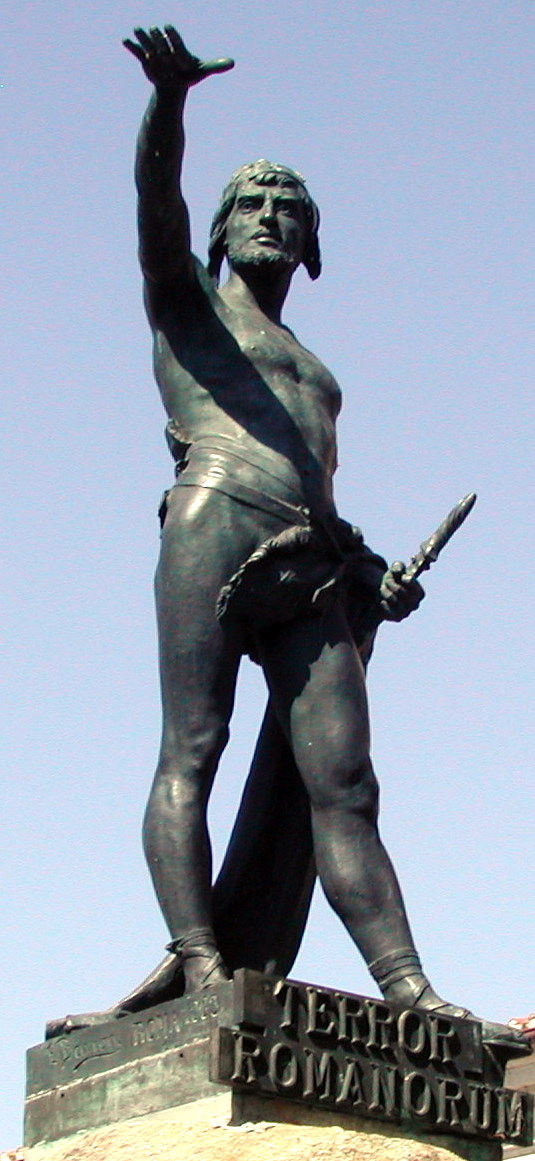
Estatua de Viriato, en la plaza homónima, obra del escultor de Moraleja del Vino Eduardo Barrón

Según otros estudiosos, en cambio, sí que se asentaría en Zamora capital. A pesar de que hasta ahora no hayan aparecido en la ciudad restos arqueológicos de entidad correspondientes a este periodo (lo que no descarta posibles sorpresas futuras si se hicieran más excavaciones, como ocurrió recientemente con el destacado yacimiento de cerámica musulmana hallado en el solar en el que se ubica la sede del Consejo Consultivo de Castilla y León), la toponimia sería un argumento en favor de la capital zamorana, ya que Okelo Duri originalmente significaba «peñasco prominente» (las Peñas de Santa Marta) y por otra parte en la orilla opuesta del río se sitúa el barrio de San Frontis, nombre de origen romano, sub frontis pontis, «por debajo del puente». Precisamente a esa altura del cauce estuvo en pie hasta 1310 el Puente Viejo o de Olivares, del que aún existen algunos restos visibles. Además existe un mapa tardorromano en el que aparece el término Okelo Duri que se correspondería con Zamora. A esta época corresponde Viriato, el «terror romanorum», que celebraba sus victorias sobre los romanos (ocho en total) arrancando un jirón de sus rojos estandartes y poniéndolo en su lanza, lo cual es precisamente el origen de la bandera de la ciudad (y de la provincia), la Seña Bermeja. Se le considera nacido en Torrefrades, pueblo de la comarca de Sayago o en la provincia de Huelva cuando aun se pensaba que el territorio de los lusitanos tenía otras fronteras y no estaba bien conocido, por lo que otros sitúan su origen en Portugal mismo hacia el monte Herminius, en la sierra de la Estrella.
La primera referencia documental que se tiene de la ciudad aparece en el Parrochiale Suevum del año 569, en el que se la cita con el nombre de Senimure, incluida en la diócesis de Asturica, perteneciente al Reino Suevo. Así aparece también en unas acuñaciones de monedas de Sisebuto en el siglo posterior. Los nombres árabes de la ciudad fueron Azemur («olivar silvestre») y Semurah («ciudad de las turquesas»). El nombre actual parece proceder de una de estas dos últimas etapas, y es citado como tal en el Salmanticense como «una de las plazas recobradas por Alfonso I a los moros».

### Edad Media

#### Alta Edad Media

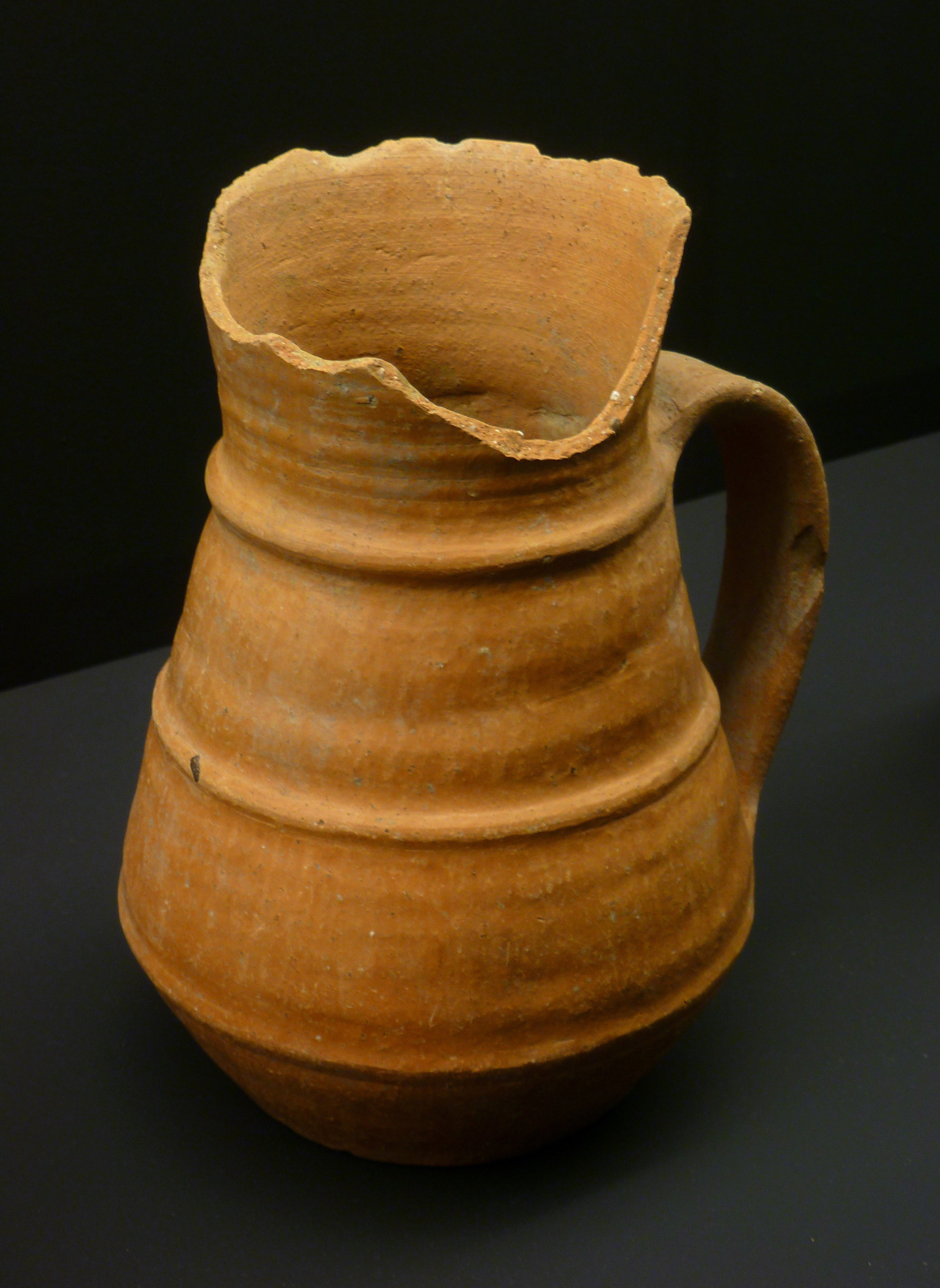
Jarro de cerámica hispano-musulmana perteneciente al importante conjunto hallado en el solar del Consejo Consultivo de Castilla y León. Cerámica bruñida, siglos -, Museo de Zamora

Durante la Edad Media, Zamora volvió a ser tomada y destruida por los musulmanes al mando del emir Mohamed y después reconquistada por los cristianos en el reinado del rey Alfonso II de Asturias, el Casto, siendo de nuevo fortificada. El rey Alfonso III de Asturias, el Magno la repobló con mozárabes toledanos en 893, rodeándola de murallas y dotándola incluso de palacios y baños, convirtiéndose, por su emplazamiento y características, en la ciudad fortaleza más importante de los reinos cristianos. La repoblación de la ciudad de Zamora fue descrita por Isa ibn Ahmad al-Razi de la siguiente forma: «dirigiose Alfonso hijo de Ordoño, rey de Galicia, a la ciudad de Zamora, la despoblada, y la construyó y la urbanizó, y la fortificó y pobló con cristianos, y restauró todos sus contornos. Sus constructores eran gente de Toledo, y sus defensas fueron erigidas a costa de un hombre agemí de entre ellos. Así, pues, desde aquel momento comenzó a florecer la ciudad, y sus poblados se fueron uniendo unos a otros, y las gentes de la frontera fueron a tomar sitio en ella».
El periodo comprendido entre los siglos X y XIII es el de mayor relevancia de Zamora dentro del contexto hispánico. La batalla de Simancas (939) dio a Ramiro II de León el control de los valles del Duero y del Tormes, convirtiéndose la capital zamorana (por su posición y su ventajoso emplazamiento, en lo alto de una meseta rocosa al borde del río) en una de las principales plazas fuertes que aseguraban la frontera. Su importancia fue decayendo sin embargo a partir de la batalla de las Navas de Tolosa (1212), que abrió el sur peninsular a los reinos cristianos, perdiendo con ello Zamora su trascendencia estratégica.
Zamora fue una de las plazas más importantes del Reino de León, del que formó parte. Además inició la etapa de mayor esplendor político, económico y arquitectónico. El paulatino desplazamiento de la frontera hacia el sur, del Duero al Tormes, favoreció este progreso, solo quebrado por las aceifas de Almanzor. Muhammad ibn 'Abd-Allah ibn Abū 'Āmir (en árabe محمد بن عبد أبو عامر ), llamado Al-Mansūr (المنصور) (españolizado Almanzor), el Victorioso, lanzó en 981 un primer ataque contra la ciudad, que fue arrasada. En 986 rompió hostilidades con el rey Bermudo II, atacando Coímbra al año siguiente (dejándola de tal manera que durante siete años estuvo desierta) y dirigiéndose contra el propio León en 988, destruyendo todo lo que encontraba a su paso. Bermudo se refugió en Zamora, pero nada pudo contener el avance enemigo. León, después de resistir cuatro días, fue asaltado, saqueado, incendiado y sus murallas destruidas, Zamora capituló y Bermudo hubo de huir a Galicia. En 997 Zamora volvió a sufrir la acción del musulmán, pues en su camino hacia Santiago de Compostela arrasó de nuevo la ciudad, además de León y Astorga.
«Zamora, la bien cercada» la llamó Fernando I de León, «el Magno». Este monarca la reconstruyó en 1055, la repobló con montañeses y amuralló nuevamente, para cedérsela luego a su hija Doña Urraca. Su posición privilegiada la hizo objeto de disputa entre los divididos reinos cristianos. Durante uno de los cercos a la ciudad sucedió un hecho notable que se perpetuó en el romancero español: la muerte por sorpresa, a manos del noble zamorano Vellido Dolfos, del rey Sancho II cuando este intentaba tomar la ciudad gobernada por su hermana. La posibilidad de que el inductor hubiera sido el principal beneficiado (el rey Alfonso VI, quien había sido encarcelado por Sancho II, su hermano), es la que, según los cantares de gesta, habría provocado que uno de los nobles castellanos presentes en el asedio, Rodrigo Díaz de Vivar, el Cid, le hiciera jurar no haber participado en la muerte de su hermano (la jura de Santa Gadea, Burgos). Tanto el arrojo de Vellido como el atrevimiento de Rodrigo han pasado a ser tópicos literarios y hasta coloquiales, así como la bravura de la ciudad durante el asedio, inmortalizada en el dicho No se ganó Zamora en una hora. En el lugar en el que, según la tradición, fue asesinado el soberano Sancho II por Bellido Dolfos, se encuentra situado un tosco monumento rematado en cruz y denominado Cruz del Rey Don Sancho.

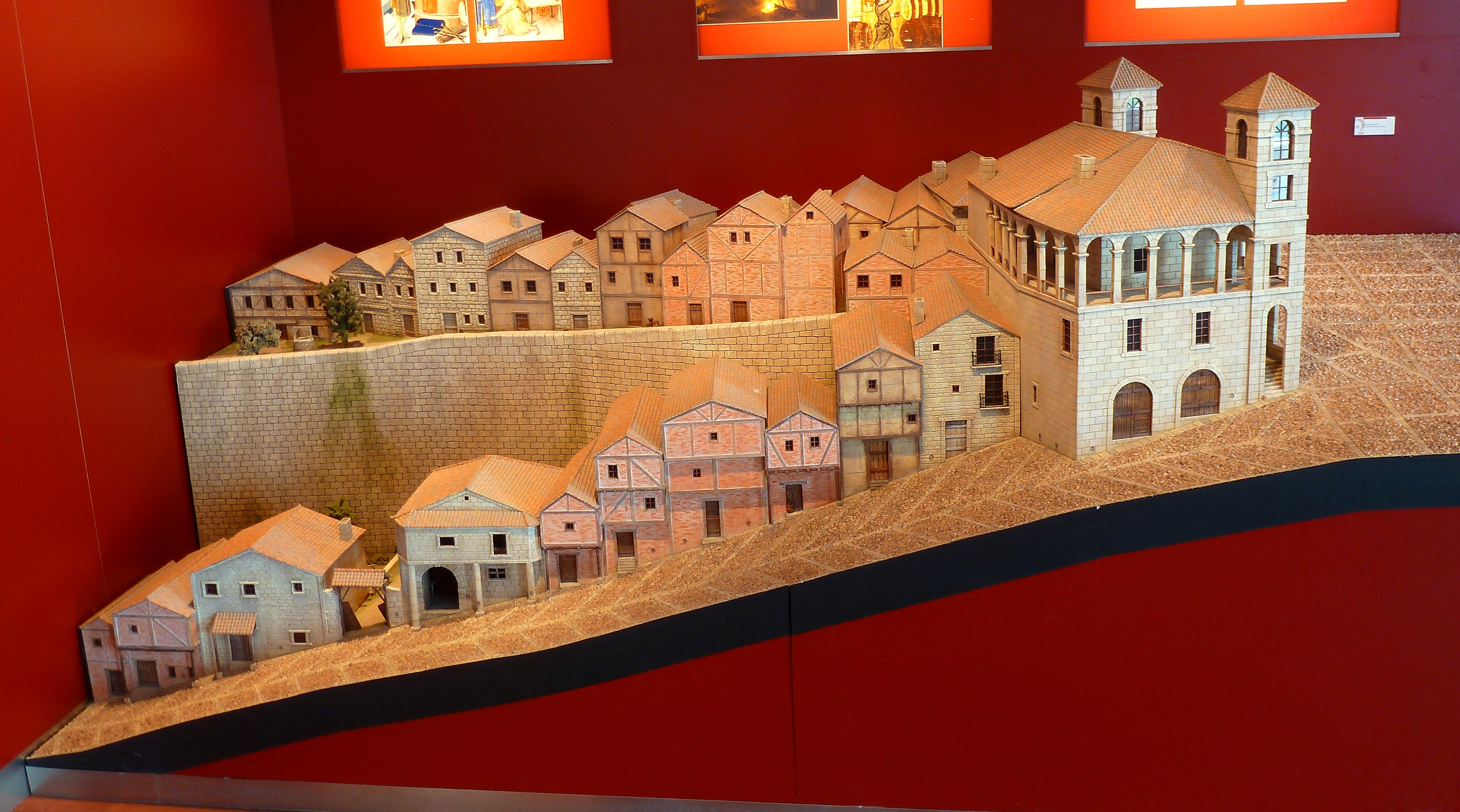
Maqueta que recrea el aspecto de la calle Balborraz en la Edad Media, que se exponía en el centro de interpretación de las Ciudades Medievales

Otro hito en la historia de la ciudad fue la conferencia de paz entre el rey Alfonso VII de León y Alfonso I de Portugal. Como resultado, el 5 de octubre de 1143 fue reconocida la independencia del nuevo reino, que quedó reflejada en el Tratado de Zamora, que marca de manera oficial el nacimiento de Portugal como estado independiente. Alfonso VII reconoció como monarca a Afonso Henriques por su deseo de ser emperador y necesitar, por tanto, reyes que fueran sus vasallos, aunque una vez logrado el reconocimiento, el portugués siguió una línea de completa autonomía.
En 1208 el rey Alfonso IX de León otorgó a la ciudad de Zamora un fuero que incluyó lo que se considera su primera delimitación territorial. El término abarcó un área muy similar al actual, con la sola excepción de su lado occidental, en el que se señalan una serie de aldeas y lugares que posteriormente se despoblaron y se convirtieron en las actuales dehesas.

«E estos homezianes ayan atal couto por el monte d'Aloa, por el Camín de Johán Cidiélez, e por Morales, e por Ponteyos de la Torre, e por Arcinielas, e por Vilaralvo el Mayor, e por Cubiellos, e por Sancta María de la Iniesta, e por las Manbras, e por los penedos de Congosta, e por Carrascal, que dizen Aldea de Pelay Alvo»
Alfonso IX de León (1208), Fuero de Zamora

#### Baja Edad Media
La importancia de Zamora entre las ciudades de la Corona de Castilla en la Baja Edad Media quedó manifestada por su voto en las Cortes de Castilla, condición que solo disfrutaban diecisiete (a las que posteriormente se añadió Granada). La extensión de la representación de los procuradores zamoranos era extraordinaria, pues incluía el territorio gallego, en el que ninguna ciudad tenía voto.

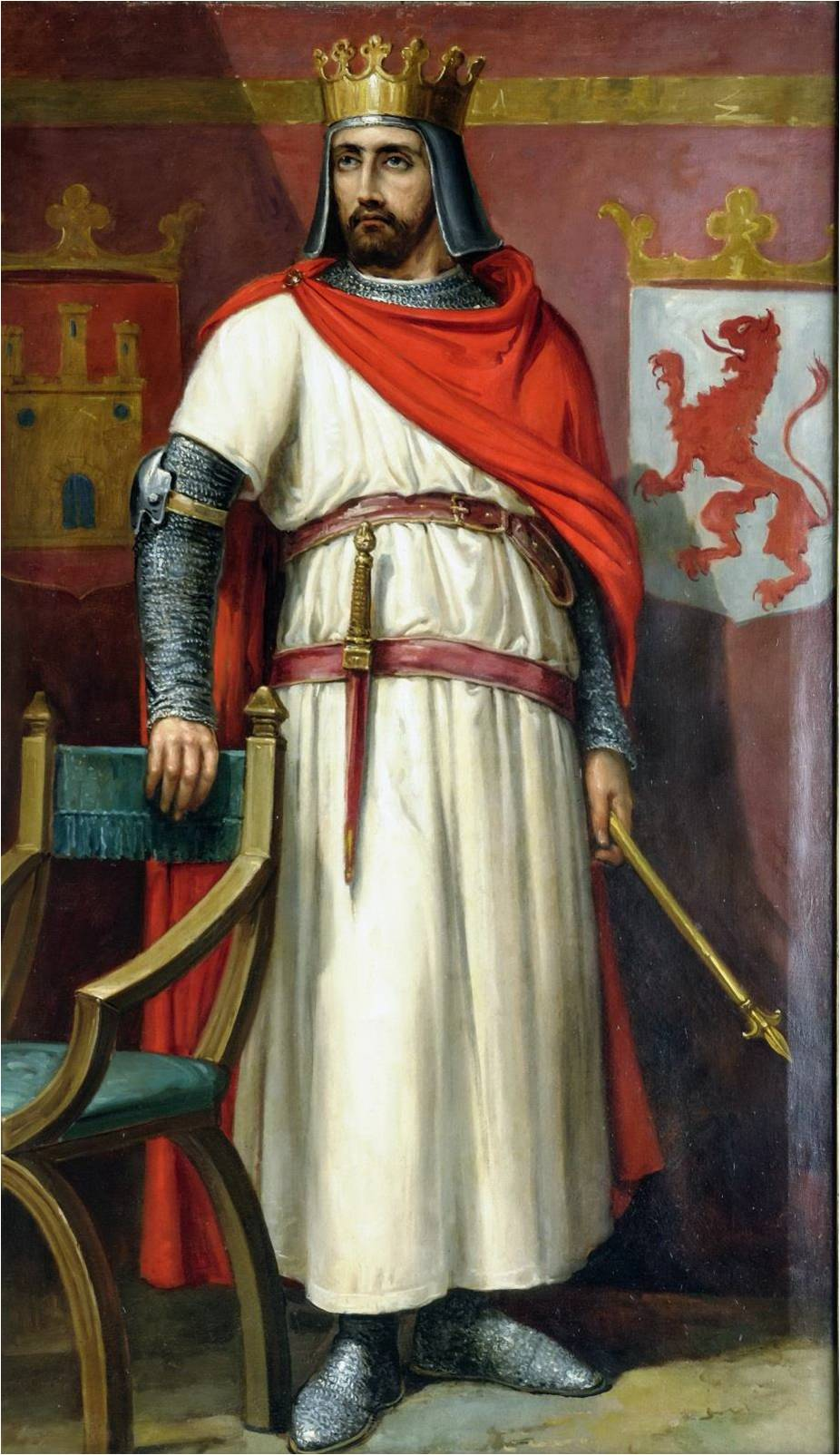
Retrato imaginario de Enrique II, rey de Castilla y de León. José María Rodríguez de Losada (Ayuntamiento de León)

A principios de 1367, y durante la primera guerra civil castellana, la ciudad de Zamora se sumó definitivamente a la causa de Pedro I de Castilla y se convirtió en uno de sus más firmes bastiones durante el resto de la contienda, como señaló la historiadora María Concepción Castrillo Llamas. Y tras la batalla de Montiel, que se libró en 1369, Enrique de Trastámara asesinó a su hermanastro Pedro I y comenzó a reinar en la Corona de Castilla con el nombre de Enrique II. Pero tras el asesinato del rey, sus partidarios se hicieron fuertes en Zamora y las tropas de Enrique II asediaron la ciudad entre junio de 1369 y febrero de 1371, siendo los líderes de la rebelión Fernando Alfonso de Valencia, que era uno de los nobles más notorios de Zamora y bisnieto de los reyes Alfonso X y Sancho IV de Castilla, y el alcaide del castillo de Zamora, Alfonso López de Tejeda.
Y en una de las salidas que hicieron los sitiados, Fernando Alfonso de Valencia fue derrotado y hecho prisionero por Pedro Fernández de Velasco, que era el camarero mayor del rey Enrique II y el conductor del asedio junto con la reina Juana Manuel de Villena, esposa del monarca. Pero a pesar de la heroica resistencia de los zamoranos, la ciudad capituló y permitió la entrada de las tropas de Enrique II, que la ocuparon el 26 de febrero de 1371, según consta en una carta en la que la reina Juana Manuel comunicó a su esposo la rendición de la ciudad.
Sin embargo, el alcaide del castillo de Zamora, Alfonso López de Tejeda, no aceptó el acuerdo de capitulación y se propuso resistir en el interior de dicha fortaleza junto con su esposa, Inés Álvarez de Sotomayor, el hijo mayor de ambos, los principales nobles zamoranos y numerosos soldados. Y la reina Juana Manuel, según afirmó el cronista portugués Fernão Lopes en el capítulo XLI de la Chronica de el-rei D. Fernando, amenazó a Alfonso López de Tejeda con matar a tres de sus hijos, que se encontraban en su poder, si no entregaba la fortaleza, aunque él se negó a rendirse y sus hijos, de los que dos eran niños y la restante una niña, fueron asesinados. Pero debido al hambre y a la peste que soportaban, y sabiendo que no recibirían ayuda de Portugal, una noche Alfonso López de Tejeda abandonó el castillo llevándose las llaves de la fortaleza. Y viajando acompañado por su esposa, su hijo mayor y por algunos de sus soldados, se refugió en Portugal para desde allí continuar hostigando a las tropas de Enrique II.

### Edad Moderna

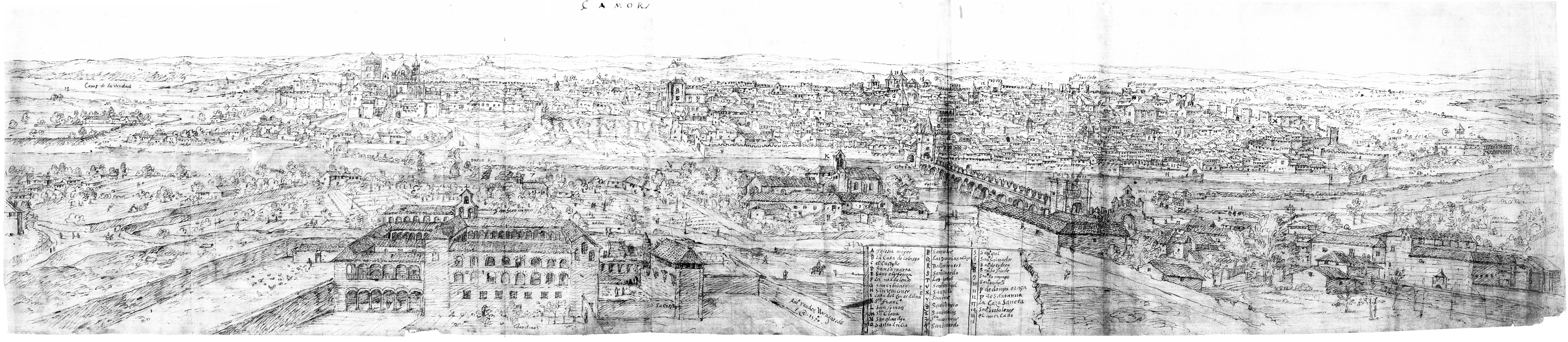
Vista de Zamora en 1570 por Anton van den Wyngaerde

Después de su apogeo en el siglo XII y conforme se desplazaba hacia el sur la frontera de la reconquista de la península por los reyes cristianos, Zamora fue perdiendo importancia estratégica, económica y social. Después del descubrimiento de América, muchos zamoranos se vieron obligados por la pobreza económica de la zona a emigrar al continente, especialmente a América del Sur donde se han fundado muchas otras ciudades con su mismo nombre.

### Edad Contemporánea

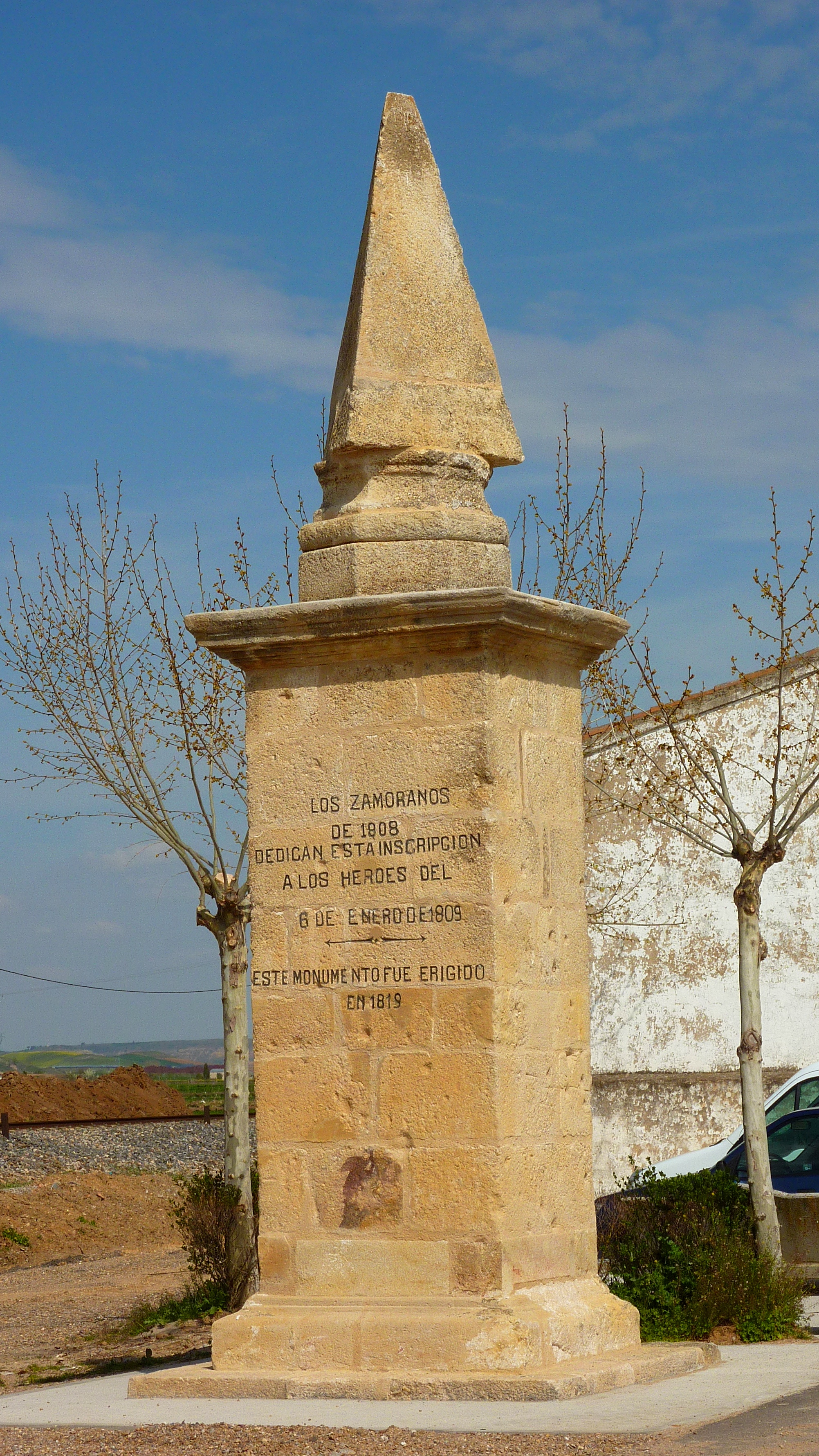
Obelisco en honor a los héroes de la batalla de Villagodio contra las tropas napoleónicas

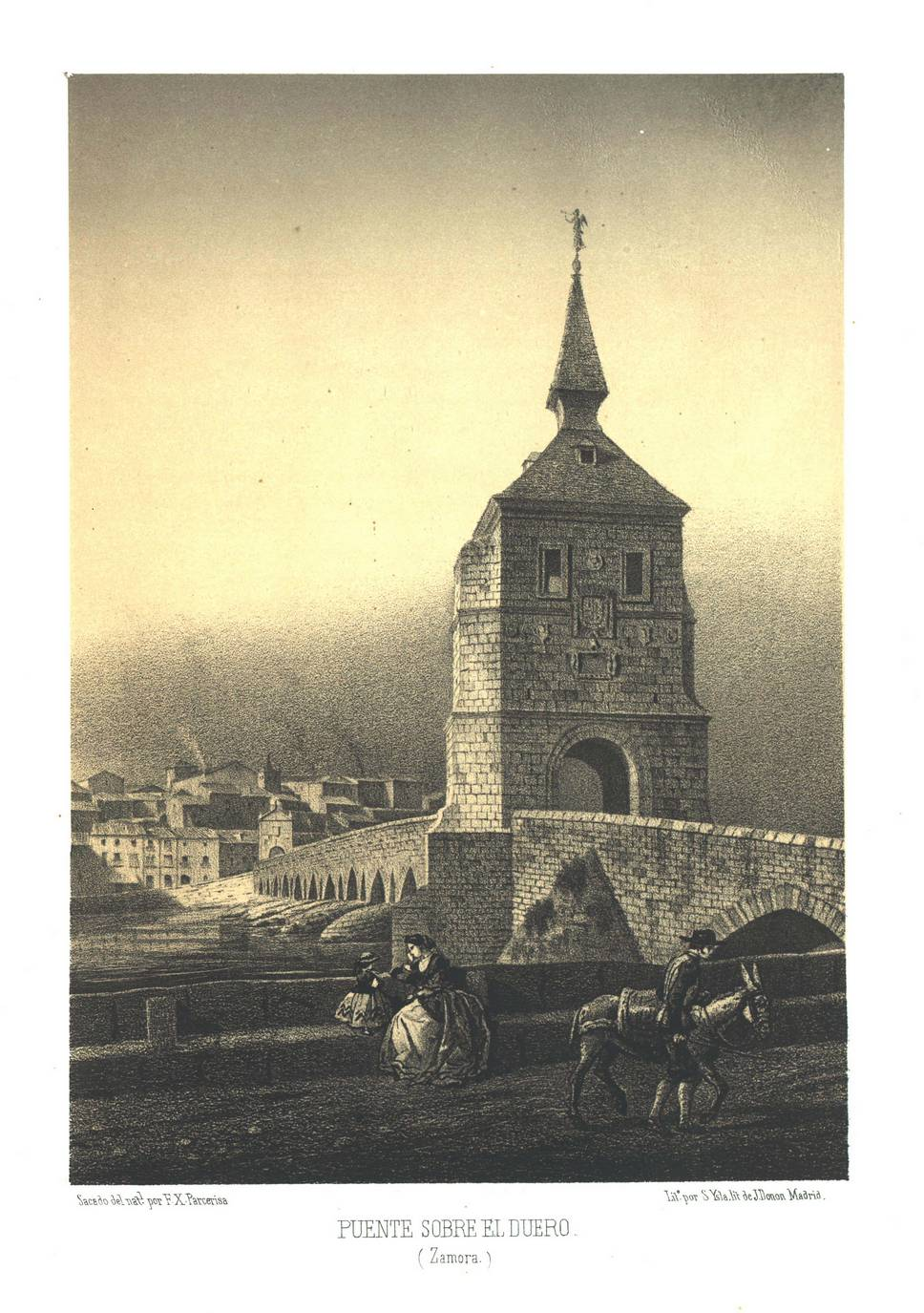
Grabado de Francisco Javier Parcerisa del puente sobre el Duero a mediados del

A lo largo del siglo XVIII la ciudad vivió una fuerte recuperación, que se vio favorecida por la protección de que gozó por parte de la Corona, proceso que se vio interrumpido abruptamente por la invasión napoleónica. A comienzos de 1809, durante la Guerra de la Independencia, Zamora se levantó en armas frente a las tropas francesas de Lapisse, Maupetit y Soulignac. Los zamoranos salieron a su encuentro al puente de Villagodio, sobre el río Valderaduey, a tres kilómetros de la ciudad, donde trabaron con los franceses una sangrienta y desigual pelea que duró tanto como la luz del día; viéndose al fin en la necesidad de retirarse cerca del anochecer ante su situación de inferioridad manifiesta, tras contar con la pérdida de ciento treinta zamoranos muertos y doble número de heridos, no sin antes haber causado bastantes bajas en las filas enemigas. La temeraria hazaña es recordada mediante un obelisco conmemorativo, en el que figura la siguiente leyenda: «Los zamoranos de 1908 dedican esta inscripción a los héroes del 6 de enero de 1809. Este monumento fue erigido en 1819». La ocupación duró tres años, hasta 1812, y provocó además graves pérdidas al patrimonio artístico de la ciudad.
Los años que siguieron a la liberación fueron un periodo de decadencia y aislamiento. Las manufacturas estaban prácticamente limitadas a actividades meramente artesanales, siendo la industria propiamente dicha muy escasa. El comercio además era deficitario, vendiéndose al exterior tan solo cereales y vino. El traslado de la Capitanía General a Valladolid agravó aún más la situación, con el resultado de que en 1850 la población era de únicamente 9000 habitantes. La Desamortización supuso una convulsión que tuvo repercusiones en los campos de la economía, el urbanismo y el patrimonio artístico. A ese fenómeno se unió el abandono de la ciudad por parte de la nobleza.
Por otro lado, la división territorial de España en 1833 ratificó la definitiva capitalidad provincial de la ciudad de Zamora, clasificándola dentro de la Región Leonesa que, como todas las regiones españolas de la época, careció de competencias administrativas. Un año más tarde, la ciudad de Zamora fue de nuevo designada para ser cabeza del partido judicial homónimo.

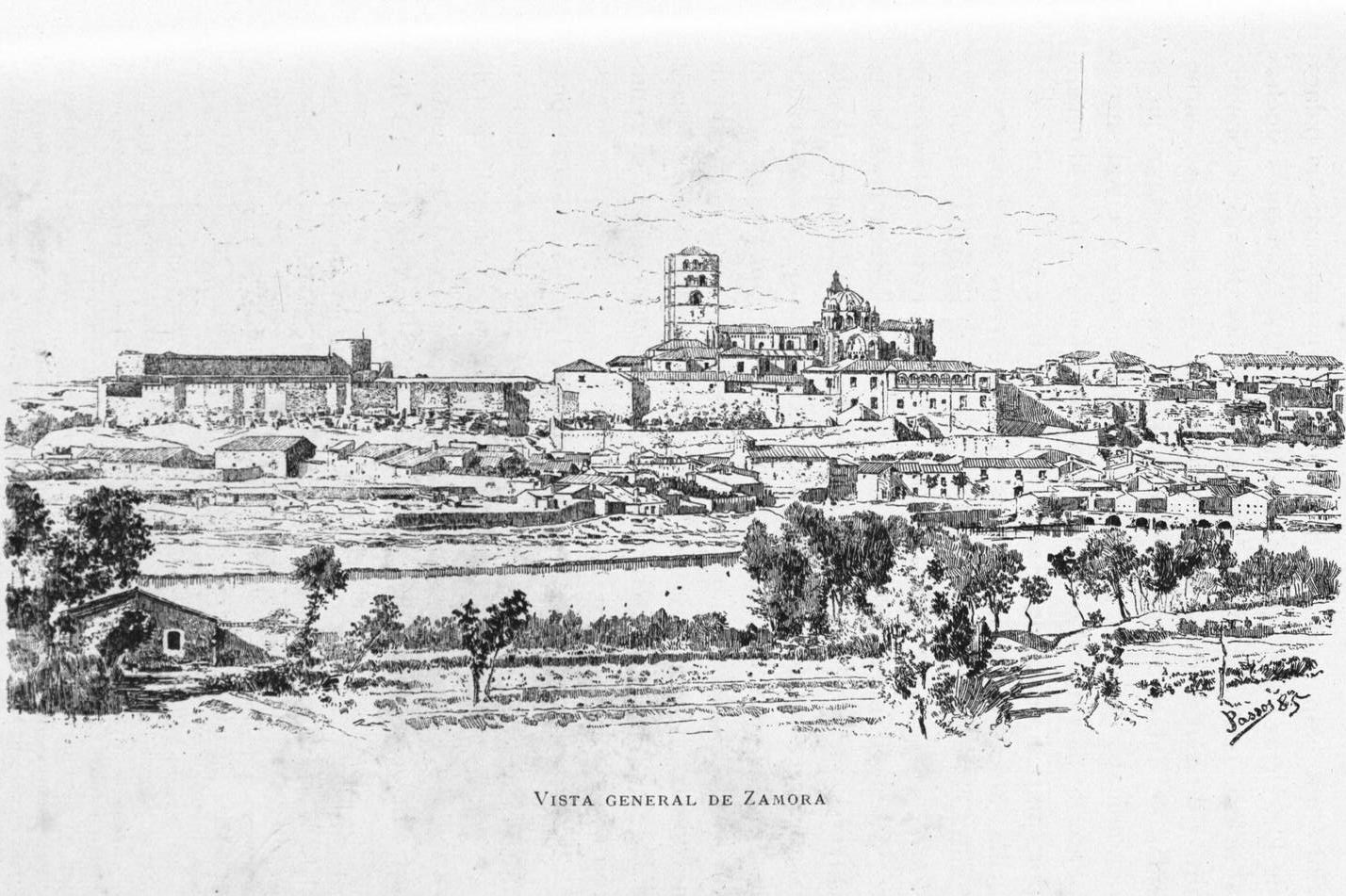
Vista general de Zamora en un dibujo de 1885

En la segunda mitad del siglo XIX Zamora empieza a vivir un resurgir económico, que se acentúa en el final del siglo y el principio del XX, estimulado por una cierta industrialización, la llegada del ferrocarril en 1864, la electrificación, el desarrollo de la agricultura, en el que jugaron un importante papel los Círculos Agrícolas, la expansión del comercio y la construcción de nuevas carreteras así como de embalses en la provincia (los Saltos del Esla, especialmente).

## Demografía
Zamora cuenta con una población de 59 506 habitantes (INE 2024).
| Gráfica de evolución demográfica de Zamora entre 1842 y 2021 |
| |
| Población de derecho según los censos de población del INE Población de hecho según los censos de población del INEEn 1965 crece el término del municipio porque incorpora a Carrascal |

Según las cifras oficiales del INE, la ciudad de Zamora cuenta con 59 475 habitantes a fecha de 1 de enero de 2022. El 47,34 % son varones y el 52,66 % mujeres. La diferencia a favor de las mujeres se inicia en el grupo de edad comprendida entre los 35 y 39 años, incrementándose de forma sensible este distanciamiento a partir de los 65 años, según muestra la pirámide de población.
Desde 1900 y hasta 1991, el municipio de Zamora creció de forma regular, aun en las fases en las que el conjunto de la provincia de Zamora perdió población. Desde 1900, la capital ha multiplicado el número de habitantes por 4,07 (de 16 287 habitantes en 1900 a 66 293 en 2009), mientras que la provincia ha perdido un 29 % de su población, al haber pasado de los 275 545 habitantes en 1900 a los 195 665 de 2009. A resultas de este doble proceso, la capital, que representaba solo el 5,9 % del total de la provincia de Zamora en 1900, acogía en 2009 al 33,9 % de sus habitantes. En los últimos veinte años el censo de la ciudad de Zamora ha estado prácticamente estacionado, con ligera tendencia al decrecimiento vegetativo.
Pirámide de población
- La población menor de 20 años es el 17,12 % de la población total.
- La población comprendida entre 20-40 años es el 27,56 %
- La población comprendida entre 40-60 años es el 29,21 %
- La población mayor de 60 años es el 26,11 %

Esta estructura de la población es típica en el régimen demográfico moderno, con una evolución hacia un envejecimiento de la población y una disminución de la natalidad anual.
Emigración
A mediados del siglo XX se produjo un proceso emigratorio de toda la provincia en conjunto y también de la capital, que se canalizó hacia otras provincias y regiones más prósperas de España, como Cataluña, Comunidad de Madrid, el País Vasco o Valladolid, principalmente.
Población extranjera
| Continente | Países | Total |
| ---------- | --- | ----- |
| África     | Argelia (10), Marruecos (156), Nigeria (3) y Senegal (1) | 180   |
| América    | Argentina (43), Bolivia (63), Brasil (106), Colombia (148), Cuba (32), Chile (21), Ecuador (35), Paraguay (22), Perú (64), República Dominicana (170), Uruguay (12) y Venezuela (48) | 821   |
| Asia       | China (137) y Pakistán (4) | 150   |
| Europa     | Alemania (16), Bulgaria (409), Francia (39), Italia (31), Polonia (35), Portugal (614), Reino Unido (10), Rumanía (314), Rusia (8) y Ucrania (6)                                     | 1535  |
| Oceanía    | - | 1     |
| Total      | - | 2686  |

Del total de 66 293 personas censadas en 2009, 2686 eran extranjeros, lo que representa un 4,05 % del total, muy inferior a la tasa nacional. Los residentes extranjeros procedían de todos los continentes, siendo los de nacionalidad portuguesa (614), búlgara (409) y rumana (314), las colonias más numerosas.

### Población por núcleos
| Núcleos   | Habitantes (2024) | Varones | Mujeres |
| --------- | ----------------- | ------- | ------- |
| Zamora    | 59 442            | 27 509  | 31 933  |
| Carrascal | 111               | 58      | 53      |

## Economía
Agricultura y ganadería

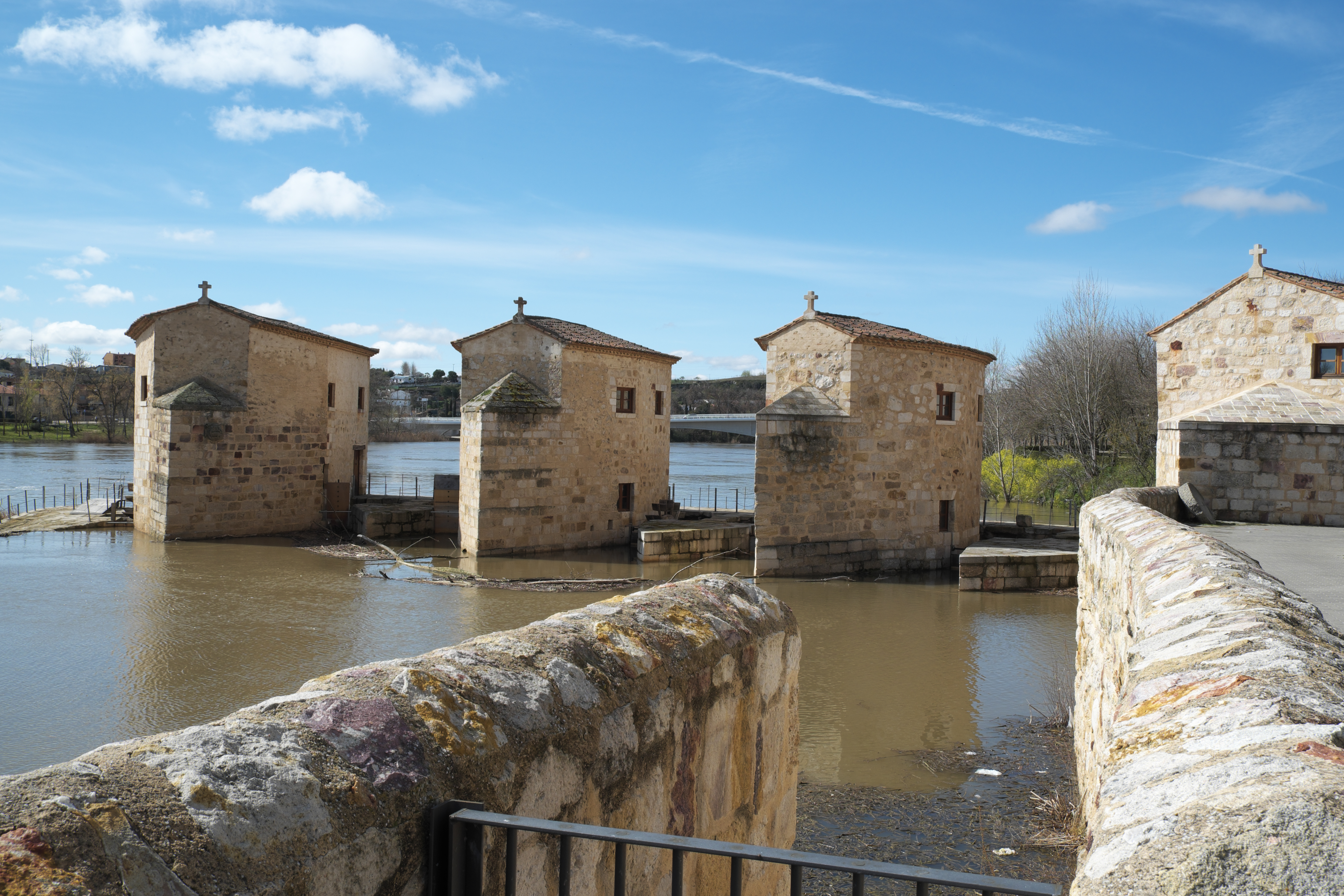
Aceñas de Olivares. Utilizaban la fuerza motriz del Duero para la producción de harina de trigo

El término municipal se asienta en un espacio de transición geológicamente hablando, con la cuenca sedimentaria del Duero al este y penillanuras rocosas al oeste. Este hecho ha condicionado tradicionalmente los usos del terreno, predominando la agricultura en el lado oriental y por el contrario en el occidental la ganadería. Sin embargo, también han influido factores de carácter histórico, que explican la presencia de montes y dehesas al oeste, justo en la zona en la que las condiciones naturales son más desfavorables, al tratarse de suelos ácidos, pobres en nutrientes y pedregosos.
La llanura sedimentaria se ha dedicado tradicionalmente a la agricultura de secano extensiva, predominantemente al cultivo de cereales, aunque en el valle del Valderaduey, el del Duero y en las campiñas al sur de este, se han introducido desde hace algunas décadas regadíos extensivos mediante el uso de canales de riego, derivaciones, y en menor medida pozos, aprovechando la buena calidad de los terrenos y su planitud.
Por su parte, la zona occidental, de peores características naturales, ha estado dominada por la tríada pasto, labor y monte, con la ganadería como centro. El bajo rendimiento del suelo imponía el recurso al barbecho y frecuentemente también a la rotación de cultivos, lo que se conoce como cultivo al tercio. Los montes de quercíneas (encinas y robles) jugaban un importante papel como complemento en la alimentación del ganado gracias a sus bellotas, aunque los montes en general de la zona carecen en la actualidad de la importancia que antaño tuvieron, encontrándose abandonados e invadidos por matorrales de jaras, degradados por los usos que han tenido durante siglos (cultivos, pastizales, rozas) o bien vallados y utilizados para explotaciones ganaderas extensivas.
| Sector industrial                         | Empresas |
| ----------------------------------------- | -------- |
| Energía y agua                            | 3        |
| Industria química y derivados             | 33       |
| Industria metalúrgica                     | 89       |
| Industria manufacturera                   | 169      |
| Total                                     | 294      |
| Empresas relacionadas con la construcción | 816      |

En 2012 los terrenos dedicados a la agricultura suponen cerca de 10 000 hectáreas, en las que, entre otros, se cultivan alfalfa, maíz, forraje y productos de agricultura ecológica. En cuanto a la cabaña ganadera cuenta con 12 000 cabezas de ovino, 300 de vacuno y 2000 de porcino. El número de personas empleadas en el sector es de algo menos de un centenar.
Industria y construcción
La provincia de Zamora, incluida su capital, es una de las que tienen un tejido industrial más bajo de España, con lo cual la industria de la ciudad es poco significativa. Su reparto por actividades se muestra en la tabla adjunta de acuerdo con los datos del Anuario Económico de España de 2008 editado por La Caixa.
Comercio
En la ciudad de Zamora hay una gran actividad comercial, representada tanto por el comercio mayorista como por el pequeño comercio tradicional especializado. También existe una extensa red de oficinas bancarias. Según el Anuario Económico de España 2008 de La Caixa, la actividad comercial en Zamora queda reflejada en los datos que muestra la tabla adjunta:
| Sector comercial                  | Empresas |
| --------------------------------- | -------- |
| Oficinas bancarias                | 78       |
| Empresas comerciales mayoristas   | 260      |
| Empresas comerciales minoristas   | 2123     |
| Supermercados                     | 53       |
| Hipermercados/centros comerciales | 2        |
| Bares y restaurantes              | 584      |

El principal eje comercial de la ciudad es la peatonal calle de Santa Clara. También fue muy relevante hasta principios del siglo XX la calle Balborraz, una de las más pintorescas de Zamora, en la que se concentraban gran cantidad de comercios y talleres artesanales, pero su pronunciada pendiente hizo que resultara inadecuada para los vehículos de motor, lo que provocó que fuera perdiendo importancia paulatinamente.
Turismo

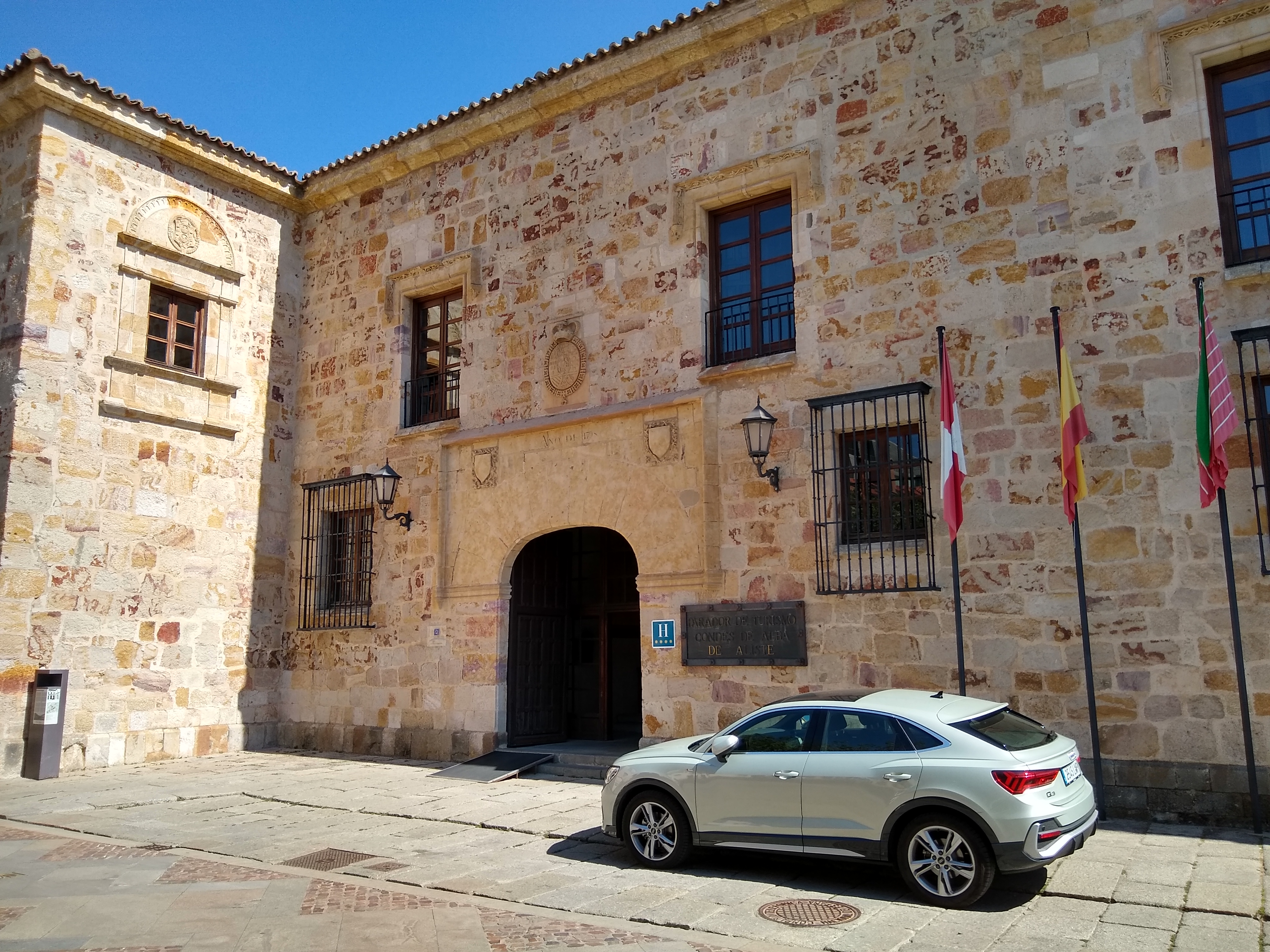
Palacio de los Condes de Alba de Liste, actual Parador de Turismo

Zamora es considerada por tres de cada cuatro turistas que la visitan como una ciudad de paso, un complemento a otros destinos, y de hecho casi la mitad de ellos no llega a pernoctar en la ciudad. La mayoría del turismo es de tipo cultural (75 %), siendo las épocas de mayor afluencia la Semana Santa y el verano, mientras que el periodo de diciembre a febrero es el más bajo. La mayor llegada de visitantes se da los fines de semana. 8 de cada 10 turistas son nacionales, suponiendo los madrileños un 26,5 % del total, seguidos de vascos y catalanes. De los extranjeros la mayor parte son centroeuropeos y portugueses. La pernoctación media es de 1,68 noches, con un gasto que no supera los 100 €.
Los establecimientos hoteleros de la ciudad, 34 en total, tienen una media de 60 plazas y 22 años de antigüedad, con una ocupación global anual de un 50 %. Se desglosan en un Parador de Turismo, cuatro hoteles de cuatro estrellas, tres de tres, cuatro de dos, ocho de una, trece pensiones y un cámping.

## Símbolos
Títulos
La ciudad de Zamora ostenta el título de «Muy noble y leal», según le fue otorgado por el rey Enrique IV de Castilla, mediante privilegios del 20 de junio y el 1 de julio de 1465 y 9 de marzo de 1466. El Ayuntamiento, con título de «excelentísimo», recibe en su designación personal el tratamiento de «excelencia».
Seña Bermeja
La bandera de la ciudad de Zamora, conocida como la Seña Bermeja, se compone de ocho tiras rojas que representan las ocho victorias obtenidas por Viriato sobre diversos pretores y cónsules romanos, y una banda verde esmeralda; banda que Fernando V de Castilla colgaba sobre su hombro y que colocó coronando la Seña Bermeja, en recompensa y reconocimiento de los auxilios prestados en la batalla de Toro, que tuvo lugar en la vega de Toro, cerca de Peleagonzalo, en marzo de 1476, ordenando escribir a su cronista los siguientes versos:
El conde de Alba de Liste como alférez mayor ostentaba tradicionalmente el privilegio de portar la bandera de la ciudad:
Escudo
El escudo de la ciudad consta de dos cuarteles:
- El primero representa el brazo de Viriato sosteniendo la Seña Bermeja —bandera de la ciudad—.
- El segundo cuartel representa la conquista de Mérida por el rey de León Alfonso IX en 1227, y en él figura el río Guadiana y las torres del puente romano, tomadas al asalto por las mesnadas zamoranas.

## Administración y política
La ciudad de Zamora es la capital de la provincia del mismo nombre, estando ubicados en la ciudad todos los entes administrativos de ámbito provincial, tanto dependientes del gobierno autonómico como del Estado. Por parte de la Junta de Castilla y León hay una delegación territorial de cada una de las consejerías de Gobierno, coordinadas por un delegado. Por parte del Gobierno de España está la Subdelegación del Gobierno, que depende orgánicamente de la Delegación del Gobierno en Castilla y León, ubicada en Valladolid. Asimismo se ubica en la ciudad la sede principal de la Diputación Provincial de Zamora, en el antiguo Hospital de la Encarnación. En el ámbito privado, y como consecuencia de esta capitalidad de provincia, muchas empresas y organismos tienen ubicadas sus sedes provinciales.

### Administración estatal

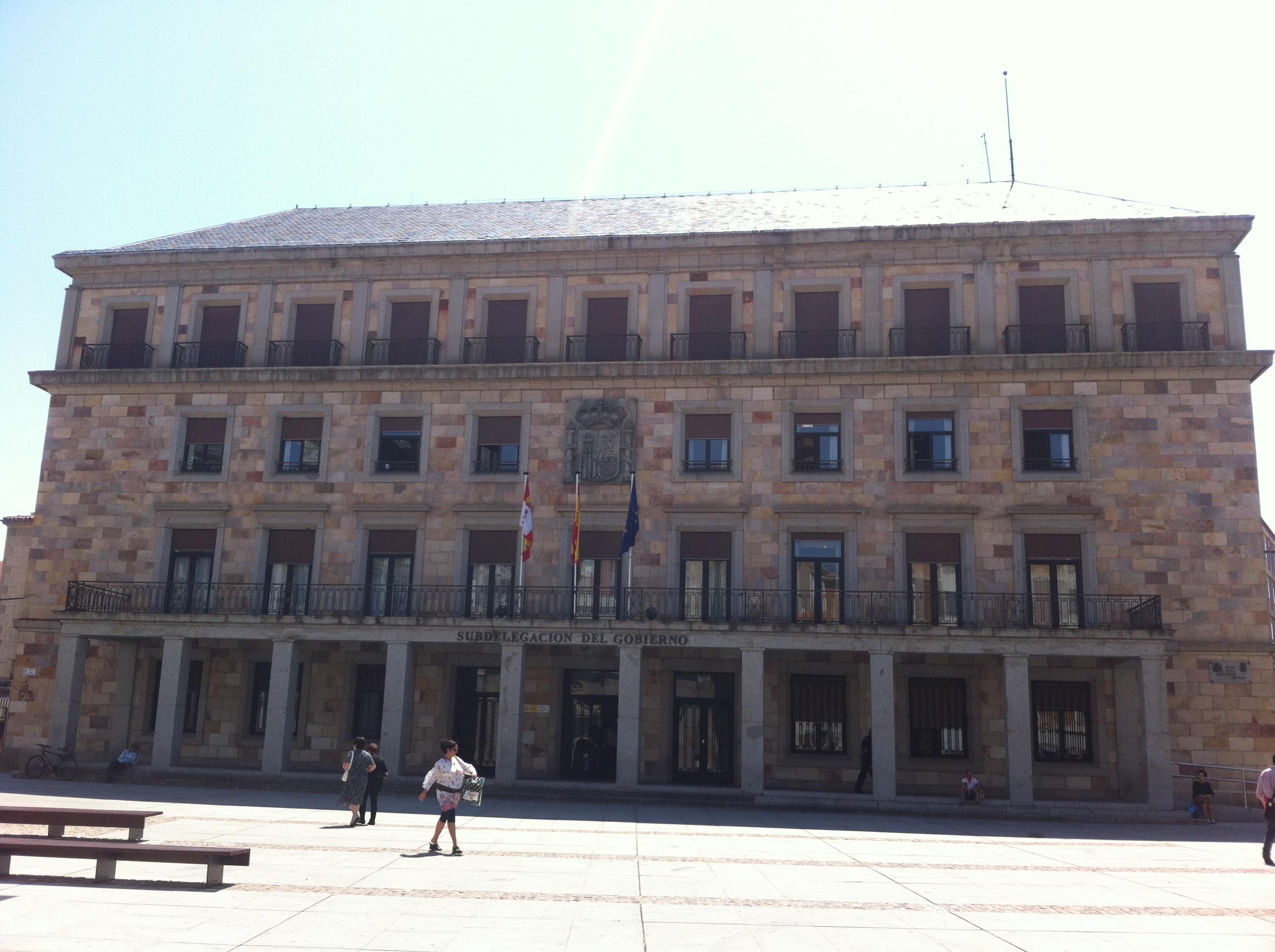
Sede de la Subdelegación del Gobierno en Zamora

Como consecuencia de ser la ciudad de Zamora la capital de la provincia homónima, existen en la misma una serie de organismos estatales que gestionan las competencias que tienen los diversos ministerios de la Administración Estatal en la provincia. Entre estos organismos destacan los siguientes: Abogacía del Estado, Agencia Estatal de Administración Tributaria (AEAT), Centro de Inserción Social (cárcel), comisaría de Policía Nacional, Gerencia Territorial de Servicios Sociales, Jefatura Provincial de Tráfico, Registro Civil, Servicios Centrales de la Tesorería General de la Seguridad Social (TGSS), Servicio Público de Empleo Estatal (INEM), Subdelegación del Gobierno y Unidad de Carreteras del Estado.

### Administración regional
Zamora es sede de dos instituciones de ámbito regional. Las dos primeras son el Museo Etnográfico de Castilla y León, el eje de cuyos fondos es la antigua colección de la Caja de Zamora (entidad hoy integrada en Caja España); y el Consejo Consultivo de Castilla y León, un edificio, proyecto del arquitecto vallisoletano Alberto Campo Baeza, construido en el solar que ocupaba antes el convento de las Adoratrices, enfrente de la catedral. La primera piedra se puso en octubre de 2007 y se esperaba que estuviese concluido en agosto de 2009, pero la aparición de importantes restos arqueológicos supuso un retraso de al menos un año.

### Administración provincial

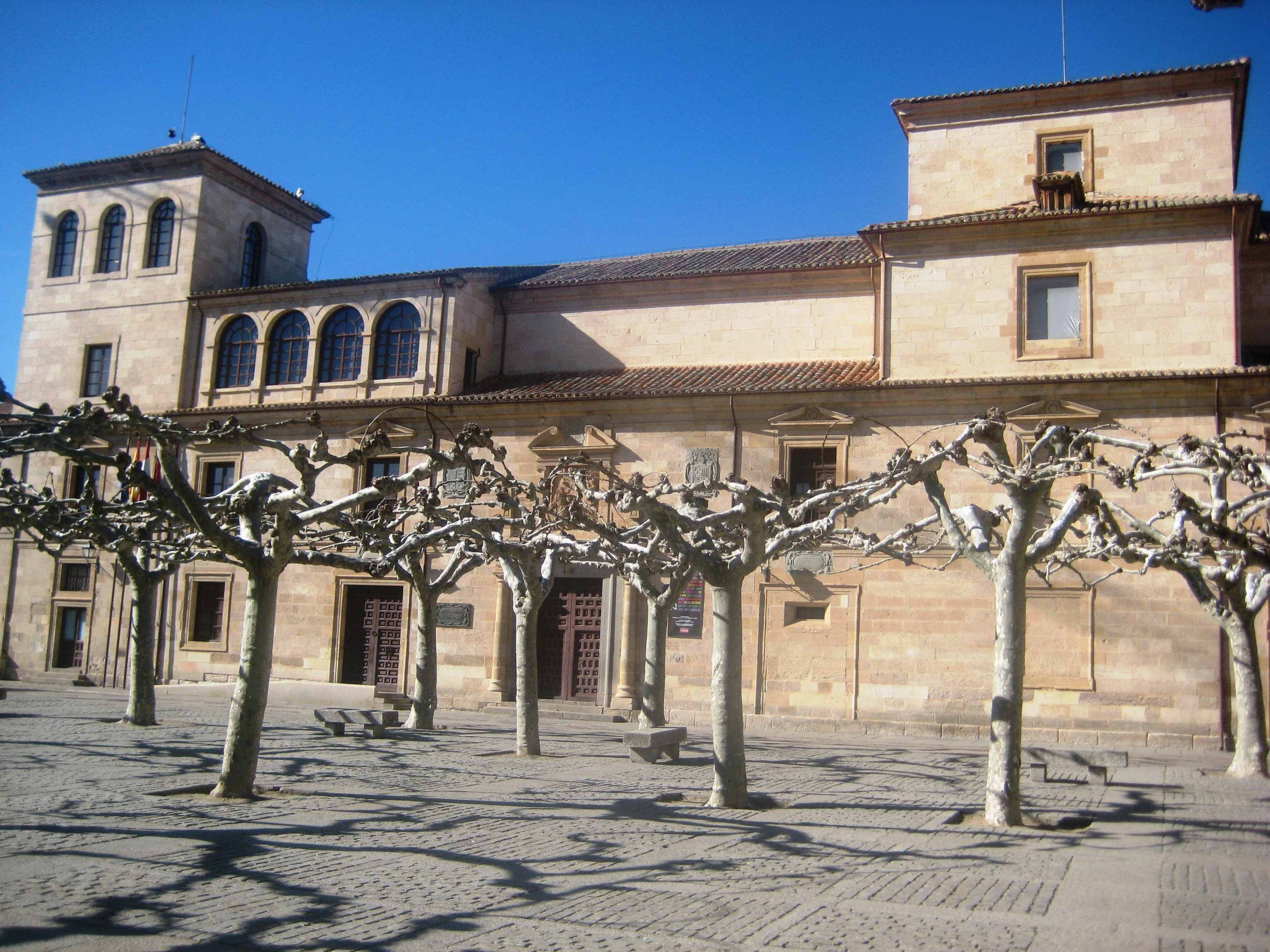
Sede principal de la Diputación Provincial de Zamora en la plaza de Viriato cubierta de sus tradicionales plátanos injertados (Platanus × hispanica), en el antiguo Hospital de la Encarnación, obra del arquitecto Juan Gómez de Mora

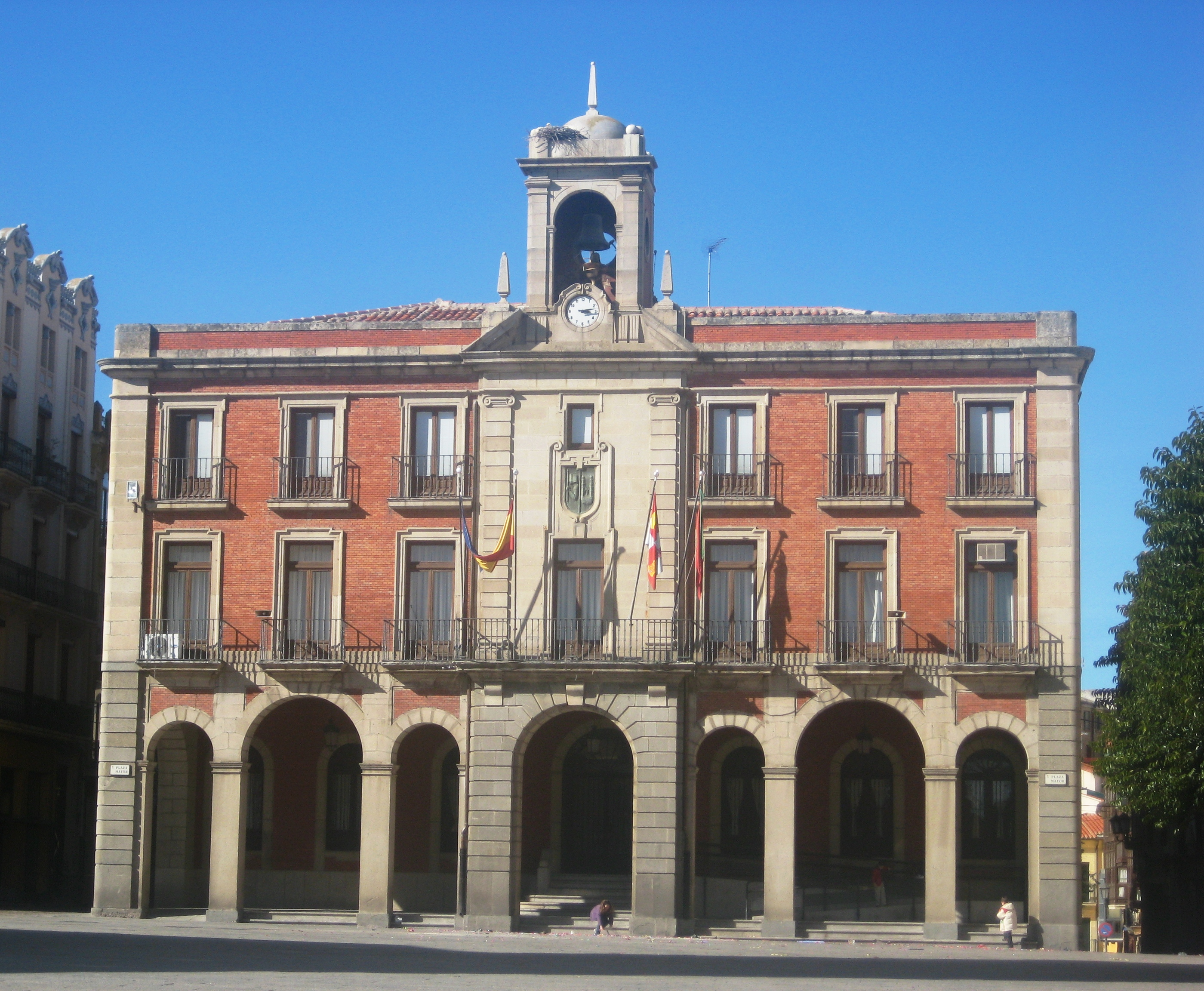
Ayuntamiento de Zamora

La Diputación Provincial de Zamora, ocupa diversos edificios, tanto en la capital como en el resto de la provincia. Los principales son dos ubicados en la propia Zamora: el antiguo Hospital de la Encarnación, que acoge la sede de la institución; y el antiguo Palacio Provincial, que alberga hoy en día dependencias administrativas. Su presidente es, desde 2023, Javier Faúndez Domínguez (PP).

### Gobierno municipal
La administración política de carácter local la lleva a cabo el Ayuntamiento, cuyos miembros son elegidos democráticamente cada cuatro años mediante sufragio universal. En dichas elecciones pueden participar los residentes empadronados en la ciudad mayores de 18 años y nacionales de España y de los otros países miembros de la Unión Europea. Estos últimos, desde la reforma de la Constitución Española de 27 de agosto de 1992, pueden ser sujeto de sufragio no solo activo, sino también pasivo, es decir, pueden no solo votar sino también ser votados. Según lo dispuesto en la Ley del Régimen Electoral General, que establece el número de concejales elegibles en función de la población del municipio, la corporación municipal de Zamora está formada por 25 concejales. En las elecciones municipales celebradas en 2015, la constitución del Ayuntamiento fue de 10 concejales pertenecientes al Partido Popular (PP), 8 a Izquierda Unida (IU), 3 al Partido Socialista Obrero Español (PSOE), 2 a Ciudadanos (Cs) y otros 2 al grupo mixto tras su salida del PSOE. Como consecuencia de dichos resultados el Pleno Municipal eligió alcalde por cuatro años a Francisco Guarido, de Izquierda Unida, tras recibir el apoyo del PSOE y los dos independientes. De esta forma, Zamora es desde 2015 la única capital de provincia española con un alcalde de Izquierda Unida.
El Ayuntamiento contaba en 2020 con un presupuesto de 59 014 326,17 € y la deuda viva municipal por habitante en 2014 se situó en los 254,83 €.
| Periodo   | Nombre                    | Partido | Partido                                  |
| --------- | ------------------------- | ------- | ---------------------------------------- |
| 1979-1982 | Victoriano Martín Fiz     |         | Unión de Centro Democrático (UCD)        |
| 1982-1983 | Valentín López Tola       |         | Unión de Centro Democrático (UCD)        |
| 1983-1987 | Andrés Luis Calvo         |         | Partido Socialista Obrero Español (PSOE) |
| 1987-1991 | Antolín Martín Martín     |         | Partido Popular (PP)                     |
| 1991-1995 | Andrés Luis Calvo         |         | Partido Socialista Obrero Español (PSOE) |
| 1995-2007 | Antonio Vázquez Jiménez   |         | Partido Popular (PP)                     |
| 2007-2015 | Rosa Valdeón Santiago     |         | Partido Popular (PP)                     |
| 2015-act. | Francisco Guarido Viñuela |         | Izquierda Unida (IU)                     |

| Partido político                                                       | 2023   | 2023  | 2023       | 2019   | 2019  | 2019       | 2015   | 2015  | 2015       | 2011   | 2011  | 2011       | 2007   | 2007  | 2007       |
| Partido político                                                       | Votos  | %     | Concejales | Votos  | %     | Concejales | Votos  | %     | Concejales | Votos  | %     | Concejales | Votos  | %     | Concejales |
| Izquierda Unida (IU)                                                   | 11 027 | 37,53 | 10         | 15 896 | 48,08 | 14         | 9365   | 29,10 | 8          | 5296   | 16,14 | 4          | 4548   | 13,38 | 3          |
| Partido Popular (PP)                                                   | 8406   | 28,61 | 8          | 6786   | 20,53 | 6          | 10 420 | 32,28 | 10         | 15 399 | 46,93 | 14         | 14 891 | 43,82 | 12         |
| Partido Socialista Obrero Español (PSOE)                               | 3872   | 13,18 | 3          | 3865   | 11,69 | 3          | 5460   | 16,97 | 5          | 7582   | 23,10 | 6          | 10 711 | 31,52 | 8          |
| Zamora Sí (ZSI)                                                        | 2930   | 9,97  | 2          | —      | —     | —          | —      | —     | —          | —      | —     | —          | —      | —     | —          |
| Vox                                                                    | 2329   | 7,92  | 2          | 1481   | 4,43  | 0          | —      | —     | —          | —      | —     | —          | —      | —     | —          |
| Ciudadanos (CS)                                                        | —      | —     | —          | 2711   | 8,20  | 2          | 2769   | 8,60  | 2          | —      | —     | —          | —      | —     | —          |
| Ahora Decide-Agrupación de Electores Independientes Zamoranos (ADEIZA) | —      | —     | —          | 550    | 1,66  | 0          | 1226   | 3,81  | 0          | 1998   | 6,09  | 1          | 2549   | 7,50  | 2          |

### Organización territorial
La ciudad de Zamora está dividida en varios barrios, siendo los más importantes: Centro Ciudad (14 600), Candelaria (8400), Los Bloques (7100) y San Lázaro (6100). La relación completa es: Alviar, Arenales, barriada de Asturias, Los Bloques, Cabañales, La Candelaria, Carrascal de Duero, Centro o Casco Antiguo, La Horta, La Lana, Las Llamas, Olivares, Pantoja, Peña Trevinca, Pinilla, Rabiche, San Frontis, San Isidro, Espíritu Santo y Obelisco, San José Obrero, San Lázaro, El Sepulcro, Villagodio y Las Viñas. Los barrios que se encuentran en la ribera izquierda del Duero son los siguientes: Cabañales y Pinilla, San Frontis y El Sepulcro, con una población de 4131 personas, que representa el 6,2 % de la población de la ciudad.
Según un estudio elaborado en 2005 por el Departamento de Sociología y Comunicación de la Universidad de Salamanca para el Ayuntamiento de Zamora, que analizó en cada barrio el nivel de estudios, el empleo, la situación de la vivienda y el entorno de la misma (zonas verdes, contaminación, delincuencia, equipamientos, etc.) los que presentan mejores indicadores son Centro, La Candelaria, Pantoja y Peña Trevinca y los peores Alviar, San Frontis, Olivares y Cabañales. En conjunto la ciudad obtiene un resultado mediocre, 52 puntos sobre 100, con los valores extremos de 62 puntos para la zona centro y 26 para Alviar.

### Justicia
La Administración Judicial que existe Zamora está compuesta de la organización propia de ser Audiencia Provincial y a la vez cabeza del partido judicial número 2 de la provincia de Zamora, que abarca la jurisdicción de la capital más 109 pueblos. La estructura de juzgados y tribunales es la siguiente:

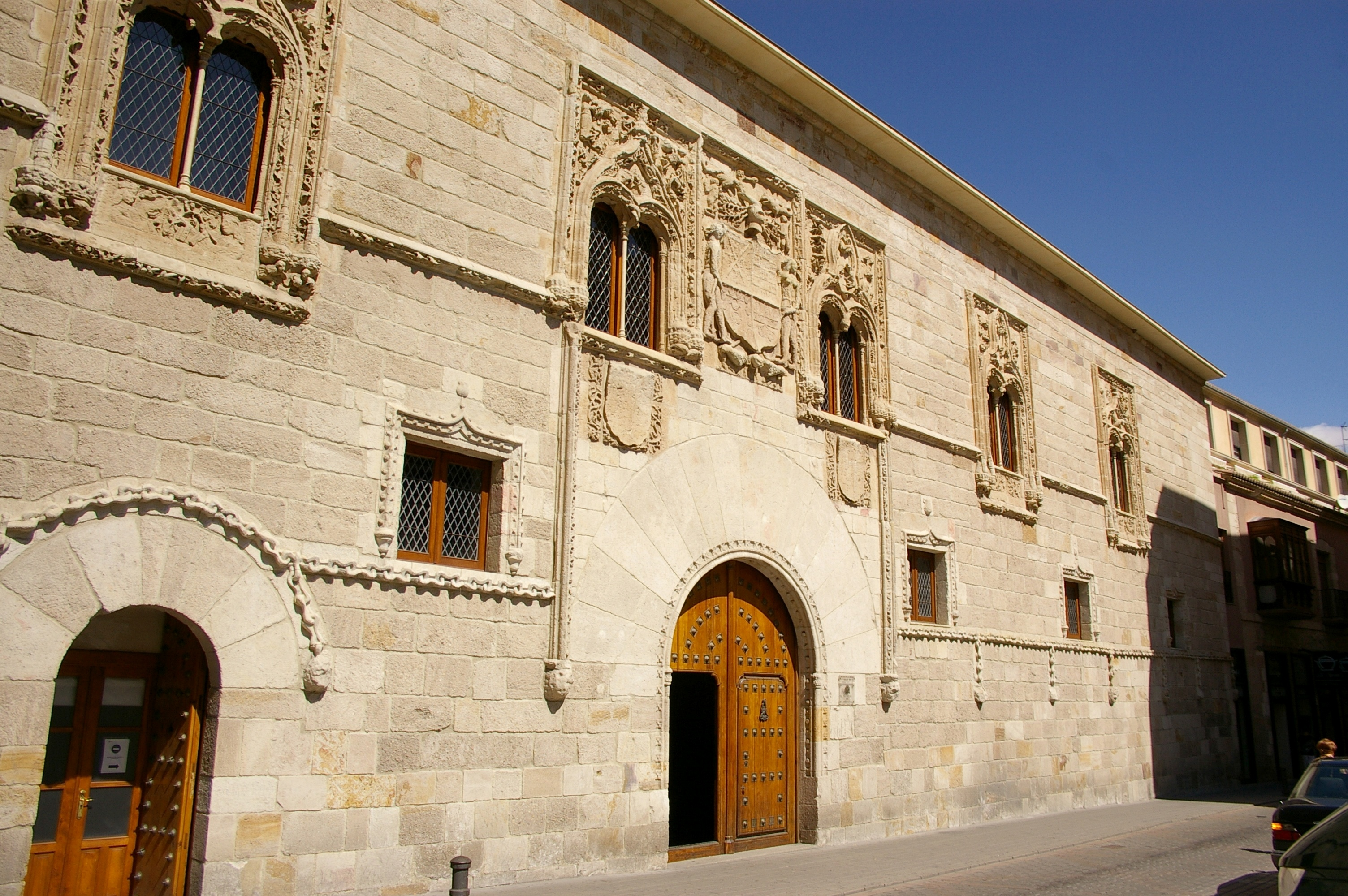
Palacio de los Momos, sede de la Audiencia Provincial

- Audiencia Provincial: Sala única de lo Civil-Penal.
- Juzgados: de lo Contencioso-Administrativo: 1; de Menores: 1; de lo Penal: 1; de Primera Instancia/Instrucción: 5; de lo Social: 2.

### Iglesia
El arciprestazgo de Zamora-Ciudad se divide en 18 parroquias: Carrascal (129 habitantes); Cristo Rey (8581); Espíritu Santo (808); María Auxiliadora (3534); La Natividad de Nuestra Señora (1312); Nuestra Señora de Lourdes (7572); Nuestra Señora del Pilar (131); San Benito (2826); San Claudio de Olivares (808); San Frontis (6058); San Ildefonso (1515); San José Obrero (5552); San Juan (1515); San Lázaro (8076); San Lorenzo (5048); San Torcuato (5300); San Vicente Mártir (4190); y Santa María de la Horta (3183).

### Instituciones internacionales
La ciudad es sede de una institución internacional, la organización de cooperación hispano-lusa Fundación Rei Afonso Henriques (FRAH), cuya cosede portuguesa está en Braganza. Esta fundación, creada el 7 de febrero de 1994 y centrada en el ámbito de la cuenca del Duero, tiene su sede en el antiguo convento de San Francisco.

## Patrimonio
El periodo comprendido entre los siglos X y XIII es el de mayor esplendor político y económico de Zamora, lo cual tuvo también su reflejo en el campo arquitectónico. El XI en concreto está considerado como el «siglo de oro» de la ciudad, y las décadas finales del mismo y las primeras del posterior constituyen la época de mayor importancia, cualitativa y cuantitativa, del arte zamorano. El resultado de estos factores históricos es un extraordinario conjunto de arte románico, el más nutrido de España y uno de los más importantes de toda Europa.[cita requerida]

### Catedral

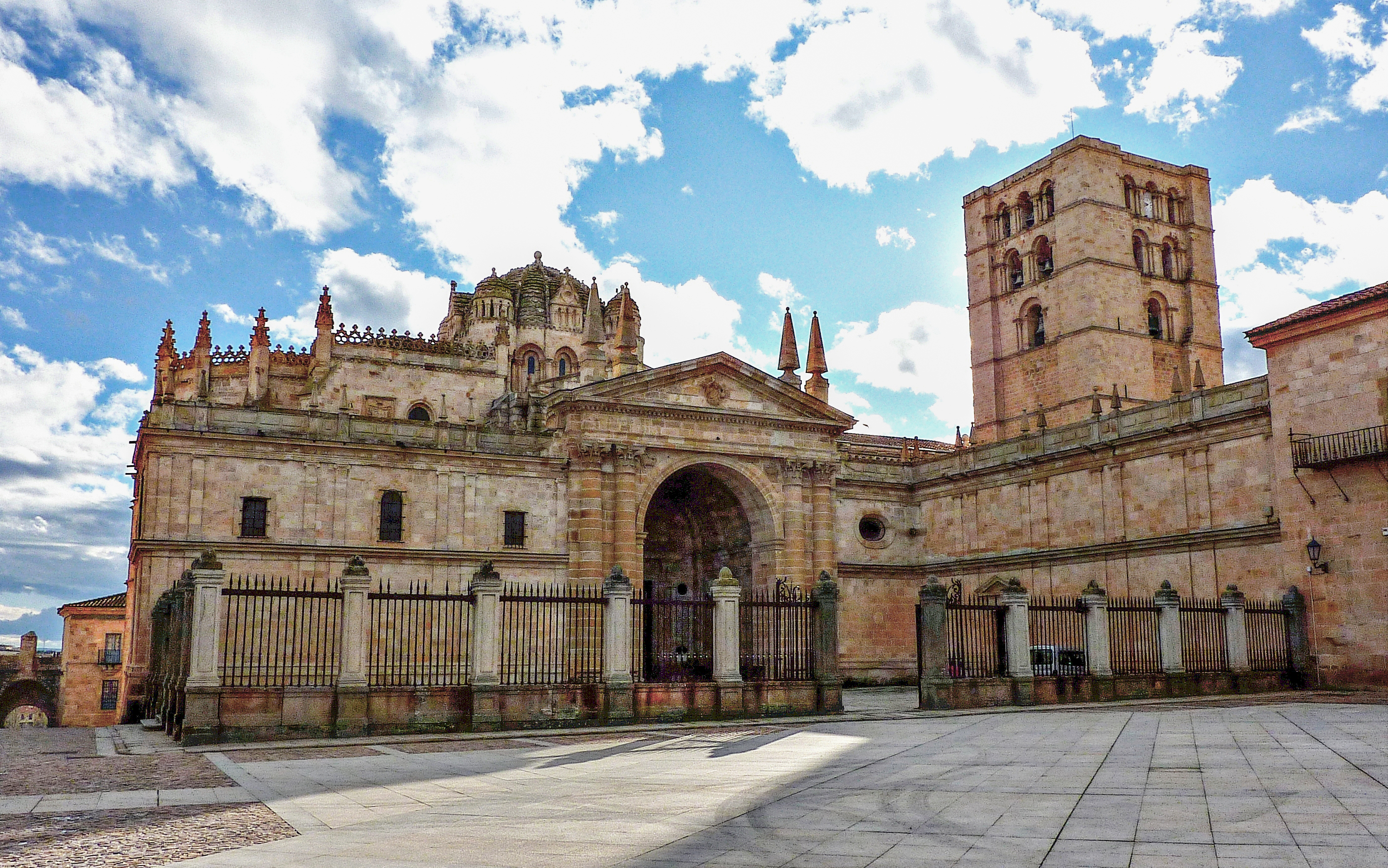
Fachada principal de la Catedral

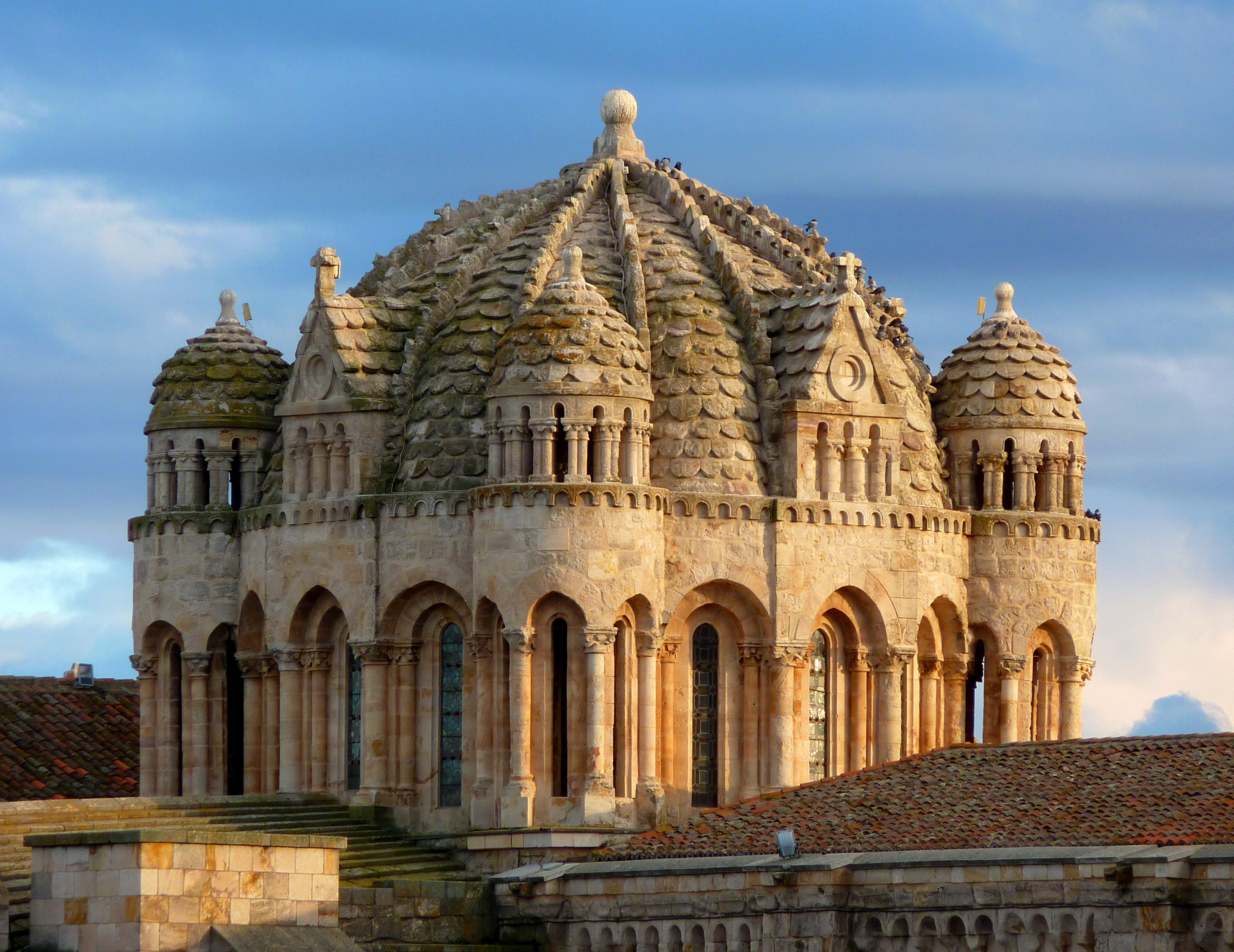
Cúpula con decoración exterior de escamas

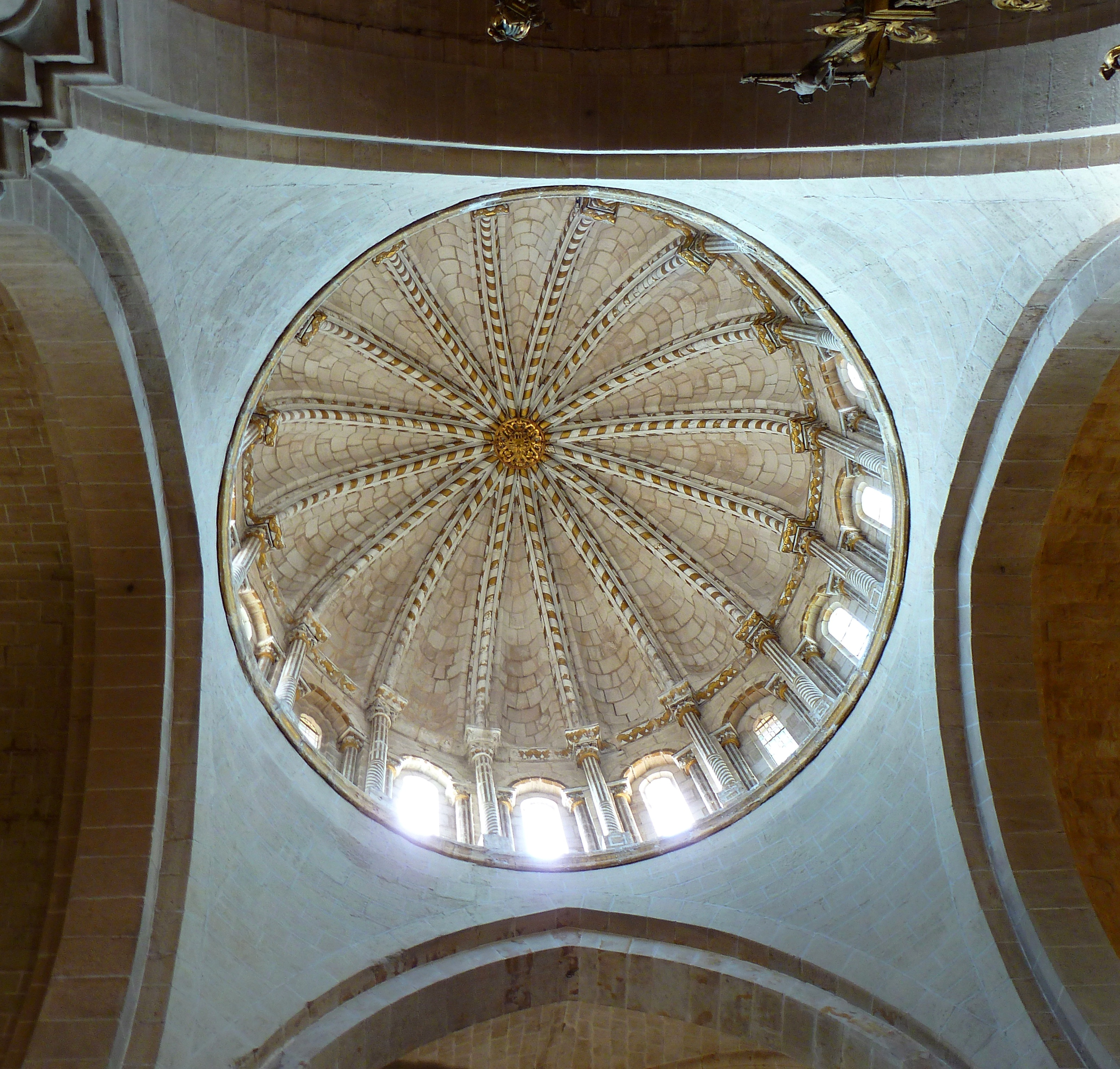
Interior de la cúpula

El edificio más significativo de la ciudad es la Santa Iglesia Catedral del Salvador catedral de Zamora, que data del siglo XII. Es un edificio muy sencillo en sus formas. Tiene planta de cruz latina, tres naves de cuatro tramos y tres ábsides que fueron sustituidos por una cabecera gótica en el siglo XVI.
La cúpula es, con su decoración exterior de escamas, el elemento más destacado del templo y un auténtico símbolo de la ciudad. De «obra genial sin paralelo en la arquitectura medieval» la calificó el historiador José Ángel Rivera de las Heras, quien añade que se convirtió en «cabeza de serie de obras semejantes en la Catedral Vieja de Salamanca, la Colegiata de Toro o la sala capitular de la seo de Plasencia».
Cuatro han sido los retablos mayores que ha tenido. El original románico fue sustituido por uno de estilo gótico hispano-flamenco, realizado por el pintor Fernando Gallego y su taller entre 1490 y 1494. Este a su vez fue vendido en 1715 a la parroquia del cercano pueblo de Arcenillas. Se desconoce cuántas tablas lo integraban, aunque se sabe que eran al menos 35. Con la desamortización 19 fueron a parar a manos del ejecutor de la misma en la zona, Manuel Ruiz-Zorrilla, dos de cuyos descendientes donaron en 1925 al Obispado las dos que se exhiben en el Museo Catedralicio: Pentecostés y Noli me tangere.
El sustituto del retablo gótico fue un altar barroco del escultor Joaquín Benito Churriguera, de efímera vida, puesto que sufrió daños por el terremoto que el 1 de noviembre de 1755 arrasó Lisboa y a consecuencia de ello fue desmontado en 1758, siendo malvendido al año siguiente, desapareciendo con ello la que según los datos que se conocen constituyó la obra cumbre de su autor. Lo sustituyó el actual, de mármoles y bronce dorado, diseñado en estilo neoclásico por Ventura Rodríguez.
Ya antes de las tablas del altar mayor, la catedral había encargado a Gallego otro retablo para la capilla de San Ildefonso a finales de la década de 1470 (este conservado in situ) y que está considerado como la obra más temprana de cuantas se conservan del pintor.
Debe destacarse también el coro, que fue construido entre 1512 y 1516 por Juan de Bruselas.
En uno de los laterales de la catedral se encuentra el Museo Catedralicio, en el que destaca una extraordinaria colección de tapices franco-flamencos de los siglos XV al XVII, siendo los más sobresalientes los de la serie dedicada a la guerra de Troya.

### Iglesias románicas
En la ciudad hay censadas además de la catedral un total de veintidós iglesias románicas, desde el siglo XI al XIII, entre las que destacan las siguientes:
Iglesias ubicadas en el casco antiguo
- Iglesia de San Pedro y San Ildefonso. Esta iglesia arciprestal es el templo de mayor tamaño e importancia de la ciudad después de la catedral. Es Monumento Nacional desde el año 1974. En su interior se custodian los restos de san Atilano, y de san Ildefonso de Toledo, patrones de la ciudad. Su portada occidental es obra del arquitecto Joaquín Benito Churriguera.

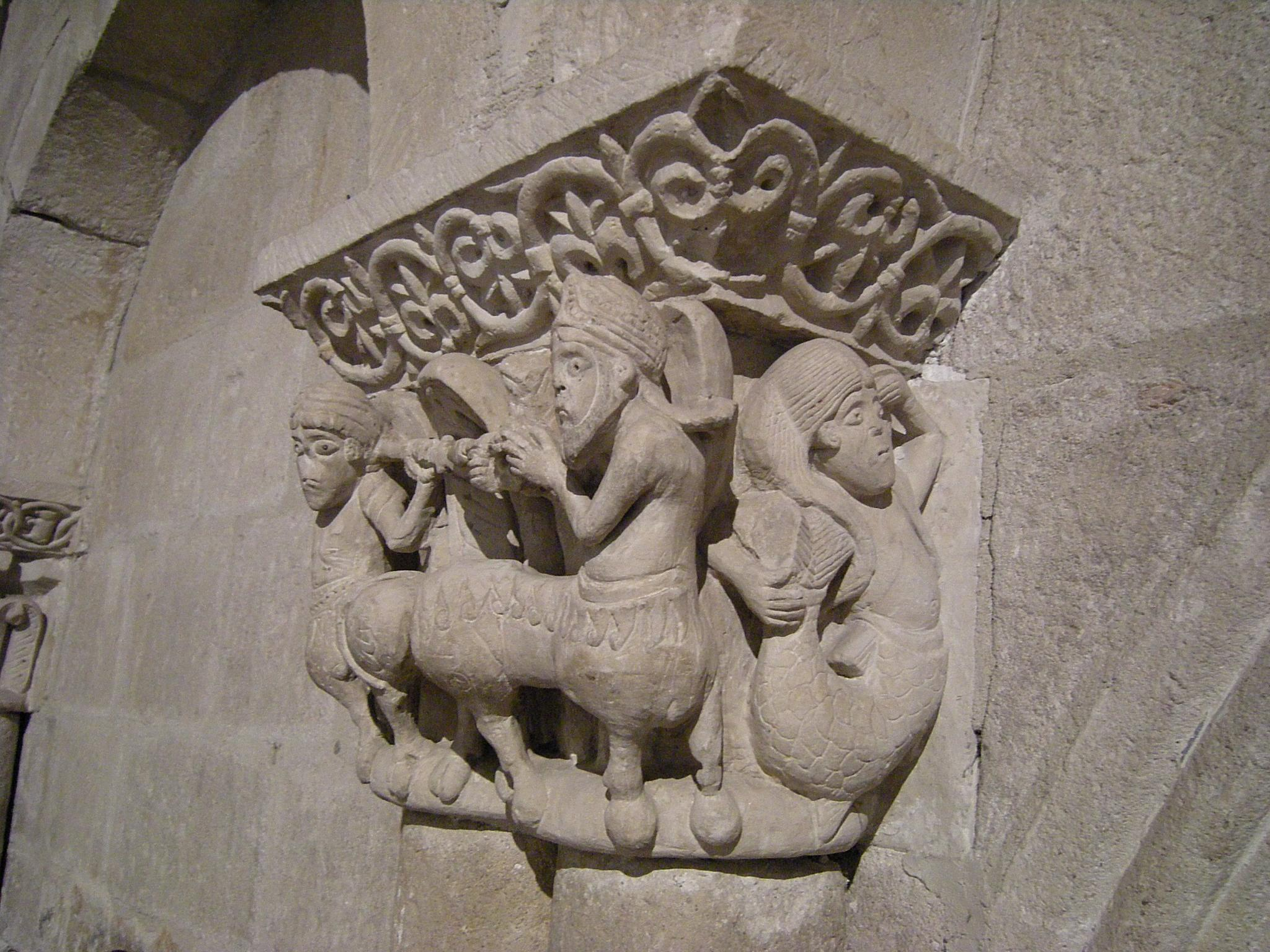
Capitel de la iglesia de San Claudio de Olivares

- Iglesia de San Claudio de Olivares. En el año 1157 aparece una cesión de Alfonso VII dando a entender que se trata la iglesia más antigua del románico zamorano. Monumento Nacional desde 1931, son especialmente destacables sus capiteles.
- Iglesia de Santiago de los Caballeros. En ella fue armado caballero por el rey Fernando I Rodrigo Díaz de Vivar, el Cid Campeador, siendo su madrina de armas Doña Urraca.
- Iglesia de San Isidoro. De estilo románico, fue construida en el siglo XII dentro del primer recinto amurallado. Construcción de gran interés por la singularidad de haberse preservado su interior prácticamente de manera original. Además se encuentra magníficamente conservada, a pesar de ubicarse en una de las zonas más altas de la ciudad y estar por tanto más expuesta a la erosión del viento.

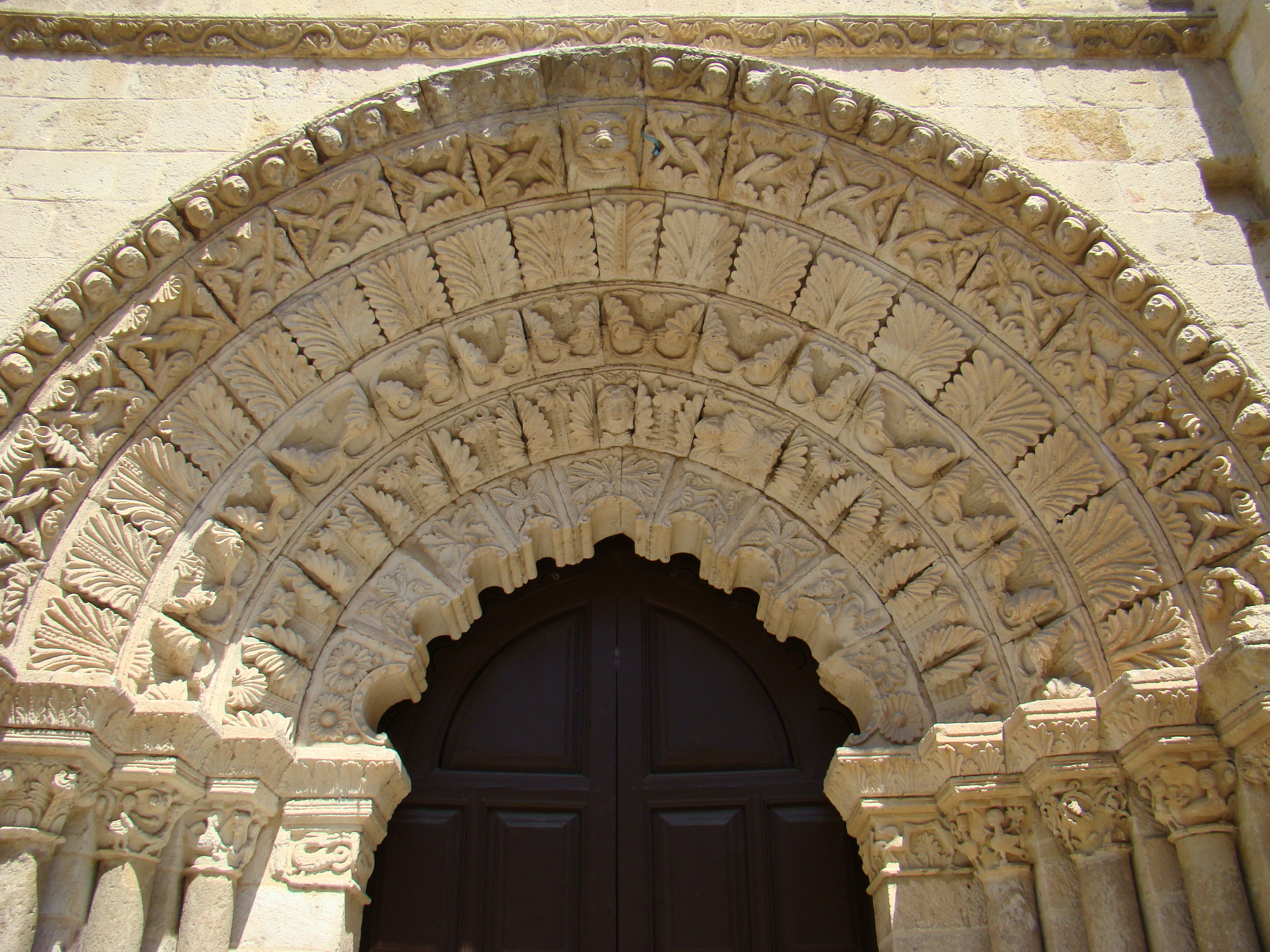
Puerta románica de la iglesia de La Magdalena

- Iglesia de La Magdalena. Monumento Nacional desde 1910. Románica, construida en los siglos XII y XIII. Además de su bellísima portada destaca, en su interior, un sepulcro de finales del románico de corte orientalizante y en el que aparece representada una dama yacente con dos ángeles que portan su alma, junto a relieves de animales y seres mitológicos.
- Iglesia de San Cipriano. Usada con frecuencia como sala de conciertos, especialmente en el Festival Internacional de Música Pórtico de Zamora. La construcción de esta iglesia románica es de los siglos XI y XII. Sufrió muchas modificaciones y de su primera construcción solo se conservan la cabecera y el muro norte.
- Iglesia de Santa Lucía. Ubicada en el barrio que en la época medieval se llamó «la Puebla del Valle», es utilizada desde 1989 como almacén visitable del Museo Provincial de Zamora.
- Iglesia de San Andrés. De origen románico, aunque fue reedificada entre 1550 y 1570 por cuenta de Antonio de Sotelo Cisneros, uno de los capitanes de Hernán Cortés en la conquista de México. De la fábrica original conserva parte de la fachada norte y la torre (desmochada).

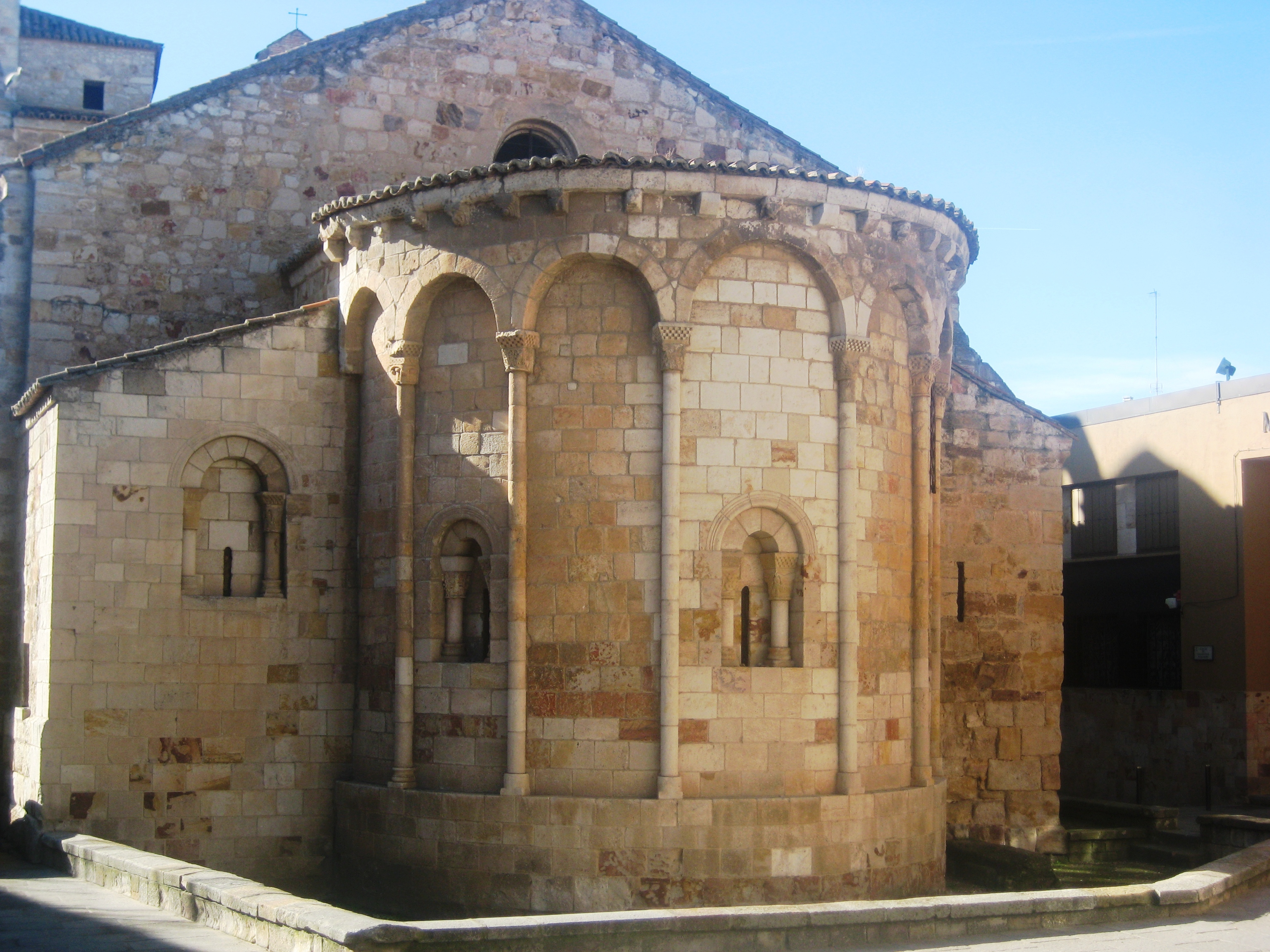
Ábside de Santa María la Nueva

- Iglesia de San Esteban. Data del siglo XII, aunque su interior fue reformado en el siglo XVIII. Desacralizada, fue durante años la sede provisional del Museo Baltasar Lobo hasta su traslado en 2009 al Castillo de la ciudad y a la Casa de los Gigantes.[104]
- Iglesia de Santa María la Nueva. La tradición afirma que sustituyó a la original, que fue quemada durante el Motín de la Trucha (1158), aunque la exhaustiva excavación realizada recientemente descarta tal leyenda.[105]

Iglesias situadas en las pueblas medievales o burgos

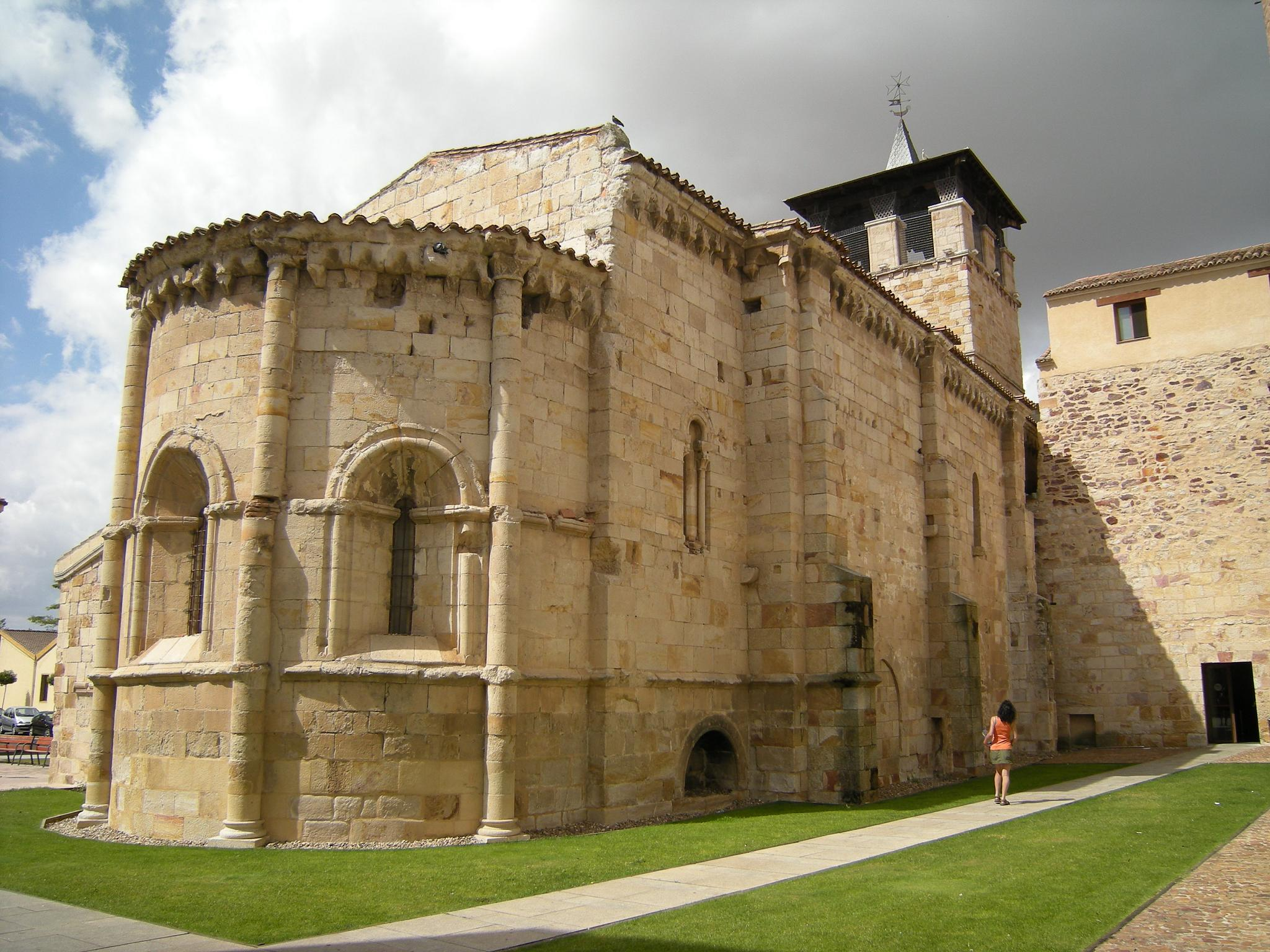
Ábside de la iglesia de La Horta

- Iglesia de Santa María de la Horta. De finales del siglo XII, fue casa matriz de los Caballeros Hospitalarios y más tarde de las monjas de la misma orden. Del anexo convento solo se conserva la fachada, del siglo XVI. En la torre de la iglesia se conservaba el notable archivo de la Lengua (rama) de Castilla de la Orden, fondos que fueron repartidos a principios del siglo XX entre la Biblioteca Nacional y el Archivo General de Simancas.
- Iglesia de Santo Tomé. Ubicada como la anterior en los Barrios Bajos, es una de las más antiguas de la ciudad. Es de estilo románico y data del siglo XI, aunque de aquella época solo se conserva su cabecera y el muro norte.

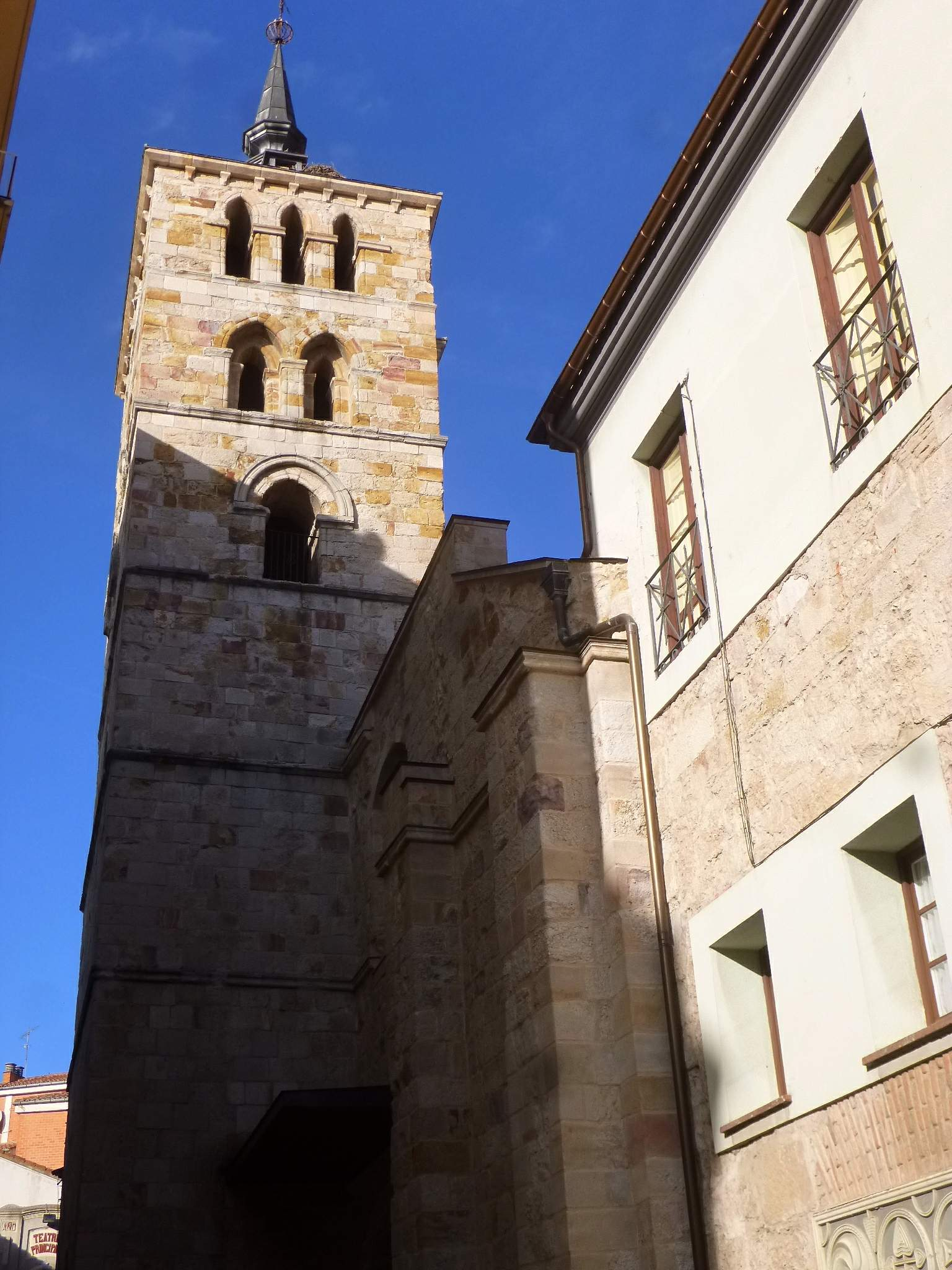
Torre de la iglesia de San Vicente

- Iglesia de San Vicente Mártir. Tiene, en palabras del poeta leonés Antonio Gamoneda, «la más noble torre románica de Zamora» (Monumento Nacional desde 1961 junto con la portada oeste).
- Iglesia de San Juan Bautista. Más conocida como San Juan de Puerta Nueva, por haberse edificado junto a la Porta Nova, la más oriental del primer recinto amurallado. Con el crecimiento posterior de la ciudad quedó en el centro de la misma, y de hecho hoy en día se encuadra en el costado occidental de la plaza Mayor. Precisamente un plan de alineación de esta proyectó su demolición, a finales del siglo XIX. Aunque finalmente no se llevó a cabo, sí se derribó en cambio el claustro anejo, en 1907. Su torre estuvo coronada desde 1642 hasta 1898 por una veleta en hierro forjado, «El Peromato», que es, al igual que «La Gobierna», tan simbólica para las gentes de Zamora como lo pueda ser el Giraldillo para los sevillanos. Desde 1987 una réplica se exhibe en su lugar, exponiéndose el original en el Museo de Zamora.

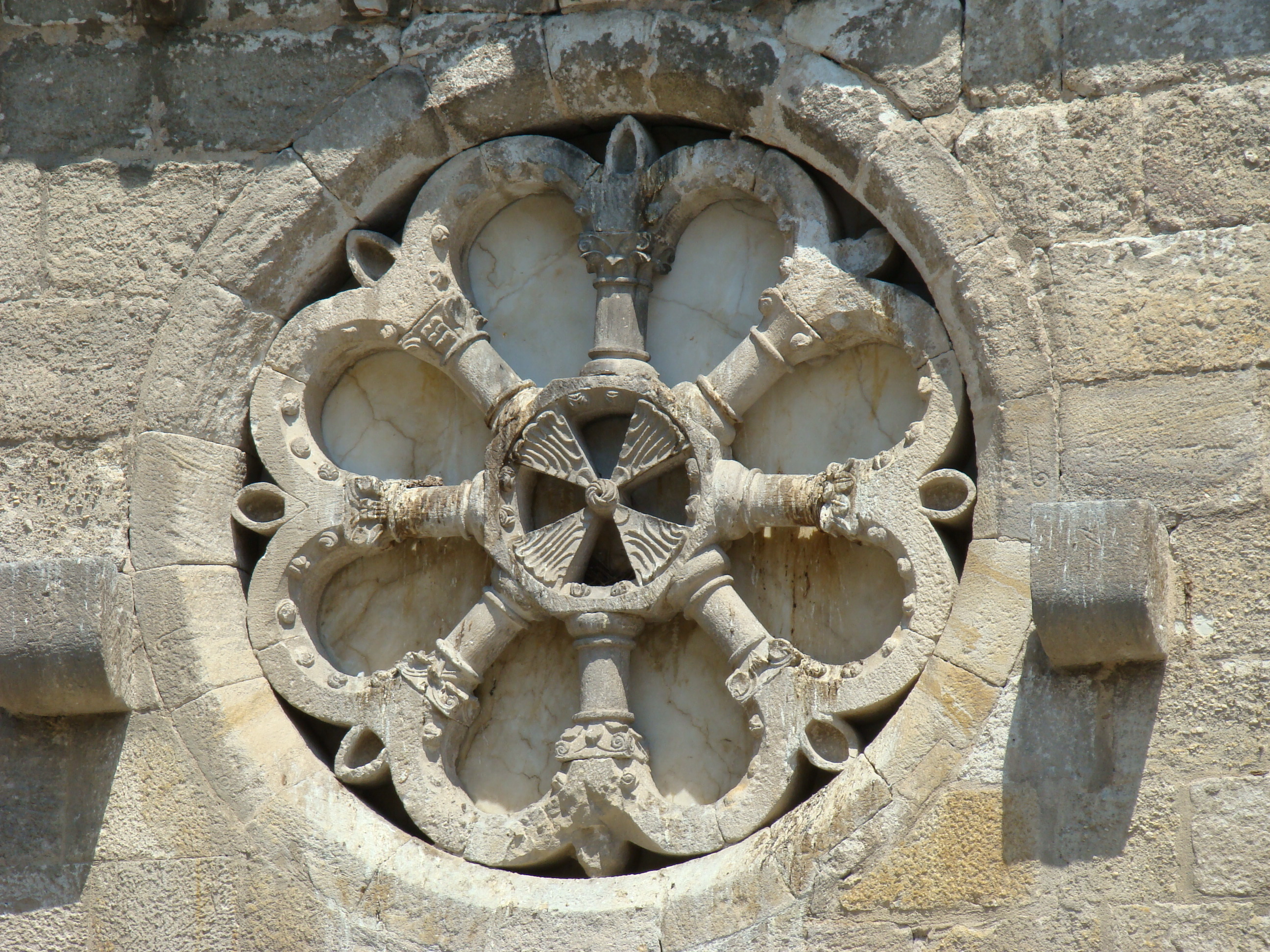
Rosetón de la iglesia de San Juan de Puertanueva

- Iglesia de Santiago del Burgo. La razón de su advocación es que perteneció a la diócesis de Santiago de Compostela, hasta 1888. Es Monumento Nacional desde 1915. Data de los siglos XII y XIII y es, además de la Catedral, la única iglesia románica de Zamora que aún conserva su distribución original en tres naves, en este caso dispuestas en dos alturas.
- Iglesia de San Antolín. Al instalarse en la ciudad un buen número de gentes procedentes de Palencia, en el siglo XI, en el barrio que precisamente por dedicarse estas personas fundamentalmente al sector textil se le dio el nombre de «Barrio de la Lana», construyeron una iglesia en honor del patrón de su ciudad de origen, San Antolín. En ella instalaron además una imagen de la Virgen que habían traído consigo, la cual fue denominada inicialmente Virgen de San Antolín, a la que los propios zamoranos cogieron gran devoción, siendo de hecho nombrada en 1100 patrona de la ciudad. En el siglo XVIII, por su carácter romero (cada lunes de Pentecostés es llevada en romería al vecino pueblo de La Hiniesta, una de las fiestas religiosas locales más importantes) se le añadió una concha, pasando a ser conocida desde entonces como Virgen de La Concha.

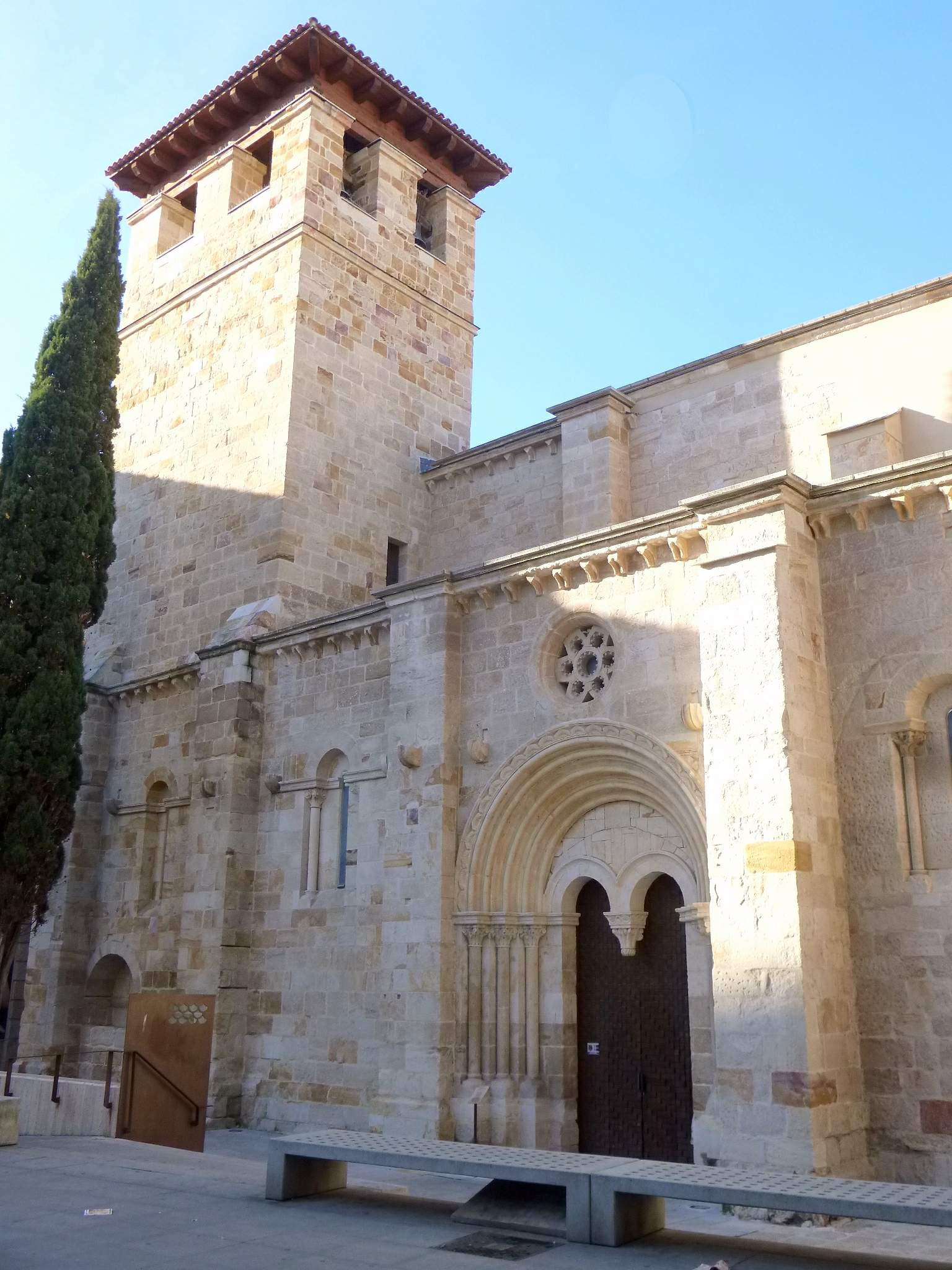
Iglesia de Santiago del Burgo

La iglesia del Espíritu Santo, ubicada en un barrio a las afueras conocido en tiempos como «pobla Sancti Spiritu» y que tenía un fuero especial, la iglesia del Santo Sepulcro, San Frontis -las dos últimas en la margen izquierda- y San Leonardo, son otros de los templos que completan la extensa relación de edificios monumentales románicos de Zamora.

### Iglesias posteriores
Otros templos destacables, de estilos posteriores, son:
- Convento del Corpus Christi, del siglo XVI, conocido más como Convento del Tránsito por albergar el camarín de Nuestra Señora del Tránsito, imagen yacente venerada por los zamoranos desde el siglo XVII, rodeada de leyenda, y a la que se le atribuyen numerosos milagros y sanaciones. Su festividad concluye con la Veneración de su sandalia, una de las manifestaciones religiosas más importantes del año en la ciudad.[106] El edificio es sencillo y sobrio, como exigía la regla franciscana. Las obras se iniciaron en 1508, según proyecto de Hernando de Nates, siguiendo los modelos clasicistas de Juan de Herrera. Su primera abadesa, sor Ana de la Cruz, era nieta de San Francisco de Borja. En el siglo XIX se amplió la iglesia, siendo sustituido el testero plano por un ábside neogótico. El claustro renacentista, de carácter palaciego, fue declarado Bien de Interés Cultural en 1996.
- Iglesia de San Torcuato. De estilo renacentista, en su interior se puede contemplar un retablo de estilo barroco.
- Antiguo convento de San Francisco. Este edificio, en el que se reunieron los Comuneros, fue usado durante la invasión napoleónica como cuartel por las tropas francesas, que causaron daños irreparables en su estructura. Finalmente, en la década de 1830 el convento fue exclaustrado, permaneciendo durante años en ruina, hasta que entre 1995 y 1998 fue rehabilitado por el arquitecto Manuel de las Casas. Del edificio original solo quedan restos del claustro y de la bodega, fechados a inicios del siglo XVII y parte de la cabecera de la iglesia: ábside del siglo XVI, capillas laterales de Ocampo y Escalante de finales del siglo XV y comienzos del XVI, y capilla funeraria (capilla del Deán) obra iniciada por Juan Gil de Hontañón y concluida por su hijo, el famoso arquitecto Rodrigo Gil de Hontañón,[107] con pequeña capilleta interior de inicios del siglo XVI.[108] Actualmente es sede de la organización de cooperación hispano-portuguesa Fundación Rei Afonso Henriques (FRAH).[34]

### Ermitas

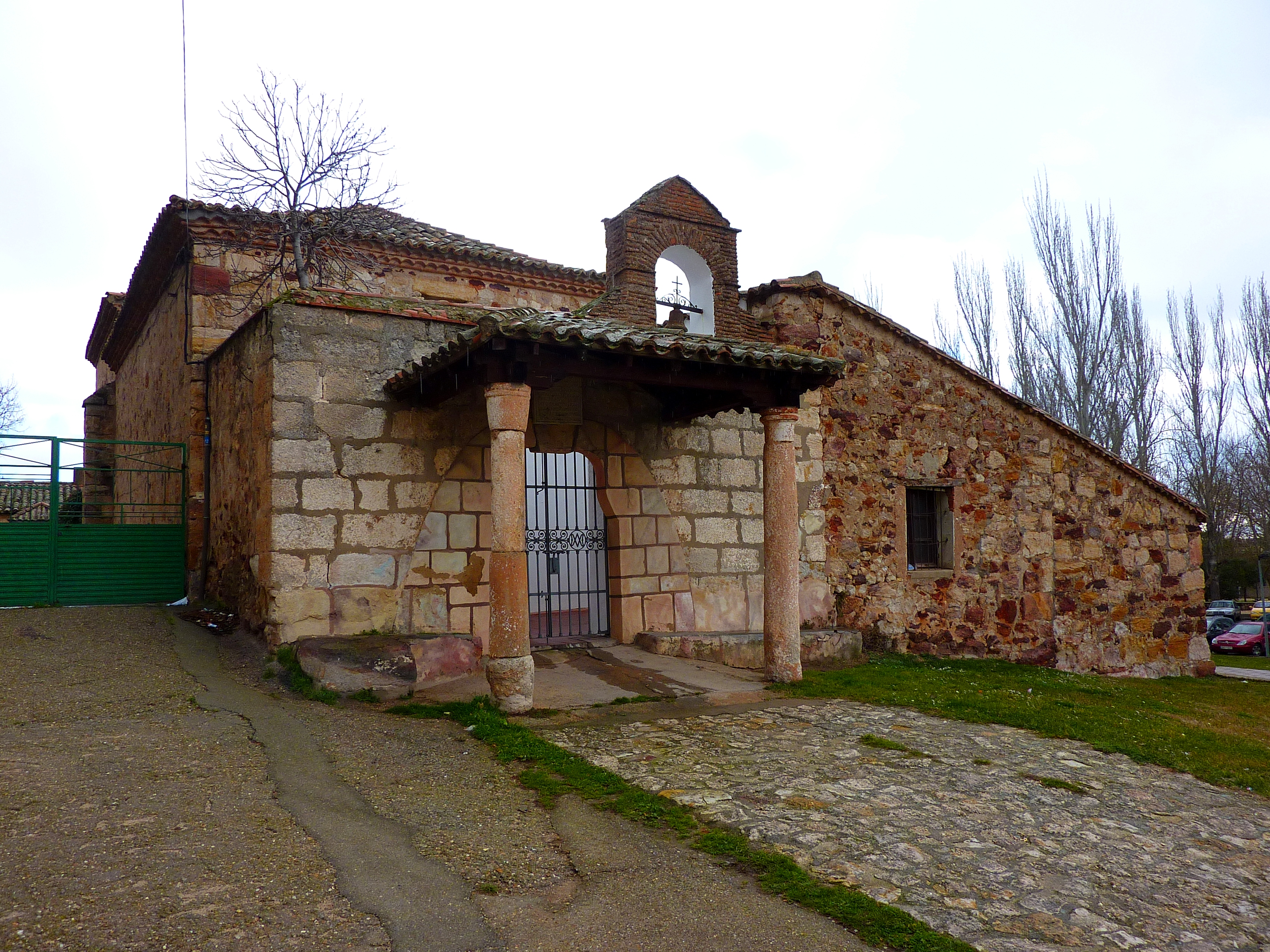
La ermita de Nuestra Señora de la Peña de Francia

La provincia de Zamora cuenta con 223 santuarios y ermitas, de los que 108 pertenecen a la diócesis de Zamora y el resto a la de Astorga. La ciudad de Zamora, capital de la diócesis a la que da su nombre, cuenta en su término municipal con seis ermitas: Carmen del Camino o Carmen Extramuros, Cristo de Valderrey, Cristo de la Salud, Nuestra Señora de la Peña de Francia, Nuestra Señora de la Consolación y Nuestra Señora de los Remedios, así como restos de otras ermitas como la de San Roque, la de La Cruz y la de Valcabadino. Desaparecida está la ermita de San Atilano, que fue la hospedería donde ocurrió el 'milagro del anillo' (a comienzos del siglo XXI el área se encuentra parcialmente ocupada por el Cementerio San Atilano).

### Arquitectura civil

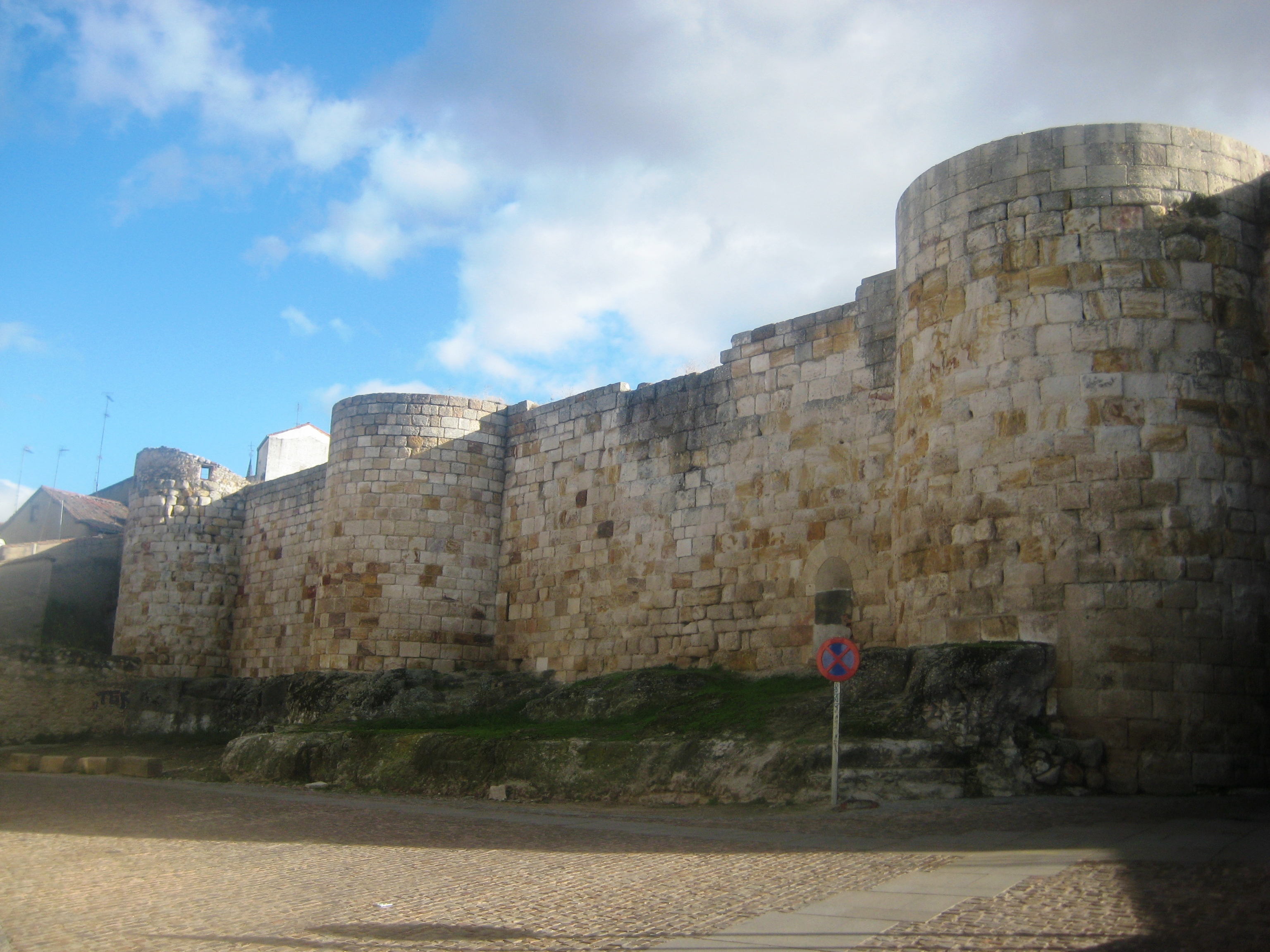
Murallas de Zamora, de sillería

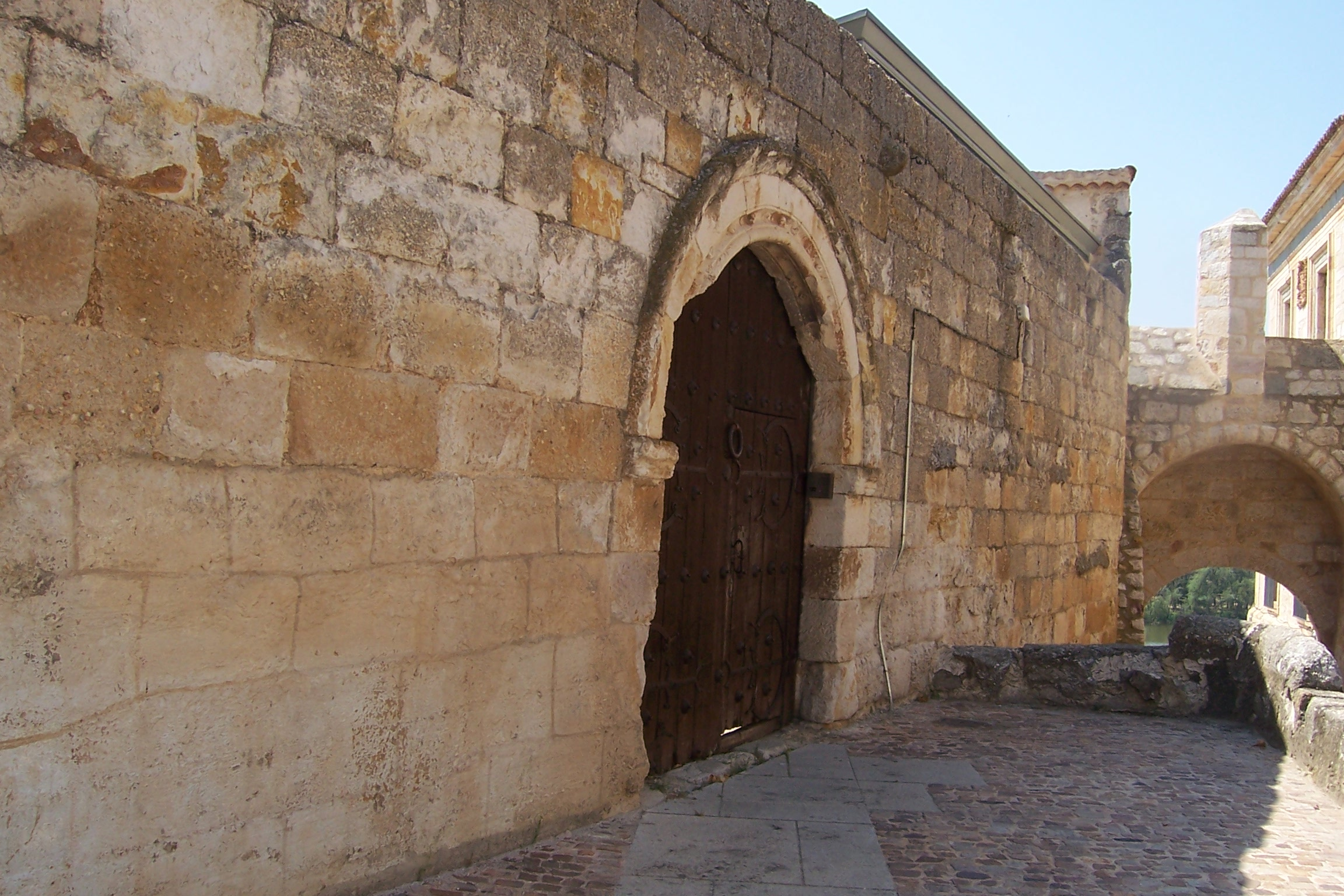
Casa de Arias Gonzalo o del Cid, una de las escasas obras del románico civil que han llegado a nuestros días

Aunque este apartado es menos conocido que el anterior, también cuenta con ejemplos destacables, entre ellos:
- Castillo de cimientos prerrománicos y estructura general románica (siglos X al XVII).
- Murallas del siglo XI al siglo XIII, de época de Alfonso III de Asturias y Fernando I de León.
- Palacio de Doña Urraca de Zamora, hija del rey Fernando I de León.
- Casa de Arias Gonzalo, aristócrata zamorano y albacea del propio rey Fernando I, también conocida como Casa del Cid, por haberse criado allí, en compañía de los hijos del primero. Está asimismo documentado que habitó en ella Doña Urraca. Se ubica enfrente de la catedral, junto a la Puerta de Olivares, Óptima o del Obispo. La parte más antigua es la fachada que da al Duero, del siglo XI. La que da a la Catedral es de mediados del siglo XII. Aunque con muchas modificaciones de siglos posteriores y bastante restaurada, es una de las poquísimas muestras de arquitectura civil románica en Castilla y León.
- Puente Nuevo o de Piedra. Fue construido entre los siglos XII y XIII. No obstante, lo que hoy se puede contemplar es en su mayor parte posterior, ya que una riada, en 1556, hizo que prácticamente tuviera que ser reconstruido. Se le conoció en origen como Puente Nuevo (Pontem Novum) por existir en aquel tiempo un puente anterior, el Puente Viejo o de Olivares, del que aún hoy se aprecian algunos restos frente a las Aceñas homónimas. A principios del siglo XX se eliminaron sus elementos defensivos, tanto las almenas de los pretiles como las dos torres que se le añadieron en el siglo XVI en sus extremos. La del lado de Cabañales (margen izquierda) era conocida como «Torre de La Gobierna», por la veleta que la coronaba, muy conocida en la ciudad, y que al menos se salvó de la destrucción, estando expuesta en el Museo de Zamora. La longitud del puente es de 250 m, contando con dieciséis ojos apuntados, rebosaderos en las enjutas y tajamares de planta triangular.
- Palacio de los Momos. Del edificio gótico tardío original, edificado a principios del siglo XVI, solo se conserva la fachada, de la que falta además el remate. Tiene una profusa decoración con motivos propios del gótico isabelino, como escudos, bolas, cadenas o motivos florales, zoomorfos y humanos. La portada principal está coronada por dos salvajes desnudos que sostienen un escudo de grandes proporciones. Fue usado como mesón y casa de arrieros y hubo un proyecto, en 1931, para haberlo convertido en hotel de lujo, pero no prosperó, y en su lugar alberga actualmente la Audiencia Provincial, por lo que es conocido también como Palacio de Justicia. La fachada fue declarada Monumento Nacional en 1922.
- Ayuntamiento Viejo, de finales del siglo XV, sede actualmente de la Policía Municipal.

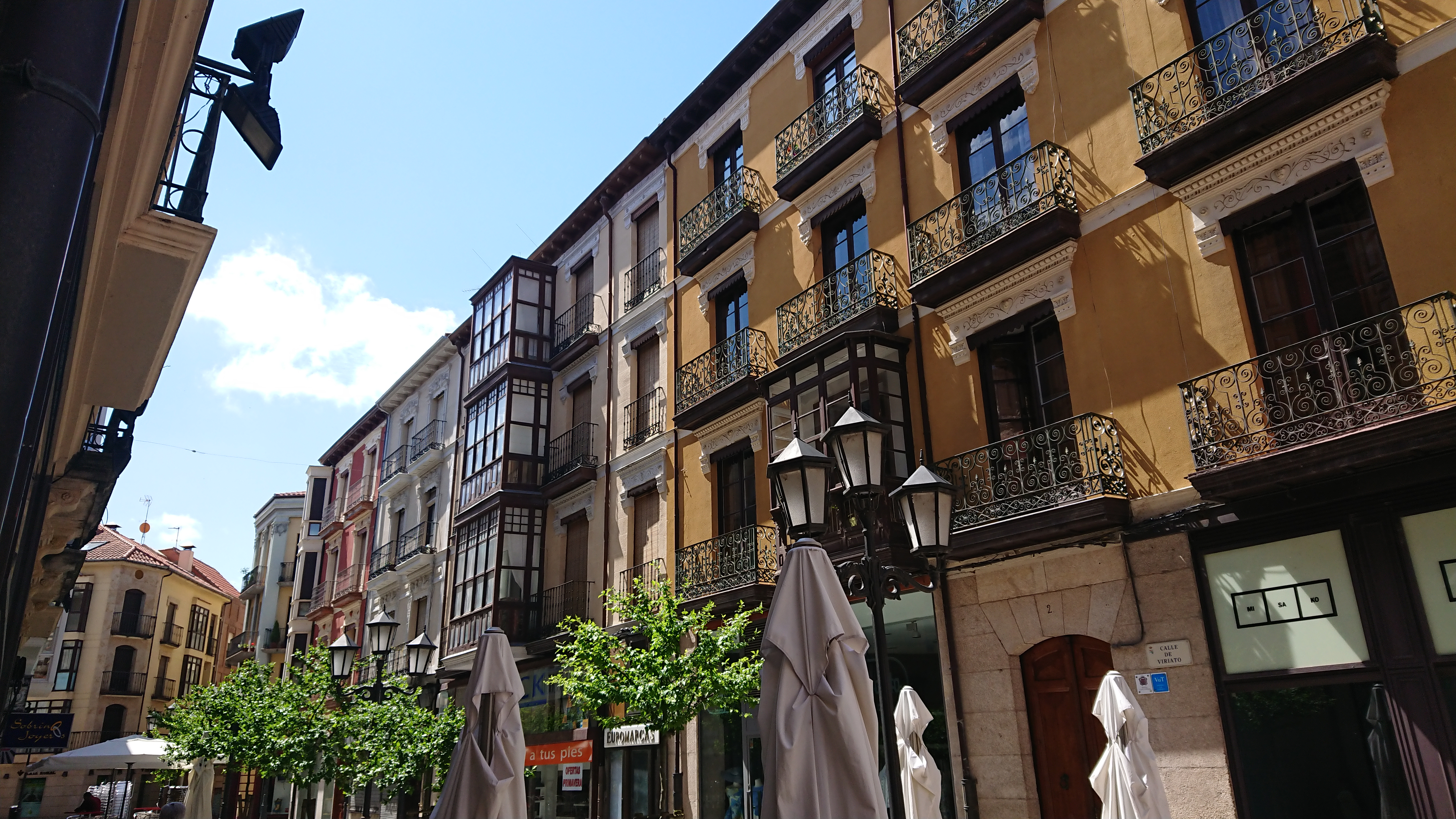
Calle de Viriato

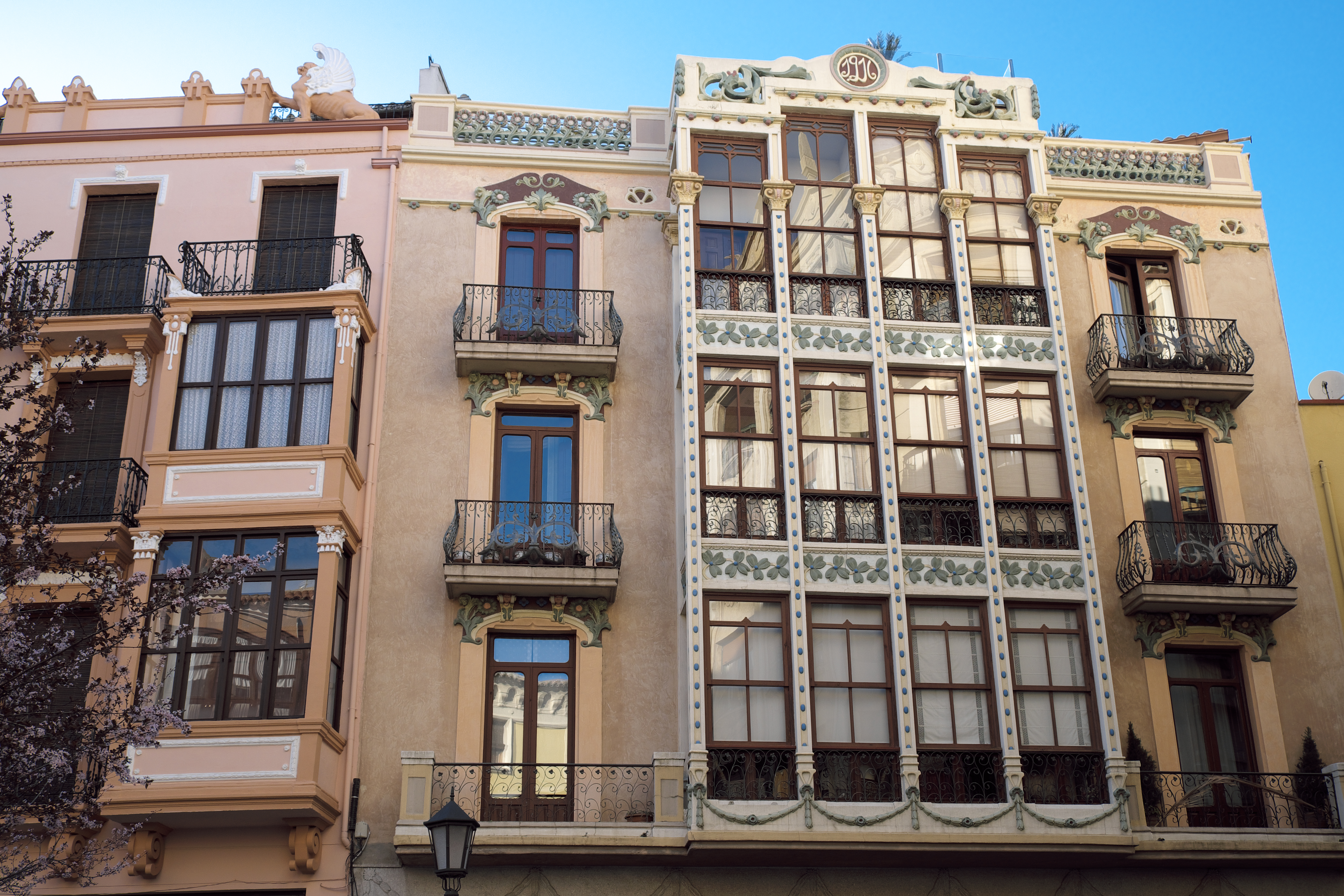
Edificios modernistas en la plaza de Sagasta

- Alhóndiga del Pan. De origen árabe, la palabra alhóndiga (o su equivalente pósito) se usa para nombrar a los edificios en los que los concejos almacenaban cereales con el fin de garantizar el abastecimiento, prestándolos a bajo interés en épocas de escasez. Este almacenamiento se sistematiza durante la Edad Media, aunque este edificio es del siglo XVI, época en la que se multiplicaron las demandas para ampliar y modernizar estas vitales instalaciones. Las obras se iniciaron hacia 1504 y concluyeron en 1575, motivo por el cual lleva respectivamente en sus fachadas oeste y sur los escudos de los Reyes Católicos y de Felipe II. La fábrica es de mampostería, salvo en las partes nobles (cornisas y esquinas), que presentan sillería de arenisca y granito. Tras la Invasión Francesa, en la que resultó gravemente deteriorada, fue utilizada temporalmente como cárcel y posteriormente fue dedicada a usos industriales, a los que siguieron varias décadas de abandono. Finalmente fue recuperada para ser transformada en sala de exposiciones municipal.[112]
- Palacio del Cordón, del siglo XVI. Perteneciente en su origen a los condes de Puñonrostro, es sede, tras su remodelación según proyecto del estudio de arquitectos Emilio Tuñón y Luis Moreno Mansilla (finalista en 1997 del Premio de Arquitectura Contemporánea Mies van der Rohe), del Museo de Zamora.
- Casa-palacio de los Condes de Alba de Liste, del siglo XV, actualmente Parador Nacional de Turismo.
- Antiguo Hospital de la Encarnación, de principios del siglo XVII, obra del arquitecto Juan Gómez de Mora, aunque con reformas y ampliaciones de los siglos XIX y XX. Su destino original fue el de hospital de hombres, aunque también ha servido como cárcel y hospicio, y hoy en día es sede de la Diputación Provincial.

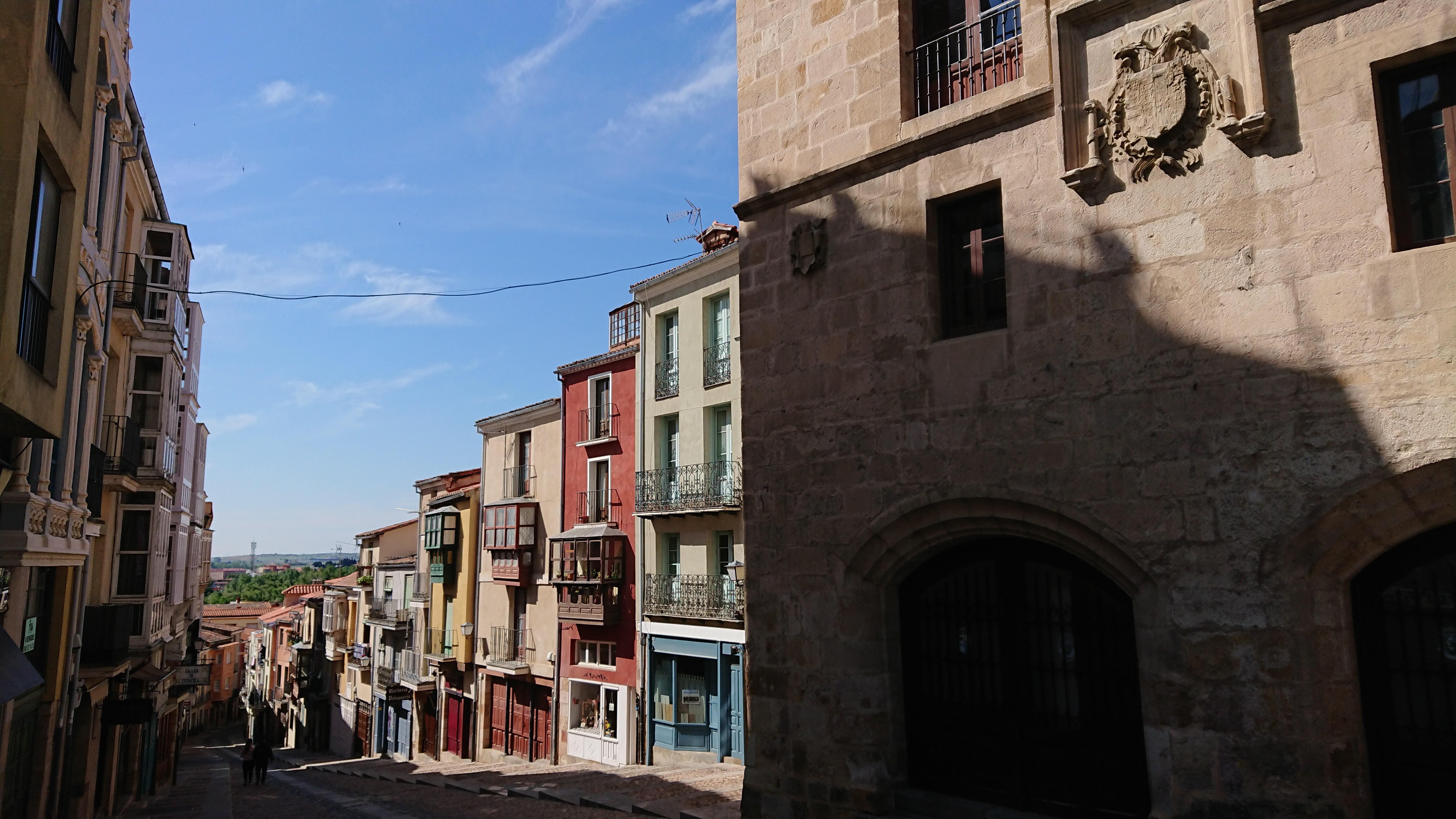
Calle Balborraz

- Una importante serie de edificios modernistas. No en vano, de acuerdo con un estudio avalado por la Unión Europea, Zamora encabeza la clasificación de Castilla y León de los mejores edificios del siglo XX, con 63 inmuebles, muchos de ellos pertenecientes a este estilo.[113] En este apartado hay que destacar la labor del arquitecto barcelonés Francisco Ferriol (que había sido discípulo de Domènech i Montaner), autor de obras como el Teatro Ramos Carrión, el edificio Aguiar, en la plaza del Mercado, el bloque de viviendas Ufano (entre el mercado de abastos y la calle Traviesa), y el antiguo Laboratorio Municipal. Introductor de la corriente en Zamora, influyó asimismo en otros arquitectos que trabajaban en la ciudad, entre los que destaca Gregorio Pérez-Arribas autor del Edificio de Caja España-Duero en la calle Santa Clara. Otras obras del Modernismo en Zamora son la puerta de la Fábrica de Harinas Bobo y Rubio, en la carretera de Villalpando, del benaventano Segundo Viloria, el antiguo Casino (hoy, Círculo de Zamora), del arquitecto Miguel Mathet y Coloma (autor también del destacado edificio de la antigua Compañía Colonial, en la calle Mayor de Madrid), el edificio de las cariátides de la plaza de Sagasta, el edificio del Banco Herrero, el inmueble Matilla (Bazar Canarias), y el edificio Pinilla (Radio Zamora), que constituyen, junto con el de Teruel, los únicos conjuntos modernistas de la España interior.[114][115][116]
- En cuanto a arquitectura contemporánea destacan varios edificios importantes, como son el recinto ferial IFEZA, de Fraile y Revillo; el Museo Etnográfico de Castilla y León, de Roberto Valle; el Museo de Arqueología y Bellas Artes, de Luis Mansilla y Emilio Tuñón; y el Consejo Consultivo de Castilla y León, de Alberto Campo Baeza. También se ubican en la ciudad el nuevo edificio de Las Arcadas, que alberga dependencias de la Diputación; obra de María Antonia Fernández Nieto y Pilar Peña Tarancón, así como las nuevas dependencias del Archivo Histórico Provincial. En la recta final de su construcción se halla la reforma del antiguo Teatro Ramos Carrión, obra realizada por el modernista catalán Francisco Ferriol, y cuya reforma está llevando a cabo el sevillano Juan González Mariscal. También se está construyendo, con más de la mitad del proyecto realizado, el nuevo y cuarto puente sobre el río Duero, del reconocido ingeniero navarro Javier Manterola.
- Respecto a la arquitectura tradicional, cabe señalar el palomar ubicado en la carretera de Carrascal, si bien dentro del término zamorano, siendo este el único ejemplo de palomar que conserva el municipio zamorano.

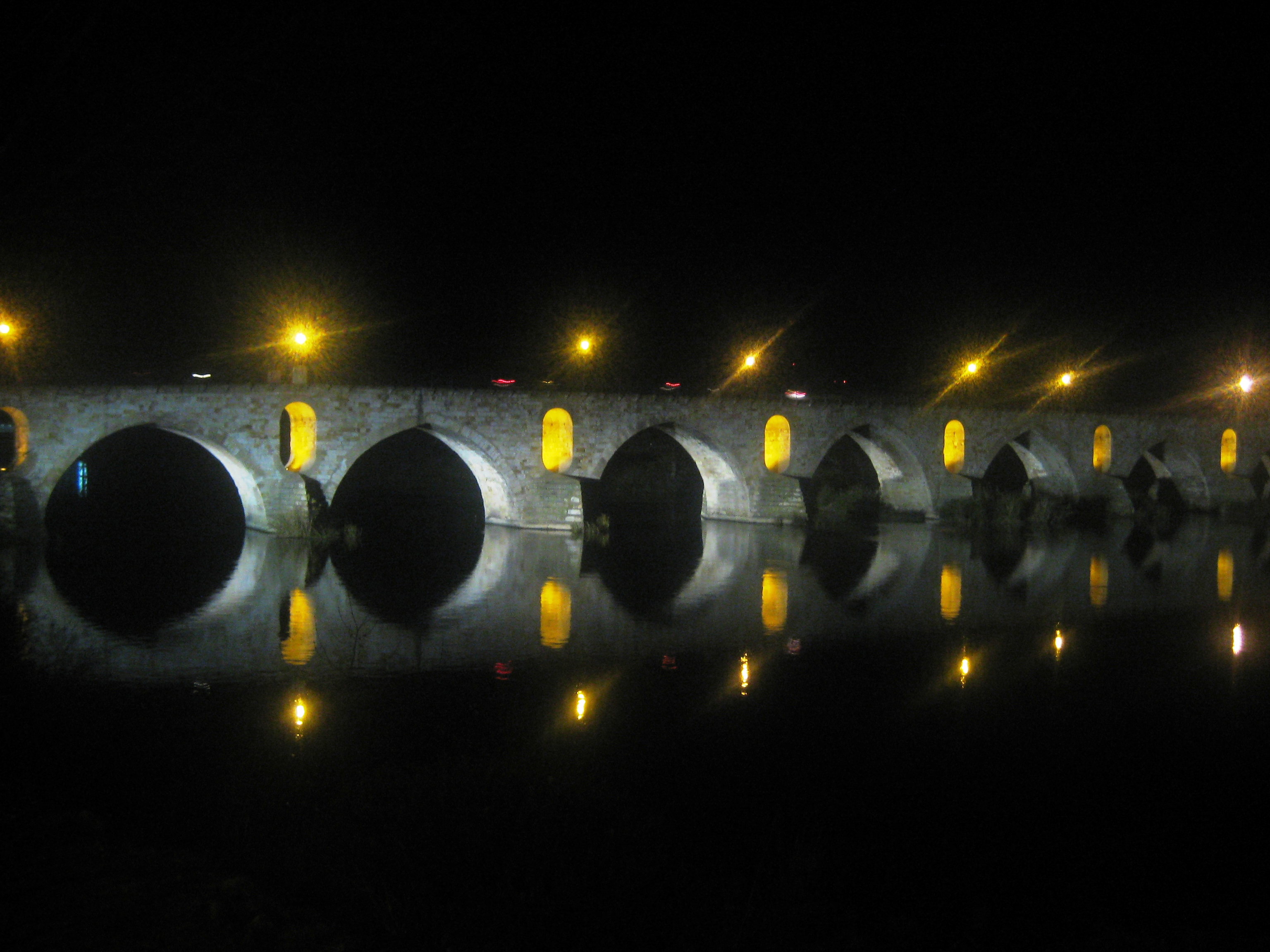
Vista nocturna del Puente de Piedra
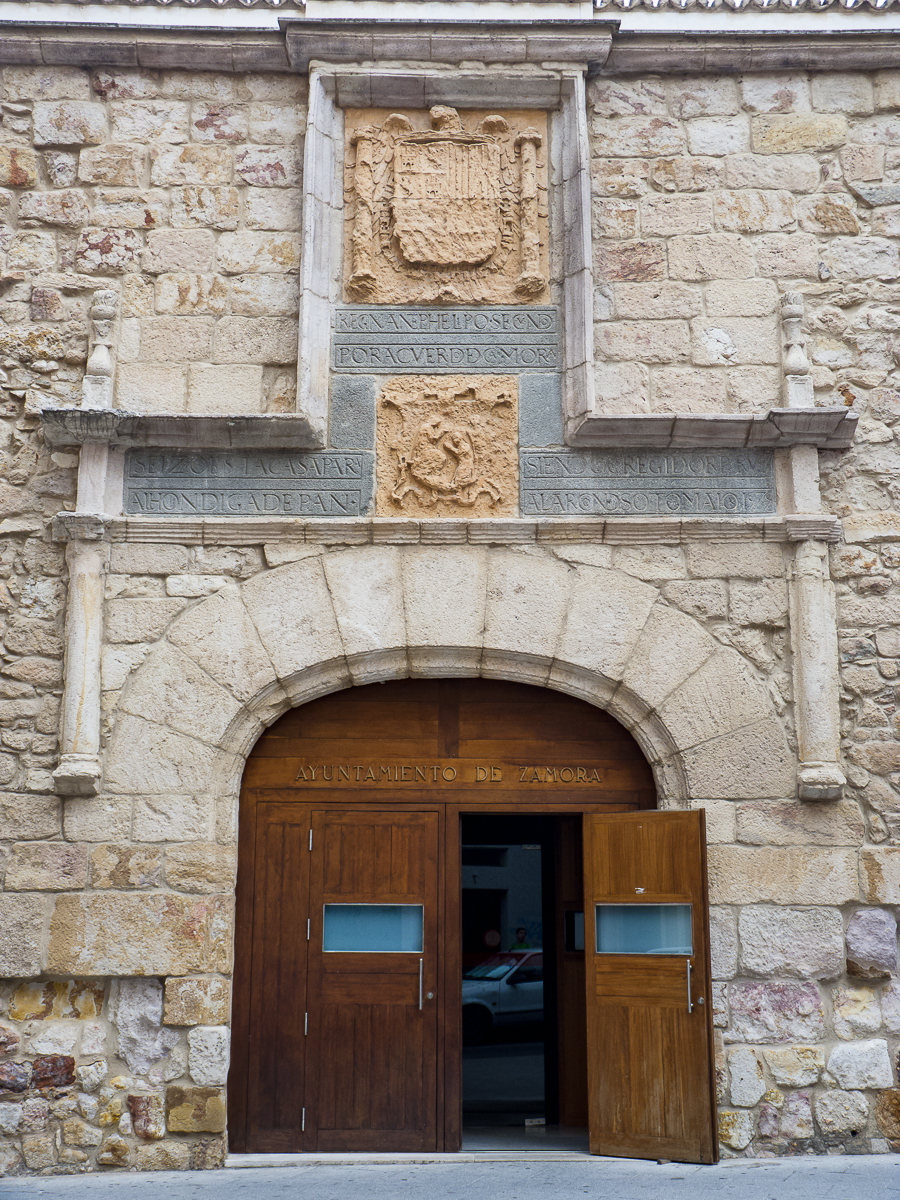
Fachada oeste de la antigua Alhóndiga del Pan
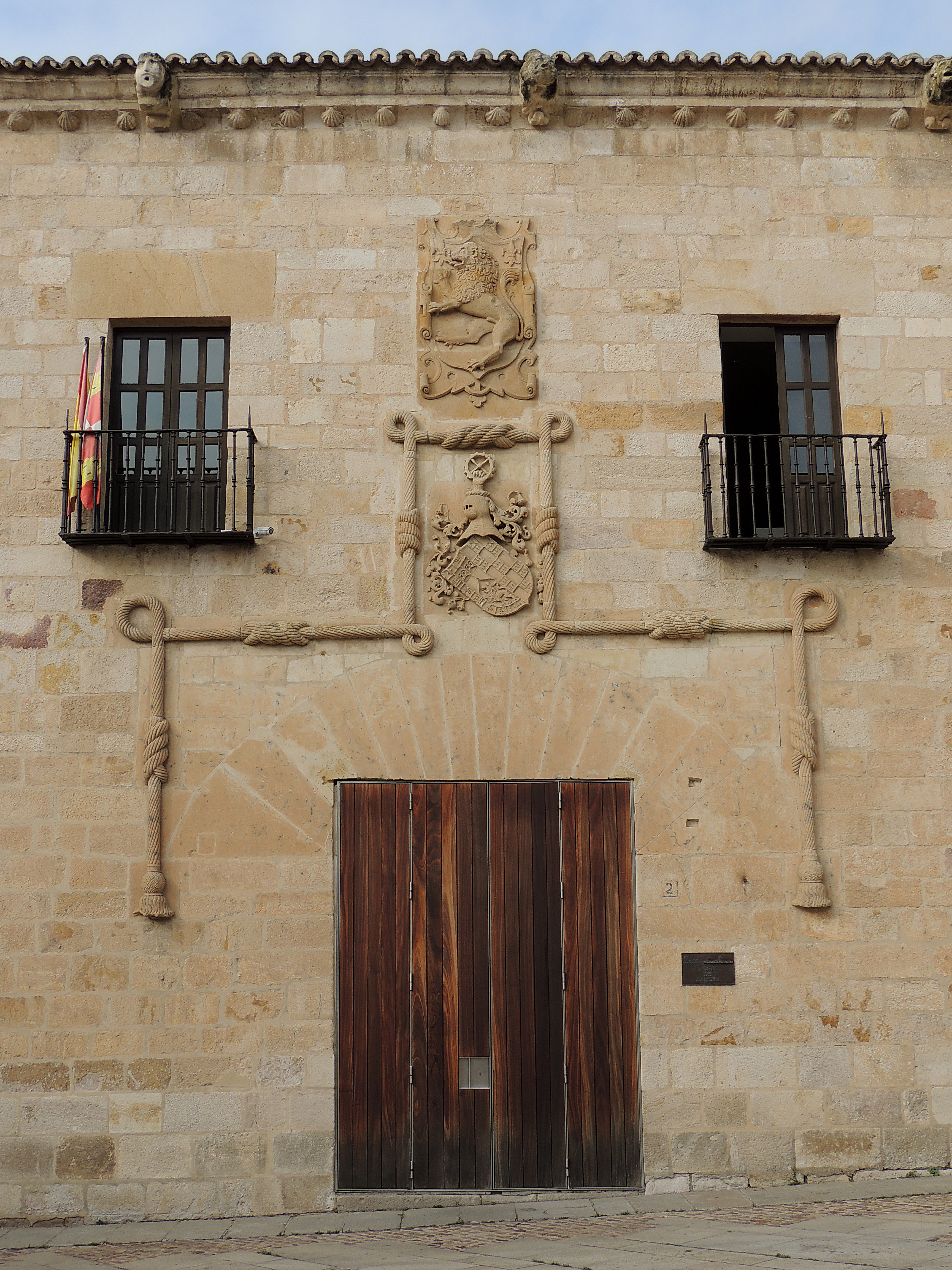
Fachada del Palacio del Cordón
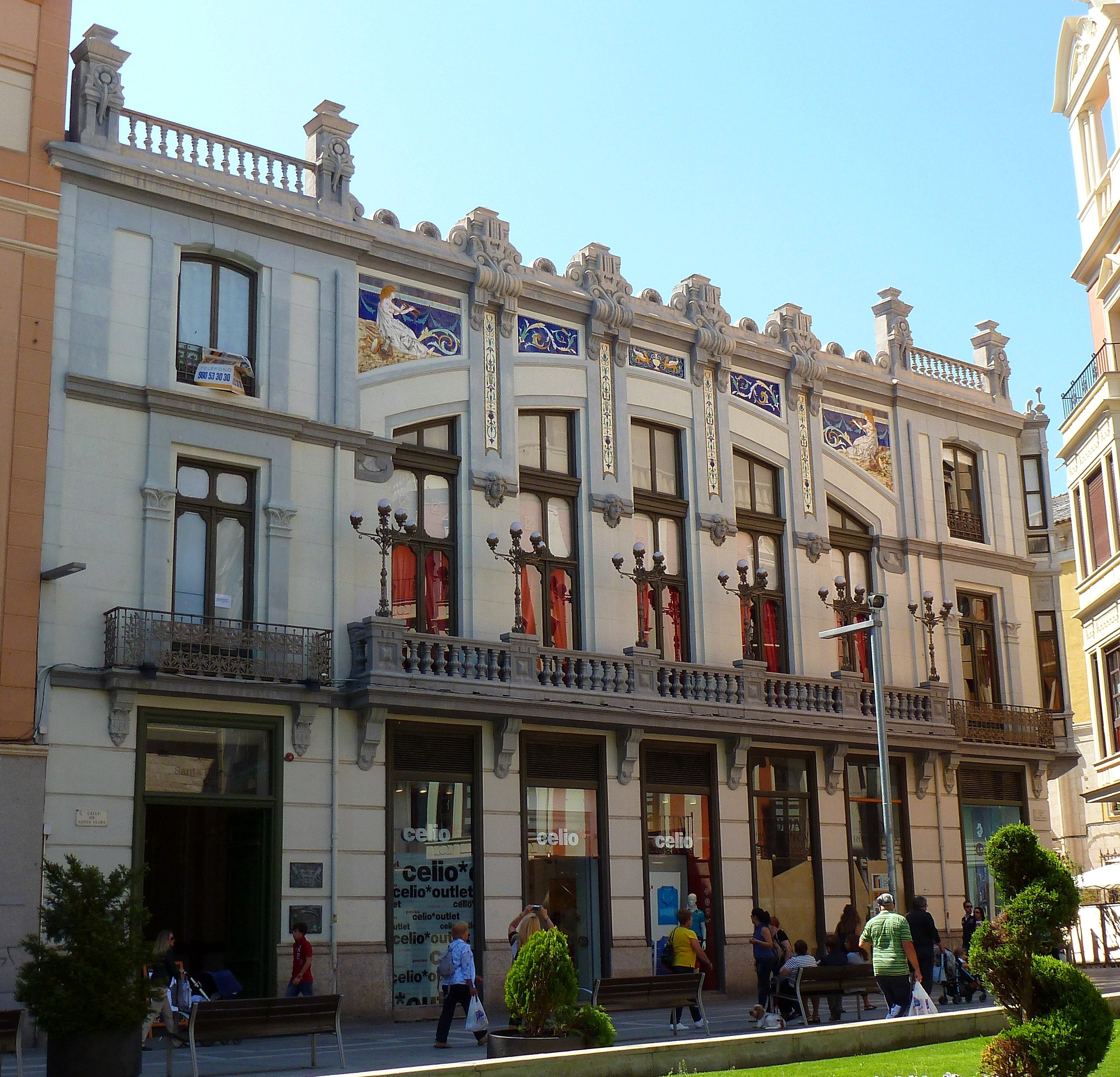
Fachada principal del antiguo Casino de Zamora
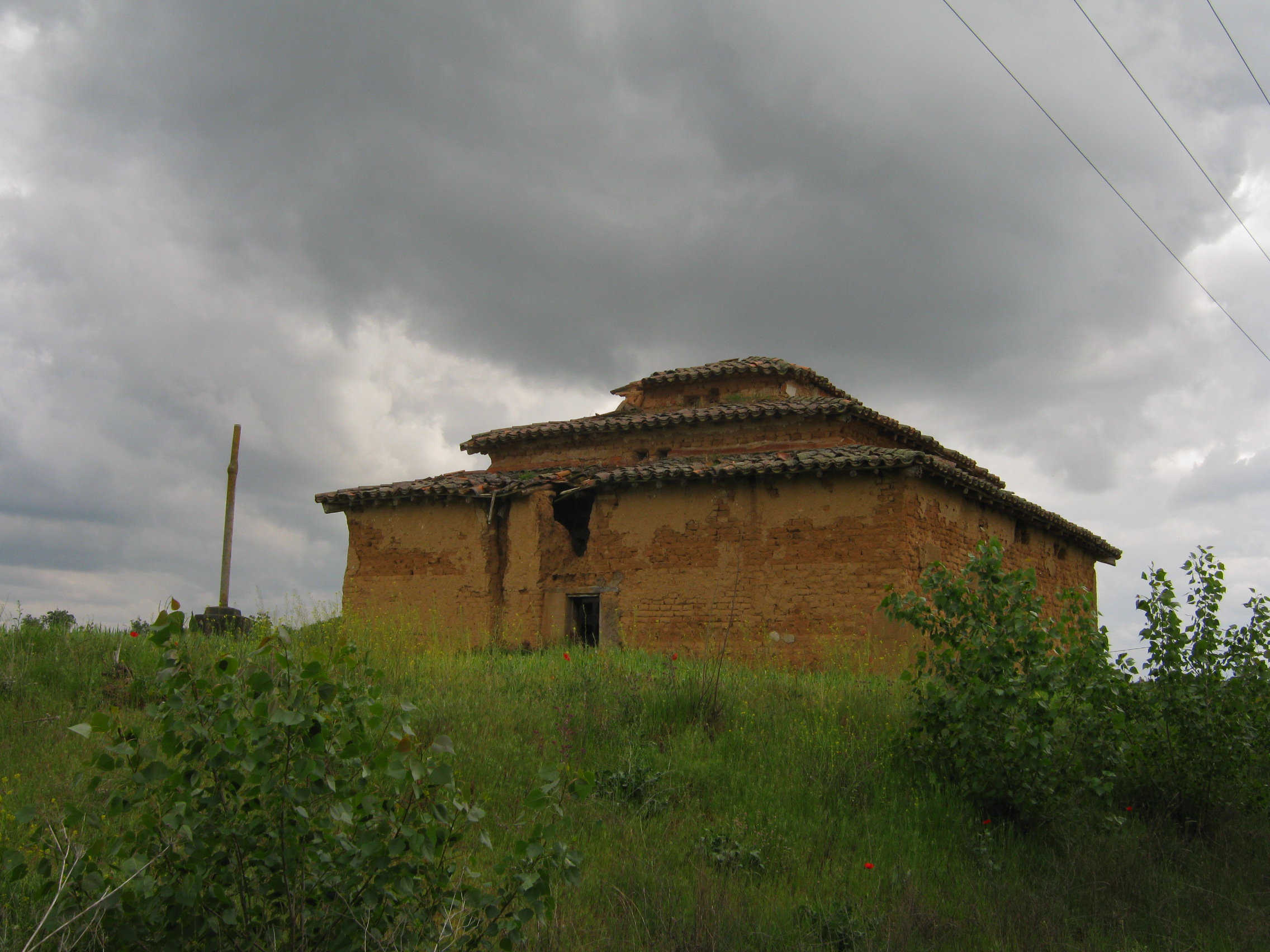
Palomar situado en la carretera de Carrascal

### Patrimonio desaparecido
En la ciudad de Zamora se tiene noticia de una serie de construcciones históricas de cierta entidad, desaparecidas en la actualidad, de las que las más significativas son las siguientes:
Conventos
- Antiguo Convento de Santa María la Real de las Dueñas de la Orden de Predicadores o antiguo Convento de Dominicas Dueñas. Tras ser destruido por una crecida del Duero en 1540, fue trasladado a su actual ubicación en el palacio de recreo de los Porres, en el barrio de Cabañales. Se cree que tuvo su origen en una casa particular con oratorio o beaterio en la que se recogían viudas y casadas de caballeros que iban a la guerra en tiempos de la Reconquista. Según la tradición, el viaje de santo Domingo a España y su paso por Zamora, a mediados del siglo XIII, daría como fruto que el antiguo beaterio pasara a ser la tercera fundación dominica de España.[117]
- Antiguo Convento de Concepcionistas. Las monjas pertenecientes a la Orden de las Concepcionistas Franciscanas, fueron expulsadas en 1837 de su edificio por efectos de la desamortización. Tras años de estar repartidas por los conventos de la ciudad de Zamora, fueron reagrupadas en 1858 en el convento de la rúa de los Notarios. La congregación mantuvo abierto este último convento hasta fechas recientes, en las que la edad avanzada de las monjas residentes les obligó a abandonar el inmueble, integrándose en otros conventos del país.[118]
- Antiguo Convento de San Juan de la Horta o antiguo Convento de San Juan de Jerusalén. La Orden de San Juan de Jerusalén, proveniente de Fuentelapeña, se asentó en la capital zamorana al lado de la iglesia de Santa María de la Horta, utilizando su edificio como convento, residencia del Gran Prior de Castilla, y para el cuidado de enfermos y peregrinos. En 1837 es abandonado debido a la desamortización de Mendizábal, trasladándose las hermanas a un nuevo convento próximo a la catedral, en el que residieron hasta finales del siglo XX. En el solar original, al lado de la iglesia de Santa María de la Horta, se construyó un hotel, en el que se integró el único cuerpo que se conservaba del edificio renacentista, adosado a la torre de la iglesia de Santa María de la Horta.[119]
- Antiguo Convento de Santa Clara. Fue una edificación del siglo XVI que estuvo situada en las proximidades de la esquina de las calles Santa Clara y Cortinas de San Miguel de la capital zamorana. Sus discípulas residieron en él hasta el año 1951, fecha en la que se trasladaron al actual convento, construido al mediodía de la estación de ferrocarril.[120]
- Antiguo Convento de Santiago. De monjas dominicas, debió de ser fundado después de 1540. Estuvo contiguo a San Martín antes de entrar en la calle de Caldereros. Se trasladó la comunidad a la calle de Santa Clara y en mayo de 1837 se incorporan a las de San Pablo, para finalmente venderse y transformarse en nuevas viviendas.
- Antiguo Convento de Santa Marina, también llamado Convento de las Marinas. Del siglo XVIII, fue derribado en 1975 para abrir en su solar la plaza de Castilla y León y construir la delegación de Hacienda. Debían formar parte de él todas las casas que hay hoy en día en la calle de San Andrés desde la Plazuela hasta la de San Salvador, las casas de esta esquina eran las de entrada o portería. Fue la primera sede del Museo de Zamora, albergando sus fondos desde su inauguración (1911) hasta el derribo del edificio.
- Antiguo Convento de Santa Paula. Fundaron esta comunidad don Cristóbal de Valencia y su hermana Elena en la calle del Riego. En 1558, compraron unas casas en la vecindad de San Vicente que lindan por todas partes con el mismo monasterio. Estas casas y monasterio con sus accesorias son el actual patio o teatro de comedias del año de 1860, después que las vendieron las monjas en 1597. Casi todas las casas que hay en la acera izquierda, desde la plazuela de San Andrés a la del Salvador, formaban parte de este convento; fue denunciado por ruinoso y se trasladaron al palacio de Doña Guiomar Pimentel, en la calle de San Andrés, con la condición que dejasen un balcón y un escudo de sus armas. En 1768 tras la ruina que amenazaba al edificio, se trasladaron a los otros conventos de su orden: Santa Marina, Santa Marta y San Bernabé.
- Antiguo Convento de Santo Domingo. Sus restos aparecieron en el 2006 durante la construcción de un edificio de nueva planta en la calle Olleros. Ocupaba casi toda la totalidad de la manzana existente entre las actuales calles de Obispo Nieto, Puentica, Olleros y Remedios. Fue fundado por santo Domingo de Guzmán en 1219 y destruido por las tropas francesas en 1814, siendo sus restos desamortizados. Fue una de las más importantes fundaciones de este santo y centro de irradiación de su orden mendicante, vinculada siglos más tarde a la Inquisición. Fue visitado por san Vicente Ferrer que obró en él milagros como el de la campana, y contó en el Renacimiento con estudios de arte.[111]

Ermitas
- Antigua ermita de Nuestra Señora de la Candelaria. Perteneció al hospital que existió en el lugar que hoy ocupa el colegio de las Misioneras Siervas de San José (calle de la Reina n.º 9) y calle de Doña Candelaria Ruiz del Árbol. La puerta de la ermita coincidía con la puerta de la actual capilla de dicho colegio. Esta ermita era propiedad del Obispado, y la cedió a las Religiosas Josefinas para que pudiesen edificar el colegio y la capilla actual, que ocupa el mismo lugar donde estaba emplazada la antigua ermita. Este colegio empezó a funcionar en el año 1969.
- Antigua ermita del Carmen del Camino. Debe su nombre al camino (la Ruta de la Plata) que pasaba junto a ella. Su construcción parece ser del siglo XIII y estuvo situada en lo que eran las afueras de la ciudad, en la terminación de la calle San Torcuato. Fue derruida para edificar los bloques de casas de la plaza de Alemania. En sustitución de esta ermita se construyó en la década de 1960 otra de proporciones similares pero desplazada a la calle Víctor Gallego.
- Antigua ermita de Santa Susana. Se encontraba al final de San Lázaro, donde compartía planicie con molinos de viento. En 1862, al fabricar un horno para teja y ladrillo, en la excavación se hallaron huesos humanos y pedazos de losas que indican que allí se ubicó la ermita.[121]
- Antigua ermita de San Marcos. Existió a la derecha de la ermita de Santa Susana, unida al barrio de San Lorenzo. En documento de 1273, custodiado en el Archivo del Cabildo de la Catedral de Zamora, consistente en una escritura de propiedad, contiene la referencia a una procesión que se celebraba el Domingo de Ramos e iba desde la ermita de San Marcos a la Catedral. Pudo tener sobre ella algún derecho el Convento de San Marcos de León, según consta en algunos asientos y foros.[122]
- Antiguas ermita de Todos los Santos y San Bartolomé. Se trata de dos ermitas que estaban bajo las de Santa Catalina, en los cortijos o pelambres viejos a la entrada de la calle larga de San Frontis, a mano izquierda. Desaparecieron por el año 1850, cuando se hizo la carretera.[123]
- Antigua ermita del Cristo de la Carrera o del Humilladero. Estaba pasada la huerta de las Dueñas, a la derecha, en el vértice del ángulo que forman los caminos que guían al sepulcro y a la cerca de la huerta de San Jerónimo a la fuente de Carpinteros.[123]
- Antigua ermita de Nuestra Señora de la Antigua. Su sitio estuvo o debió ser la casa que forma la cúspide del ángulo de la calle de Troncoso y de la Galera, enfrente a la puerta de la Póliza.[123]
- Antigua ermita de Nuestra Señora de Belén. En el sitio llamado Belén, a la salida del puente, al oriente del convento de San Francisco, hubo una ermita y beaterio dedicada a Nuestra señora de Belén y cuya antigüedad era muy remota, por eso el agua de la crecida del río del año de 1860 sacó tantos huesos humanos, y debió desaparecer, con otra ermita antigua, cuando se agrandó dicho convento.[123]
- Antigua ermita de La Cruz. Se ubicaba a la salida del arrabal a la derecha del camino de Sayago. Era muy espaciosa, pero tuvo la desgracia, en el año 1853, de desplomarse el techo y desde entonces no se reedificó. Su origen se remonta al año 1589.[123]

Iglesias
- Antigua iglesia de El Salvador. Sobre su solar se levanta hoy en día el mercado de abastos, que por ese motivo fue inicialmente denominado Mercado del Salvador.
- Antigua iglesia de San Simón. Tras ser derruida en 1834, su piedra sirvió para componer el ojo nuevo del puente de piedra, para cegar y realizar dos grandes portillos abiertos en la pesquera inmediata y para la construcción en 1846 de la nueva carretera que pasa sobre el pavimento de la iglesia. Situada entre la casa de los Piñuelos, la puerta de San Francisco y la casa de los Rojas, ocuparía lo que actualmente es la plazuela situada al inicio de la Cuesta del Pizarro, inmediatamente al oeste de la Hostería Real de Zamora.
- Antigua iglesia de San Bartolomé. Hubo un templo antiguo y reducido, fuera del muro del palacio de Doña Urraca, que debió existir ya cuando la construcción de la segunda muralla. En 1800 se levantó en su mismo sitio otro mejor y más grande.[123]
- Antigua iglesia de San Julián. Ya en el año de 1167, el obispo don Esteban dio licencia para que de la otra parte del puente se edificase una iglesia a San Julián, identificándose hoy día con la casa que conocemos por tal. Lo formal y espiritual que constituía el templo ha desaparecido y lo material se encuentra dedicado a usos profanos.[123]
- Antigua iglesia de San Sebastián. Existía en la plazuela de su mismo nombre, entre la barriada de San Antolín y la muralla. Dejó de existir en épocas tempranas, pues en el catálogo de parroquias del año 1540 ya no aparece.[123]
- Antigua iglesia de San Martín El Pequeñino. Estuvo esta iglesia en la plazuela que se forma entre el atrio de la Catedral, colegio de San Pablo, ruinas de casas y las dos que forman parte del cuartel de la Guardia Civil. Durante la excavación arqueológica que se llevó a cabo en el solar de la plaza Antonio del Águila se exhumó una parte de su necrópolis.[123]
- Antigua iglesia de San Martín de los Caballeros. Donde está hoy el paseo de San Martín hubo una iglesia con este nombre. Ya desde 1662 nos han sido manifiestos sus escombros. Esta parroquia se unió y agregó a la de Santa María el año de 1637.[123]
- Antigua iglesia de San Torcuato o San Torcaz (o Torcad también). De estilo románico, se alzaba a unos metros de la actual, en el solar que hoy ocupa la plaza del Maestro.[124]

Monasterios

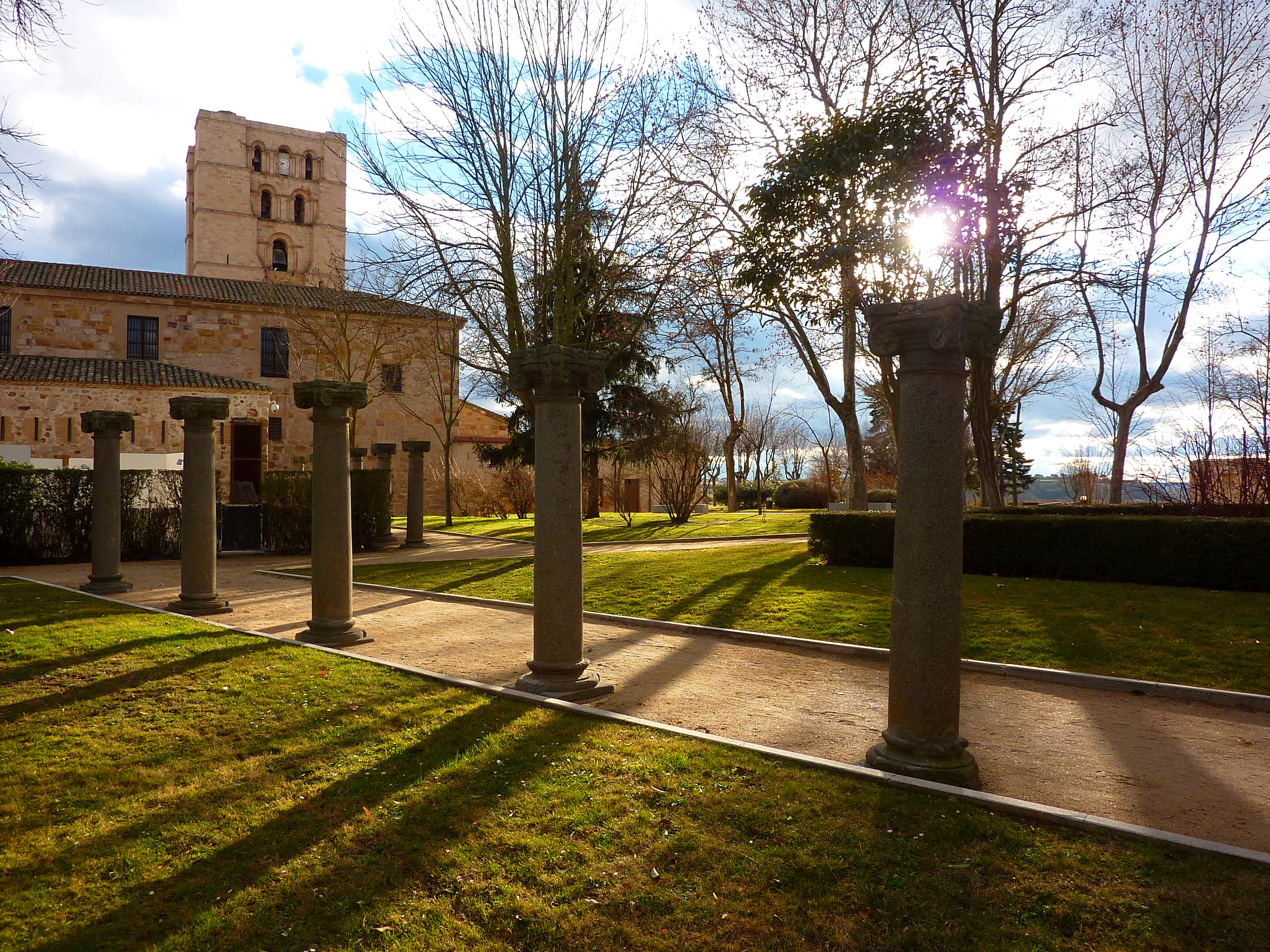
Columnas procedentes del Monasterio de San Jerónimo en el Parque del Castillo

- Monasterio de San Jerónimo. Fue uno de los monumentos más grandiosos que tuvo la ciudad, al que tan solo se le podía comparar, quizá, la catedral. Lamentablemente, de todo aquel esplendor apenas nada se conserva. Tiene su origen en el año 1534, cuando la Orden Jerónima decidió trasladar el monasterio de Nuestra Señora de Montamarta a la ciudad de Zamora por razones de insalubridad. El edificio contó en su construcción con la intervención de renombrados maestros canteros de la época, resultando de su dirección y trabajo una de las obras maestras del Renacimiento español. El monasterio desapareció con la Desamortización. Algunos restos arquitectónicos, como varias columnas de uno de sus cinco claustros, adornan el parque del Castillo. De este monasterio procede también el Santísimo Cristo de las Injurias, del siglo XVI, que actualmente se conserva en la catedral y que es considerada, por su extraordinaria factura, como una obra escultórica magistral y una de las de mayor calidad de la Semana Santa de la ciudad.[111][125]
- Monasterio de San Miguel de Templarios. Existía en 1241, situado quizá entre la calle de Baños, la calzada y la plaza del Mercado o del cuartel de Caballería.
- Monasterio de Santa Columba. Se conoce por fuentes documentales. En el año 1155 había ya en Zamora un monasterio de monjas, cuya patrona era Santa Columba y el edificio estaba entre la catedral y el mismo alcázar, junto a la puerta de la ciudad llamada de Santa Columba, que se ve manifiesta en la muralla al principio de la calle o carretera de Olivares, viniendo del Espíritu Santo.

Arquitectura civil

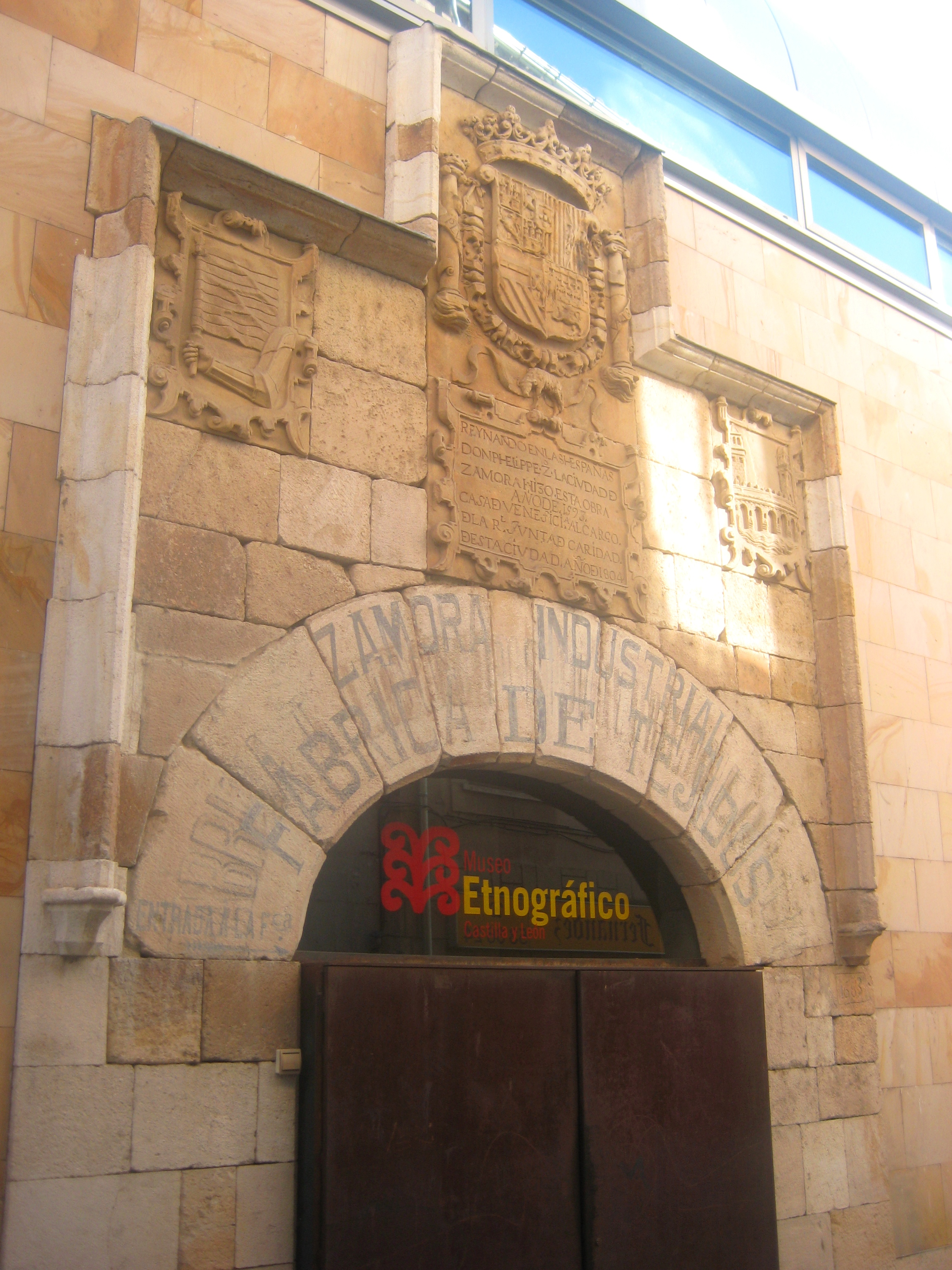
Portada del de la antigua Cárcel Real de Zamora, hoy en día acondicionada como entrada auxiliar al Museo Etnográfico de Castilla y León

- Puente Viejo o de Olivares. Este puente, del que aún subsisten algunos restos, daba acceso a la ciudad por la puerta del mismo nombre, también llamada entonces Puerta Óptima y hoy conocida como Puerta del Obispo o Puerta de Olivares. Se levantaba sobre el antiguo romano, que formaba parte de la Vía de la Plata, que unía Asturica Augusta (Astorga) con Augusta Emerita (Mérida), la más importante de Hispania solo por detrás de la Vía Augusta.
- Cárcel Real. Construida en 1593, fue posteriormente Casa de Beneficencia al cargo de la Real Junta de Caridad de la Ciudad (desde 1804) y luego fábrica y almacén de la empresa textil Zamora Industrial, S. A. En las últimas décadas acogió asimismo un frecuentado salón de baile. Lo único que subsiste del edificio original es la portada de la calle Corral Pintado, habilitada como entrada auxiliar al Museo Etnográfico de Castilla y León.

### Parques y jardines
La creación, conservación y restauración de espacios verdes y jardines es un servicio público normalmente prestado al ciudadano por el ayuntamiento. En la ciudad de Zamora, tradicionalmente fue una función que no dispuso de una gestión propia e independiente en la organización municipal, hasta que en 1995 el Ayuntamiento creó la actual concejalía de Medio Ambiente y Urbanismo, a la que adscribió el servicio de Parques y Jardines.
Con la finalidad de optimizar la gestión del servicio de parques y jardines, los responsables del departamento municipal promovieron la gestión mixta del mismo, de forma que en torno al 30 % de las zonas verdes fuera atendida por una empresa adjudicataria del correspondiente contrato administrativo de servicios. En 2003 la empresa adjudicataria fue la U.T.E. Zamora Verde y en 2007 el Grupo Raga S.A.
En 2007 hay en el municipio un total de 1 377 382,58 m² de zonas verdes, repartidas en aproximadamente 200 jardines por toda la ciudad, siendo su tipología la siguiente: zonas forestales (58,10 %), zonas de ribera (27,59 %) y parques y jardines (14,31 %), lo que supone un total de 20 m² por habitante, tasa muy superior a la media española y situada en la media europea.
Las principales zonas verdes de la ciudad son:
- Riberas del río Duero
- Parque del Consejo de Europa
- Parque periurbano de Valorio
- Parque de la Marina Española
- Parque del Castillo
- Parque de León Felipe
- Parque de Puerta Nueva
- Parque del Norte

Río Duero

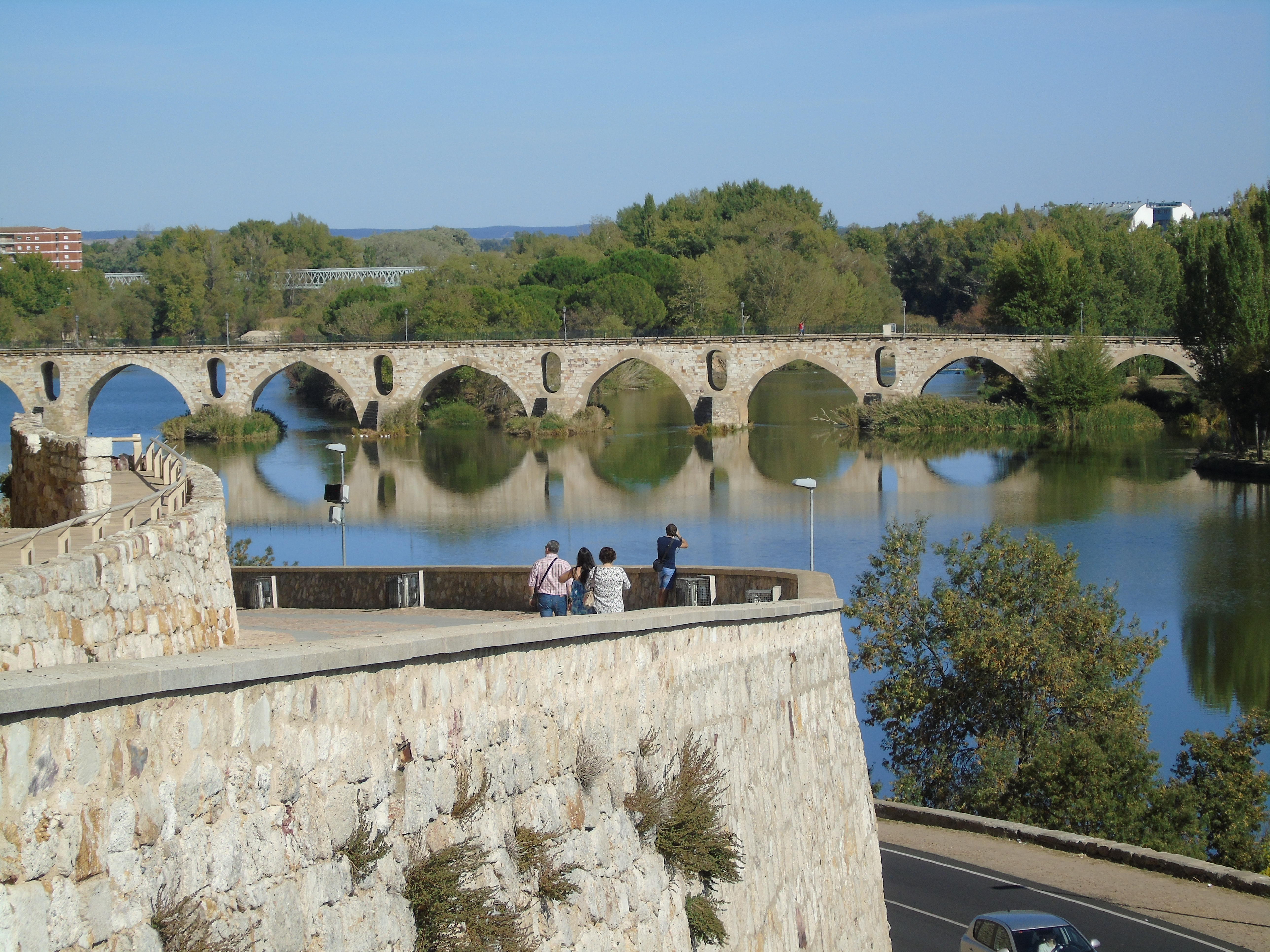
El Duero a su paso por la ciudad

El río Duero conforma a su paso por la ciudad un corredor verde de cinco kilómetros de longitud, tanto en lo vegetal, con vegetación de ribera, integrada principalmente por álamos y chopos, como en lo faunístico, con aves y especies acuáticas ligadas a él. En el cauce hay una serie de islas, de las cuales dos son visitables peatonalmente en épocas de estiaje.
En cuanto a elementos creados por el hombre, existen varios azudes históricos, que sirven para el remanso de las aguas y para alimentar varios grupos de aceñas ubicados en ambas orillas. Son en total siete los grupos de aceñas que subsisten, como las de Cabañales o de Requejo, las de Pinilla o del Cabildo, las de Gijón, las de Los Pisones y las de Olivares. De entre ellas, las primeras fueron reconstruidas hace unos años, aunque en la actualidad no tienen ningún uso. En el futuro se prevé instalar en ellas un centro de interpretación transnacional (español y portugués) de las Riberas del Duero, mientras que las de Olivares albergan el centro de interpretación de las Industrias Tradicionales del Agua.
Por otro lado, hay sobre el río cinco puentes: puente de Piedra, puente de Hierro, puente del Ferrocarril, puente de los Tres Árboles y el puente de la Autovía Ruta de la Plata (A-66), más un sexto que se inauguró en 2013, diseñado por el ingeniero Javier Manterola (el puente de los Poetas).

### Urbanismo
El urbanismo moderno de Zamora puede considerarse que empieza en 1920 cuando, por Real Decreto, se realizó el saneamiento del Casco Antiguo, ya que hasta entonces la ciudad carecía de las medidas mínimas de seguridad higiénica pública.
Zamora inició un despegue económico por esas fechas con la ubicación de nuevas empresas del sector harinero y el tendido de las líneas ferroviarias Astorga-Salamanca y Zamora-Medina del Campo. Estos hechos originaron un nuevo desarrollo urbano que dio lugar al Ensanche, con edificaciones de estilo modernista desde Renova hasta San Torcuato y Santa Clara.
En 1940 se elaboró el Proyecto de Ensanche de Zamora, que pretendía conformar un conjunto urbano manteniendo la expansión a lo largo de un eje que parte de la Catedral. Este plan pretendía absorber el crecimiento de población que pudiera tener la ciudad en los siguientes cincuenta años. El viario que trazó se adecuaba a las vías existentes, siguiendo un trazado de rondas y vías radiales. Se estableció una zona de edificación de cuatro plantas en las calles más importantes, con alturas de 16 m o más y alturas menores en las calles secundarias, donde se ubicaron también los almacenes y talleres. Los edificios públicos que se construyeron se ubicaron en las plazas y en espacios con visualizaciones más amplias.
En 1949 se redactó el Plan General de Ordenación, que sería modificado varias veces a lo largo de su vigencia. Este Plan sustituyó a las anteriores normas urbanísticas, pero dio cierta continuidad a las mismas. Lo más importante de él es la habilitación y urbanización de los terrenos donde se construiría la Universidad Laboral, como adaptación de las Escuelas Salesianas de San José. El Plan estuvo vigente hasta 1973 y durante este periodo se dio un gran impulso a la edificación de viviendas sociales.
En 1973 se aprobó un nuevo Plan General de Ordenación Urbana, para dar respuesta a una serie de demandas de la ciudad. Pero la realidad del nuevo desarrollo urbano poco tuvo que ver con lo planificado, ya que las nuevas edificaciones se concentraron en las zonas más especulativas de la ciudad, tales como la zona más moderna del Casco y del Ensanche de principios de siglo. El Plan preveía la ejecución de un nuevo puente sobre el Duero y no consideraba prioritaria la creación de polígonos industriales.
En 1986 se aprobó un nuevo PGOU para adecuar el anterior a la Ley del Suelo de 1975 y corregir los efectos negativos que había generado como consecuencia de centrar sus actuaciones en las zonas más especulativas de la ciudad, provocando el abandono de las zonas más marginales, entre ellas el Casco Antiguo, con un envejecimiento muy grande de su población.
En 2001 se aprobó una reforma del Plan de 1986, para adecuarlo a la Legislación estatal y autonómica que se había ido elaborando relativa a la materia, así como para promover y planificar nuevas zonas de desarrollo urbano residencial y de servicios.
En marzo de 2009, el Pleno del Ayuntamiento acordó la tramitación y aprobación inicial de la revisión del Plan General de Ordenación Urbana para adaptarlo al reglamento de Urbanismo de Castilla y León. Prevé la construcción de un nuevo puente, un auditorio, así como diversas pistas deportivas. Este documento ha sido redactado por el Instituto de Urbanística de la Universidad de Valladolid. El nuevo Plan fue aprobado de manera definitiva por la Junta de Castilla y León el 25 de febrero de 2011 y ratificado por el Pleno del Ayuntamiento el 30 de junio del mismo año. El 21 de julio el Boletín Oficial de Castilla y León publicó su aprobación, entrando en vigor al día siguiente, culminando así un proceso que duró cuatro años.

## Servicios

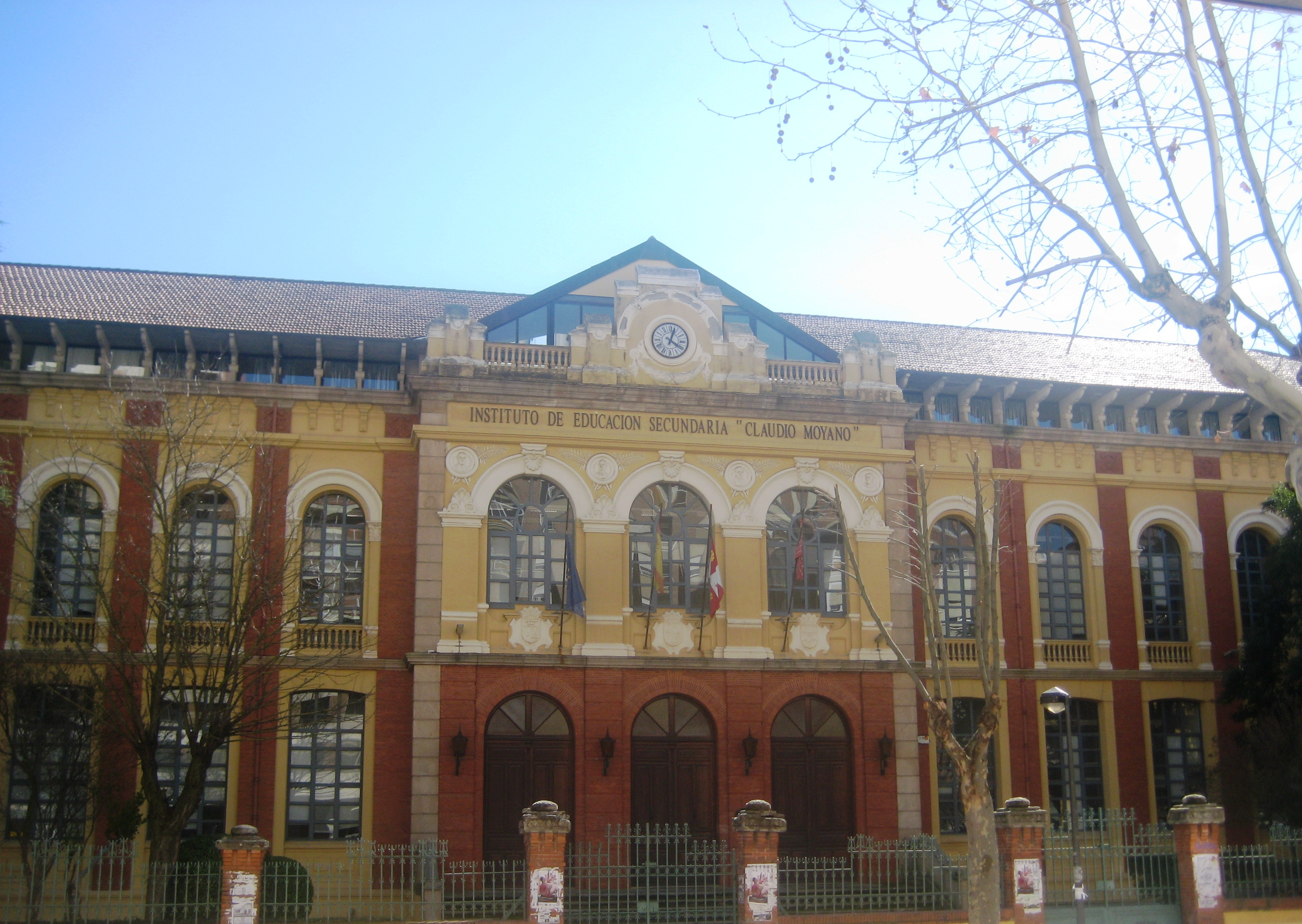
IES Claudio Moyano

### Educación
La educación en Zamora, como en el resto de la región, depende de la Consejería de Educación de la Junta de Castilla y León, tanto para los estudios universitarios como en los no universitarios. Se calcula que en el curso académico 2006-2007 el total de estudiantes no universitarios fue de 12 471, en un total de 41 centros de enseñanza, siendo el total de profesores de 1267.
Enseñanzas musicales
- Escuela Municipal de Música. Dependiente del Servicio de Educación del Ayuntamiento de Zamora, tiene como principal objetivo el abrir nuevas perspectivas en la educación musical, proporcionando a las personas que desean acercarse a estas disciplinas como aficionados la posibilidad de desarrollar sus capacidades creativas y su sensibilidad artística. La escuela imparte clases de instrumentos musicales (clarinete, saxofón, violín, flauta travesera, piano y guitarra), coro y música-movimiento.[140]
- Conservatorio Profesional de Música. El centro fue constituido en 1982 por parte de la Diputación para cubrir la demanda cultural de educación musical de la capital zamorana. En sus inicios se ubicó en el Palacio Provincial situado en la calle Ramos Carrión n.º 11. En el año 1995 se trasladó su ubicación a la C/ Hernán Cortes n.º 38 (Recinto del Tránsito), donde se emplaza actualmente. Al comienzo del curso 2007/2008 pasó a ser administrado por la Junta de Castilla y León. Su plantilla actual es de 32 profesores.[141][142]

Enseñanza de idiomas
Zamora cuenta con una Escuela Oficial de Idiomas, centro oficial dependiente de la Junta de Castilla y León que fue creado en el curso 1987-88 y que forma parte de una red de centros repartida por todo el país, cuyas enseñanzas tienen carácter especializado y no obligatorio. Imparte enseñanzas de inglés, francés, alemán, italiano, portugués y español para extranjeros.
Antigua Universidad Laboral

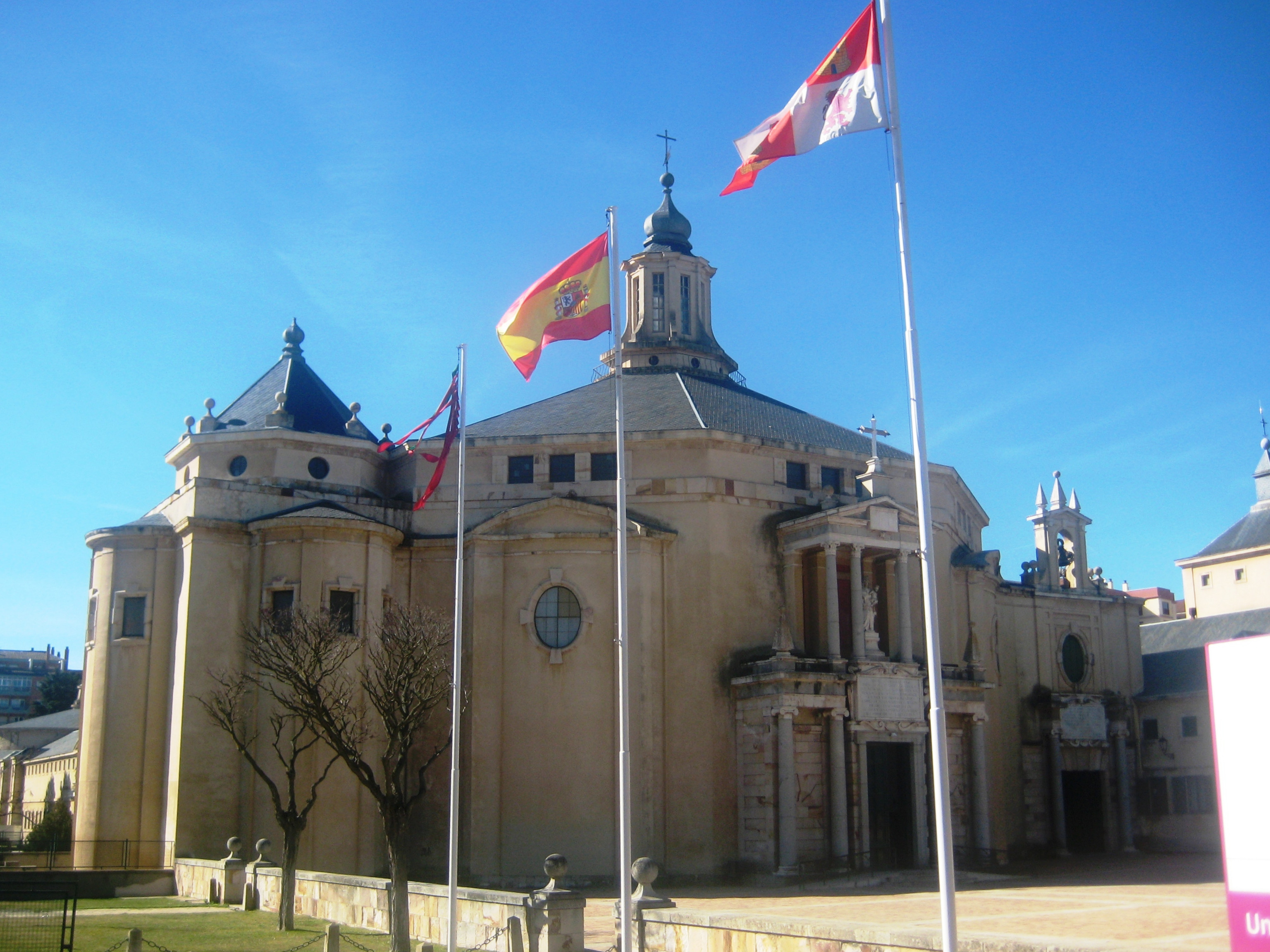
Fachada de la iglesia de la antigua Universidad Laboral, hoy IES Universidad Laboral, obra del arquitecto Luis Moya Blanco

La Universidad Laboral de Zamora fue una de las 21 que se construyeron en diversas ciudades de España, destinadas a la formación de los hijos de trabajadores afiliados a mutualidades laborales. Las universidades laborales surgieron en 1946 tras el viaje que efectuaron a la localidad asturiana de Mieres el ministro de Trabajo José Antonio Girón y el subsecretario del Ministerio, el zamorano Carlos Pinilla, para asistir al sepelio de los fallecidos en un accidente minero causado por el bajo nivel formativo de los trabajadores. Precisamente la primera que se crearía sería la de Zamora y la siguiente la de Asturias, la Universidad Laboral de Gijón.
Las obras de construcción del edificio comenzaron en 1948 y concluyeron en 1952, excepto el teatro, que no estuvo listo hasta 1957. Para cubrir el suministro de alimentos se compraron los terrenos de la futura escuela de capacitación agraria Granja Florencia y se construyó además el vecino convento anexo de las Claras.
Las actividades educativas comenzaron el 11 de febrero de 1953, a cargo de la Congregación Religiosa de los Salesianos, con la que el patronato había firmado un convenio en 1952. La mayor parte de los alumnos, todos varones, eran externos provenientes de pueblos de la provincia de Zamora, aunque también había internos, en parte originarios de otras provincias españolas, y su extracción social eran las clases medias y bajas, tratándose por lo general de familias numerosas con progenitores carentes de estudios.
En 1959 se promulgó la Ley de Universidades Laborales, lo que supuso que estas entidades pasaran a depender del Ministerio de Trabajo y perdieran la autonomía en la gestión que tenían anteriormente como entidades privadas de carácter benéfico-docente. Esta modificación tuvo efecto a partir del 15 de julio de 1960 y supuso también un cambio en su denominación, que pasó de Escuelas Profesionales de la Fundación San José a Universidad Laboral San José de Zamora. En 1966 pasó a ocupar además las instalaciones que se habían construido en 1954 como Universidad Laboral Femenina Nuestra Señora De las Mercedes, que recibieron la nueva denominación de colegio Rey Fernando (al edificio que ocupaba previamente se le asignó el nombre de colegio Don Bosco). En 1972 las universidades laborales se integraron en el régimen académico de la Ley General de Educación y en 1980 los salesianos cesaron sus actividades docentes, pasando a ser un centro de enseñanzas integradas (CEI) (bachillerato, formación profesional e ingeniería técnica industrial), manteniendo el sobrenombre de Universidad Laboral. En 1996 se convierte en Instituto de Educación Secundaria (IES), del que en 2002 se segregó el colegio Rey Fernando, que se convirtió en un centro de formación profesional.
Escuela de Arte y Superior de Diseño de Zamora

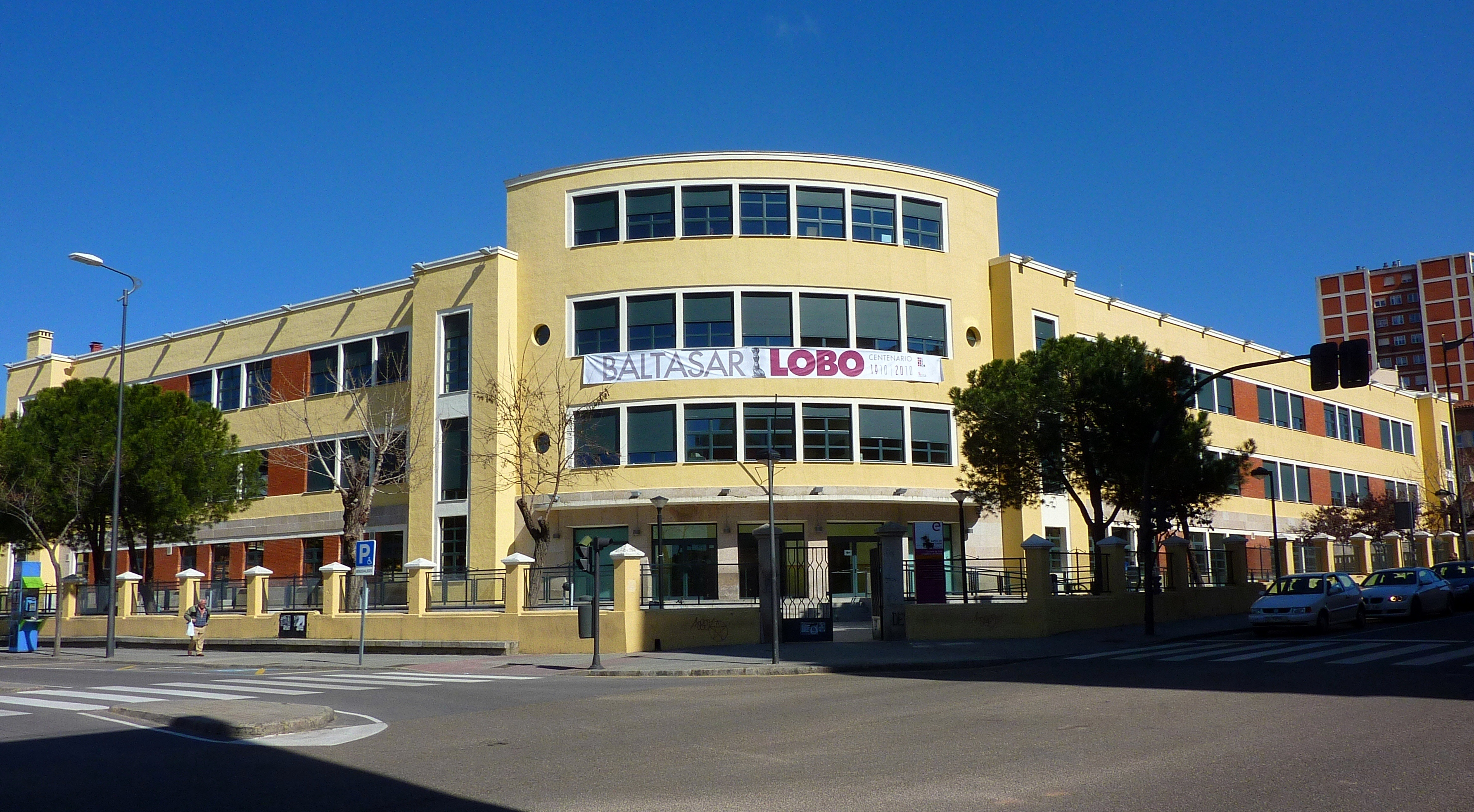
Escuela de Arte y Superior de Diseño de Zamora. Edificio de la antigua Escuela Normal

Dependiente de la Consejería de Educación de la Junta de Castilla y León, fue fundada en 1983 como Escuela de Artes y Oficios de Zamora y tuvo su sede inicial en la planta baja del antiguo Palacio de la Diputación. En 1988 fue trasladada al Castillo, cambiando también su denominación a Escuela de Arte. Finalmente en 2006 se mudó a su nueva sede, la antigua Escuela Normal de Magisterio Primario de Zamora, y recibió su nombre actual.
Universidad

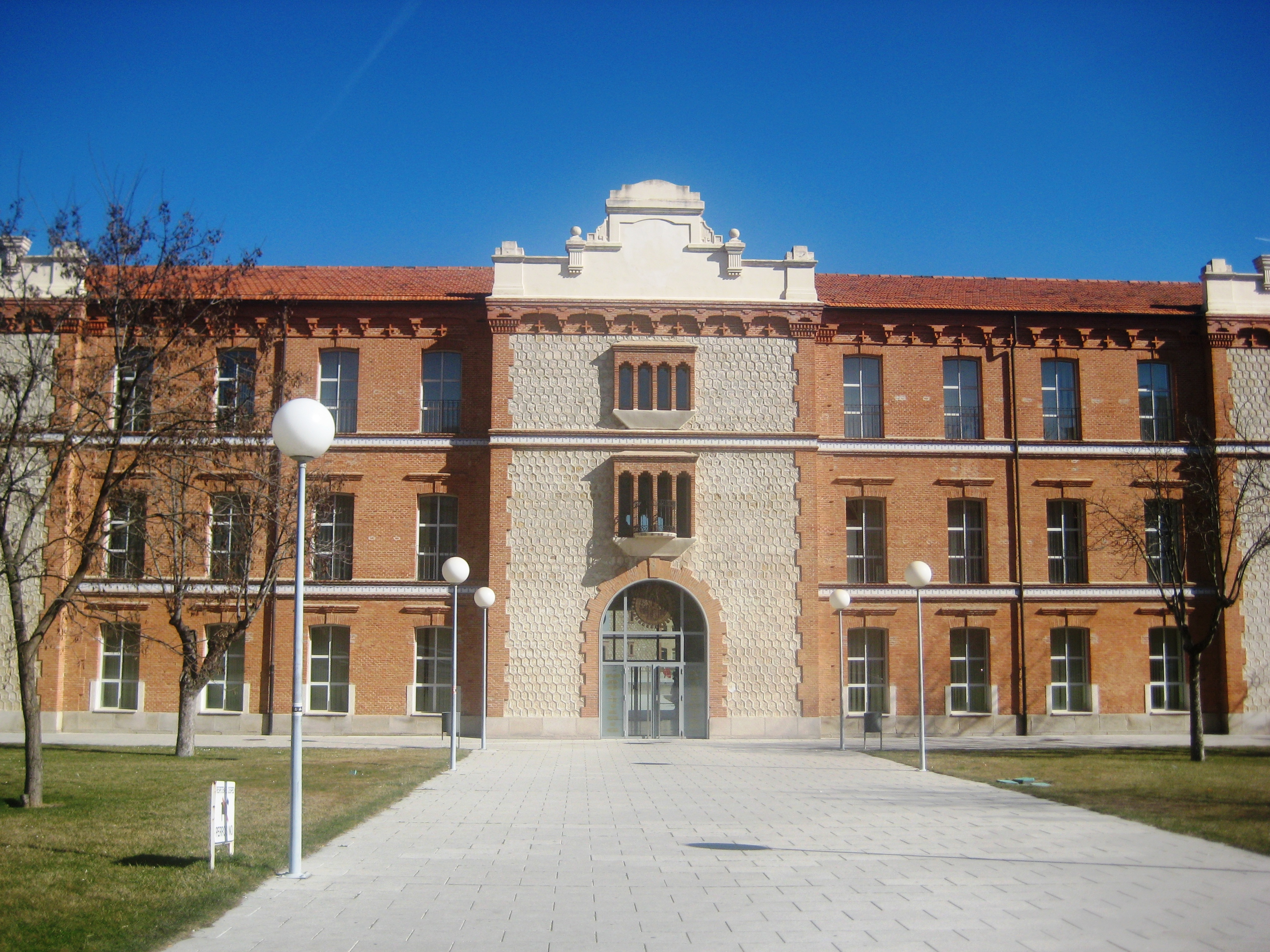
Fachada del edificio principal del Campus de Zamora, antiguo cuartel del Regimiento de Infantería DCC (Defensa Contra Carro) Toledo n.º 35

Zamora no cuenta con universidad propia. Sin embargo es posible seguir estudios universitarios en la ciudad en dos centros:
- El Campus de Zamora, perteneciente a la Universidad de Salamanca, aglutina durante el curso escolar 2009-2010 un total de 2656 alumnos, repartidos entre las doce titulaciones universitarias que oferta.[147] El campus cuenta con la Escuela Politécnica Superior de Zamora, en la que se imparten siete grados y dos dobles grados de ingeniería.[148] También cuenta con la Escuela Universitaria de Magisterio que, por su parte, oferta las especialidades de educación infantil, educación primaria, educación física y la especialidad de lengua extranjera, en su doble oferta de inglés o alemán.[149] Por último, existen dos centros adscritos, como son la Escuela Universitaria de Enfermería y la Escuela Universitaria de Relaciones Laborales.[150] De las titulaciones ofertadas en este campus durante el curso 2009-2010, arquitectura técnica fue la especialidad líder en número de estudiantes matriculados, al haber alcanzado un total de 647 alumnos. La convergencia de la enseñanza superior hacia un sistema basado en tres ciclos (licenciatura, máster y doctorado), conforme a la Declaración de Bolonia y el Proceso con él iniciado, implicará a corto plazo la reforma de las titulaciones antes indicadas, cuando menos mediante su conversión en títulos de grado.[147][151]

- Hay además un centro asociado de la UNED, el más grande de Castilla y León, del que a su vez dependen los de Benavente, Ciudad Rodrigo y Béjar.[152]

### Sanidad
Atención Primaria
Para los servicios de Atención Primaria la ciudad dispone de cuatro Centros de Salud: el Parada del Molino, Santa Elena, Virgen de la Concha y Puerta Nueva.
Atención hospitalaria

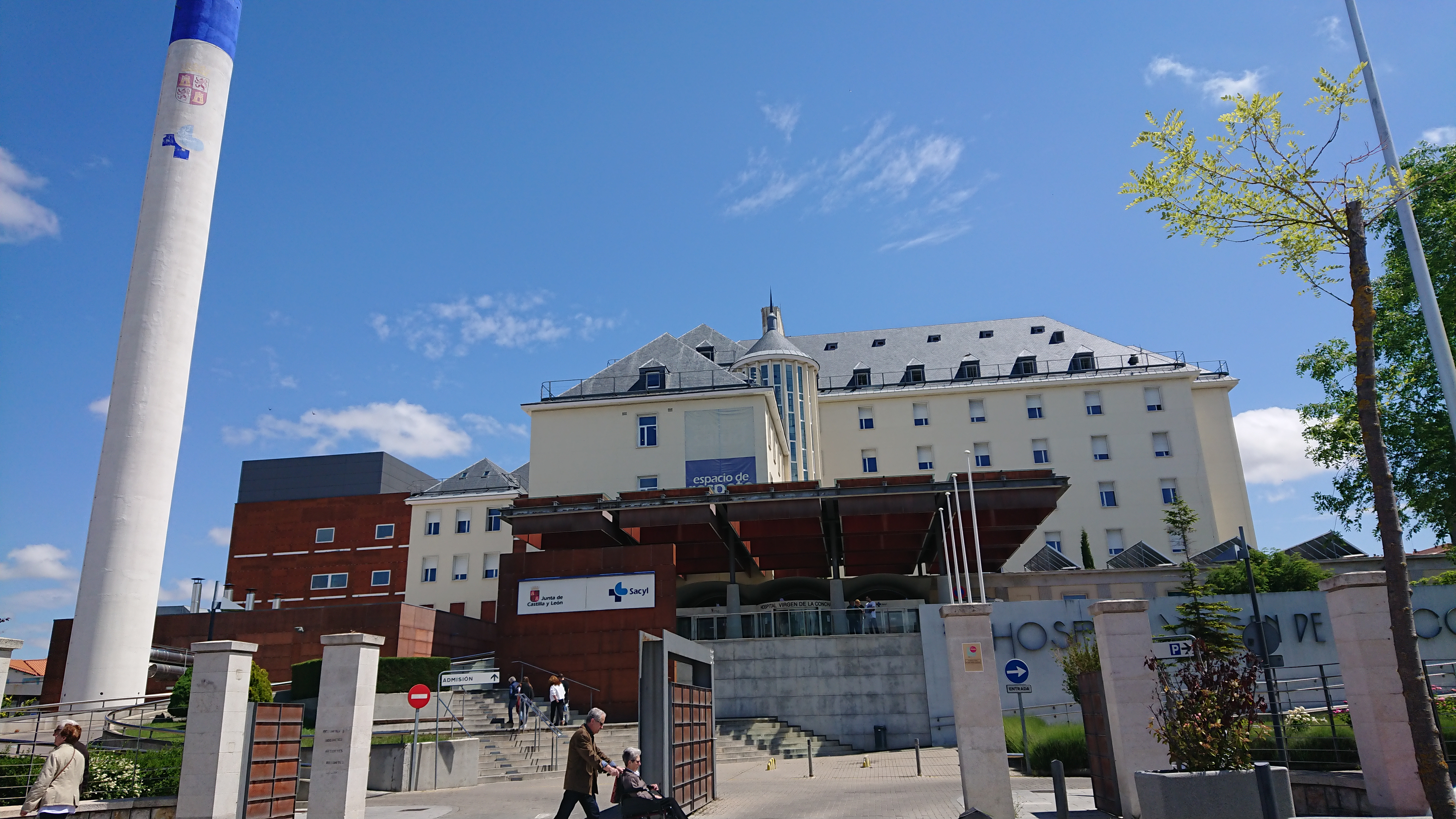
Hospital Virgen de la Concha

Existen actualmente en servicio dos clínicas privadas denominadas Centro Médico Zamora, del grupo Agbar, y Hospital Recoletas, del Grupo Recoletas; y dos hospitales de carácter público gestionados por el Sacyl. El más importante de ellos es el Complejo Hospitalario Virgen de la Concha, el cual anda en trámites de convertirse en Hospital Universitario dependiente de la Universidad de Salamanca, siendo el otro el Hospital Provincial Rodríguez Chamorro.
En el Complejo Hospitalario Virgen de la Concha se prestan una amplia gama de servicios hospitalarios, desviándose a los centros hospitalarios de Salamanca y Valladolid a aquellos enfermos para los que no cuenta con los medios oportunos. Su estructura física actual es de 329 camas, 5 quirófanos, 47 consultas y dos secciones de hospital de día, entre otros servicios.
El Hospital Provincial Rodríguez Chamorro tiene la consideración de Hospital General. Dispone de 139 camas y cuenta con varios servicios especializados como rehabilitación, oftalmología, etc.
Por otro lado, desde la Concejalía de Bienestar Social y Salud Pública del Ayuntamiento se prestan los servicios relacionados con la sanidad animal, la sanidad ambiental y la salud pública para las actividades cuyas competencias estén atribuidas por Ley a las Corporaciones Locales. Estas competencias abarcan la Ordenanza Municipal sobre animales de compañía, el control de plagas, control sanitario de las aguas de consumo público, control sanitario de las aguas residuales y el control higiénico-sanitario de las piscinas municipales.

### Servicios sociales
La concejalía de Bienestar Social y Salud Pública del Ayuntamiento tiene asignadas las competencias relacionadas con el sistema de acción social vigente en la ciudad, atendiendo a los colectivos infancia, juventud, mujer, discapacitados, desempleados, inmigrantes y tercera edad. Para ello cuenta con cuatro Centros de Atención Social (CEAS): Norte, Sur, Este y Oeste.

### Seguridad ciudadana

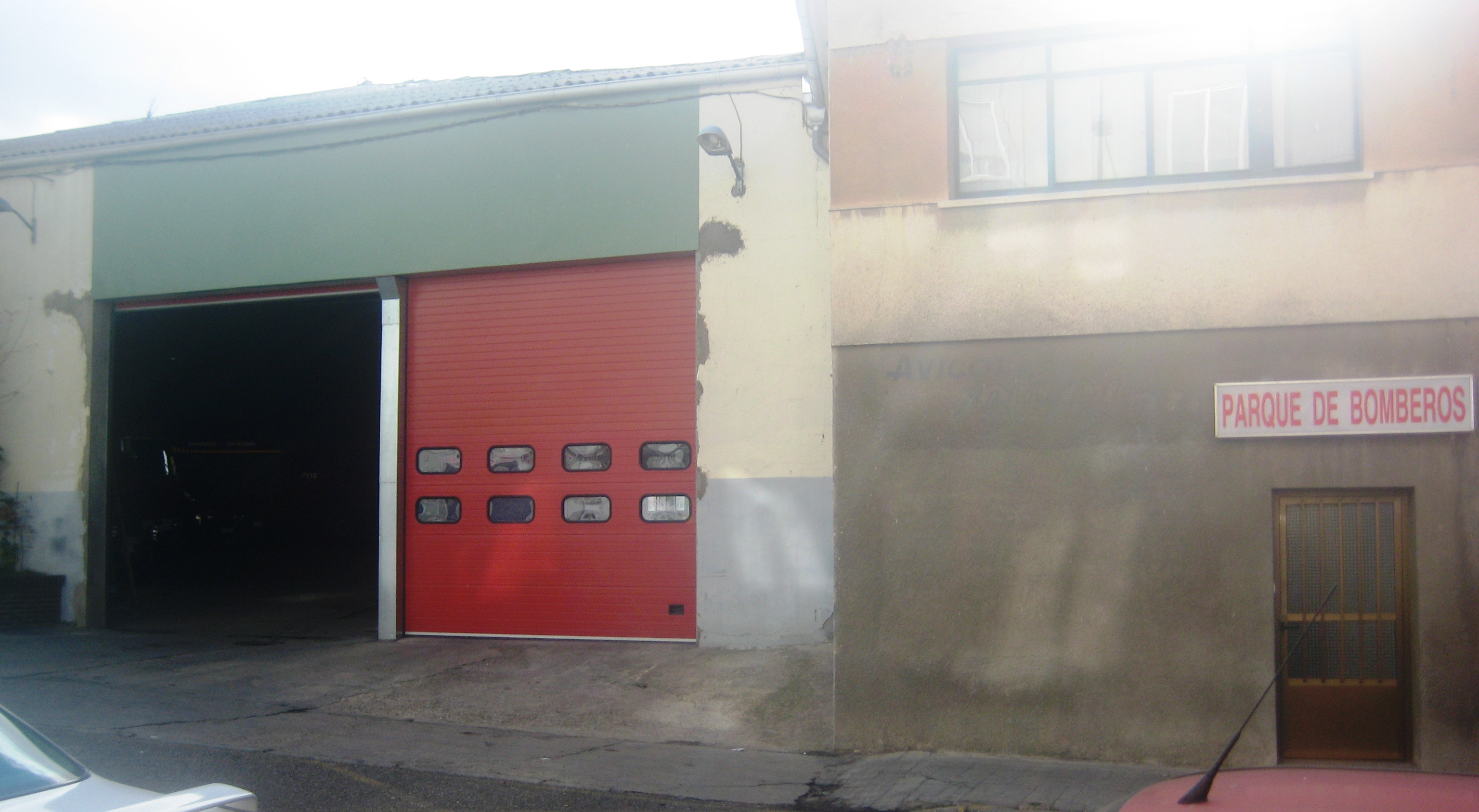
Parque de bomberos, en la antigua estación de autobuses

En Zamora, al igual que en el resto de la comunidad autónoma de Castilla y León, está operativo el sistema de Emergencias 112, que mediante dicho número de teléfono atiende cualquier situación de urgencias en materia sanitaria, extinción de incendios y salvamento, seguridad ciudadana y protección civil.

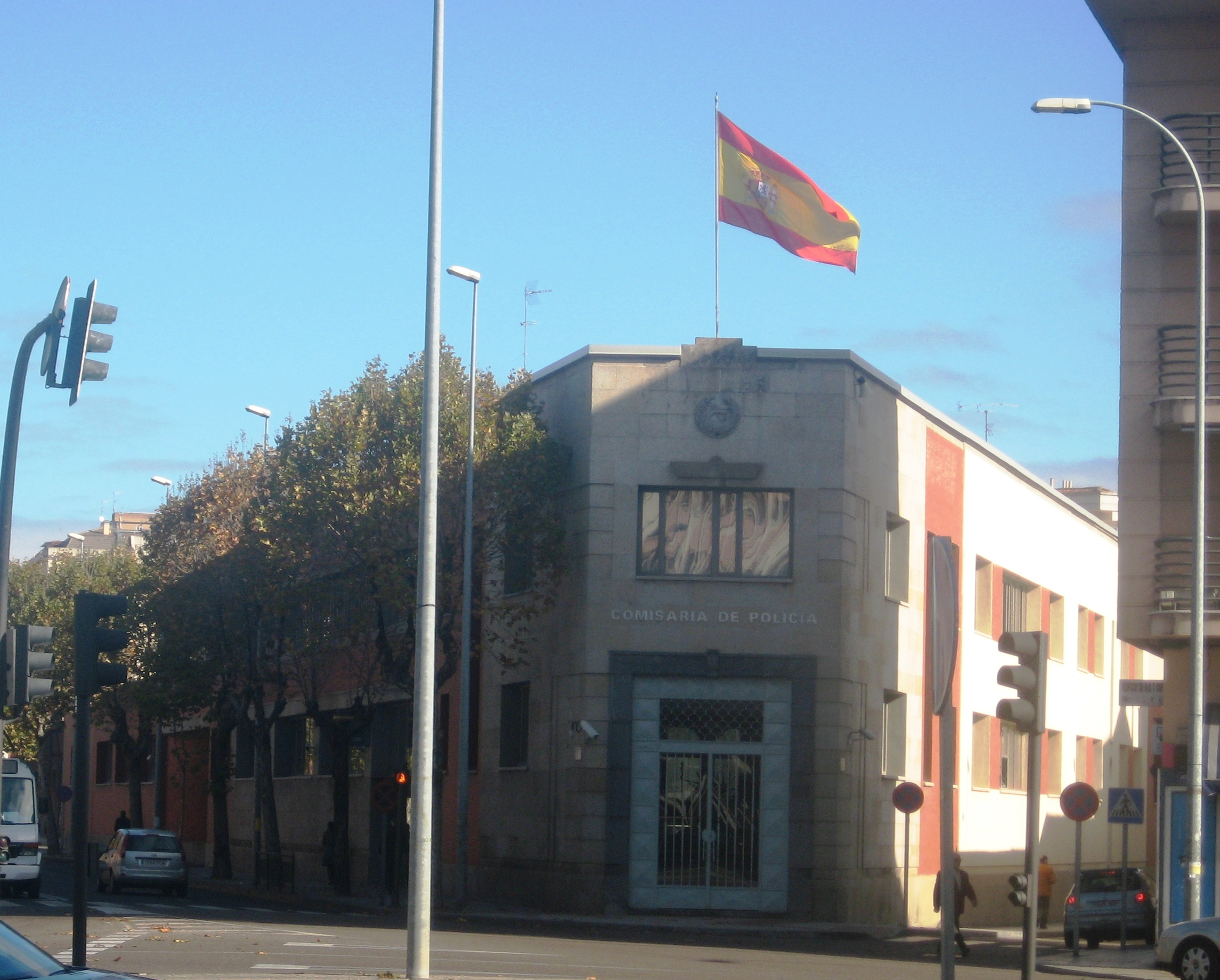
Comisaría de Policía

Para la seguridad ciudadana el municipio cuenta con una comisaría del Cuerpo Nacional de Policía, que se ubica en el edificio construido en 1940 como Jefatura de Carreteras, obra de Enrique Crespo. Este inmueble fue adaptado entre 1999 y 2003 para su nueva función según proyecto del estudio de arquitectos Matos&Castillo. Además está la Guardia Civil, que tiene en la ciudad un cuartel que es la sede de la Comandancia Provincial, la Policía Municipal de Zamora, con una plantilla de 108 agentes en 2009, una sección local de Protección Civil, formada por voluntarios, y un parque de bomberos.

### Aprovisionamiento
Electricidad
La electricidad que se consume en la capital llega mediante una línea de alta tensión, propiedad de Red Eléctrica Española (REE), procedente de la subestación eléctrica situada en la localidad vallisoletana de La Mudarra, que distribuye la energía eléctrica de toda la región del noroeste de España. La distribución de la electricidad en el municipio la realiza la empresa Iberdrola. La gestión del alumbrado público y los semáforos de la ciudad corre a cargo de la empresa privada Telvent, que pertenece a la sevillana Abengoa. El consumo medio anual de electricidad en 2003 fue de 485 kilovatios-hora por habitante.
Combustibles
La red de gasolineras que hay en el municipio se surte mediante camiones cisternas que traen los productos de los depósitos reguladores que tiene la Compañía Logística de Hidrocarburos (CLH) en la localidad vallisoletana de Santovenia de Pisuerga.
Gas natural
Se está implantando de forma progresiva el servicio de gas natural a empresas y viviendas. Por Zamora discurre el gasoducto que la empresa Enagás tiene para transportar el gas desde la bahía de Algeciras y Huelva al norte de España.
Agua potable
La gestión del agua potable en la ciudad de Zamora la realiza la empresa privada Aquagest S.A, perteneciente al grupo de empresas de la Sociedad General de Aguas de Barcelona (Grupo Agbar), que tiene una concesión administrativa por parte del ayuntamiento.
El agua potable que se consume en la ciudad, proviene del río Duero. La captación del agua se hace en el lugar denominado parque de las Pallas y mediante una estación de bombeo se eleva el agua a la estación de tratamiento de agua potable (ETAP) situada en el Alto de los Curas, donde es potabilizada para el consumo humano. Después de los tratamientos de potabilización el agua se bombea hasta los depósitos municipales, situados en la carretera de La Hiniesta, y en ellos se almacena toda el agua que ha sido previamente potabilizada. A partir de ahí el agua cae por su propio peso, distribuyéndose de forma ramificada por todas las viviendas, comercios e industrias de la ciudad.
Una vez utilizada el agua en los diferentes usos de la misma es recogida en colectores y enviada a la estación depuradora de aguas residuales (EDAR). En este lugar se realiza el tratamiento de las aguas sucias y de sus fangos residuales. Una vez depuradas, las aguas revierten nuevamente al Duero, una vez pasada la ciudad. Una parte del agua depurada se lleva hasta el Bosque de Valorio para verterla en el arroyo que lo atraviesa.
Residuos y limpieza de vías públicas
Según datos del Ayuntamiento, cada zamorano genera un kilo de basuras diario, que son depositadas en un vertedero tras un proceso de selección para posibilitar su reciclaje.
Los residuos depositados en los contenedores ubicados en la vía pública son trasladados al Centro de Tratamiento de Residuos, situado en las afueras, junto a la carretera de Fermoselle. La empresa privada Zamora Limpia es la que gestiona la retirada y reciclado de los residuos sólidos urbanos, mediante una concesión administrativa del Ayuntamiento. El CTR es gestionado por un consorcio encabezado por la Diputación Provincial, del que forma parte también el Ayuntamiento. En este centro se depositan todas las basuras que genera la provincia. En él se clasifican y separan los diferentes residuos que llegan de contenedores no selectivos, para enviarlos a las plantas de reciclaje: plásticos de alta o baja densidad, metales, que son capturados con un potente electroimán, papeles, cartón y vidrio. La materia orgánica, una vez limpiada de residuos, se somete a un proceso de fermentación con el fin de obtener compost, que es utilizado como abono en la agricultura.
Para los residuos voluminosos, o especialmente tóxicos o contaminantes, que no se pueden depositar en los contenedores de las vías públicas, se dispone de un Punto Limpio en la carretera de la Aldehuela, al que llegan, entre otros objetos, colchones, muebles, textiles, electrodomésticos, medicamentos, aceites, baterías, aerosoles e incluso escombros (siempre que no sean grandes cantidades). La empresa concesionaria Zamora Limpia realiza la recogida domiciliaria de los mismos previo aviso.[cita requerida] La mayor parte de los residuos que van al Punto Limpio son derivados a las diferentes plantas de reciclaje repartidas por la geografía nacional, para transformarlas de nuevo en materias primas.
Abastecimiento
El principal punto de abastecimiento de la ciudad es Mercazamora, instalación municipal ubicada en el polígono de Los Llanos que cuenta con 44 puestos para mayoristas de productos perecederos. El comercio al por mayor de carne, antes de los años 1980, se encontraba centralizado en el Matadero Municipal de Zamora.
La distribución minorista de alimentos consta de pequeños comercios, diversos supermercados de las principales cadenas nacionales y de empresarios locales, un mercado municipal de abastos y dos centros comerciales, el centro comercial Vista Alegre, en la avenida de Requejo, y el Centro Comercial Valderaduey, situado en la avenida del Cardenal Cisneros, que cuenta con un hipermercado que inicialmente era de Eroski y desde 2016 de Carrefour.

### Mercado de abastos

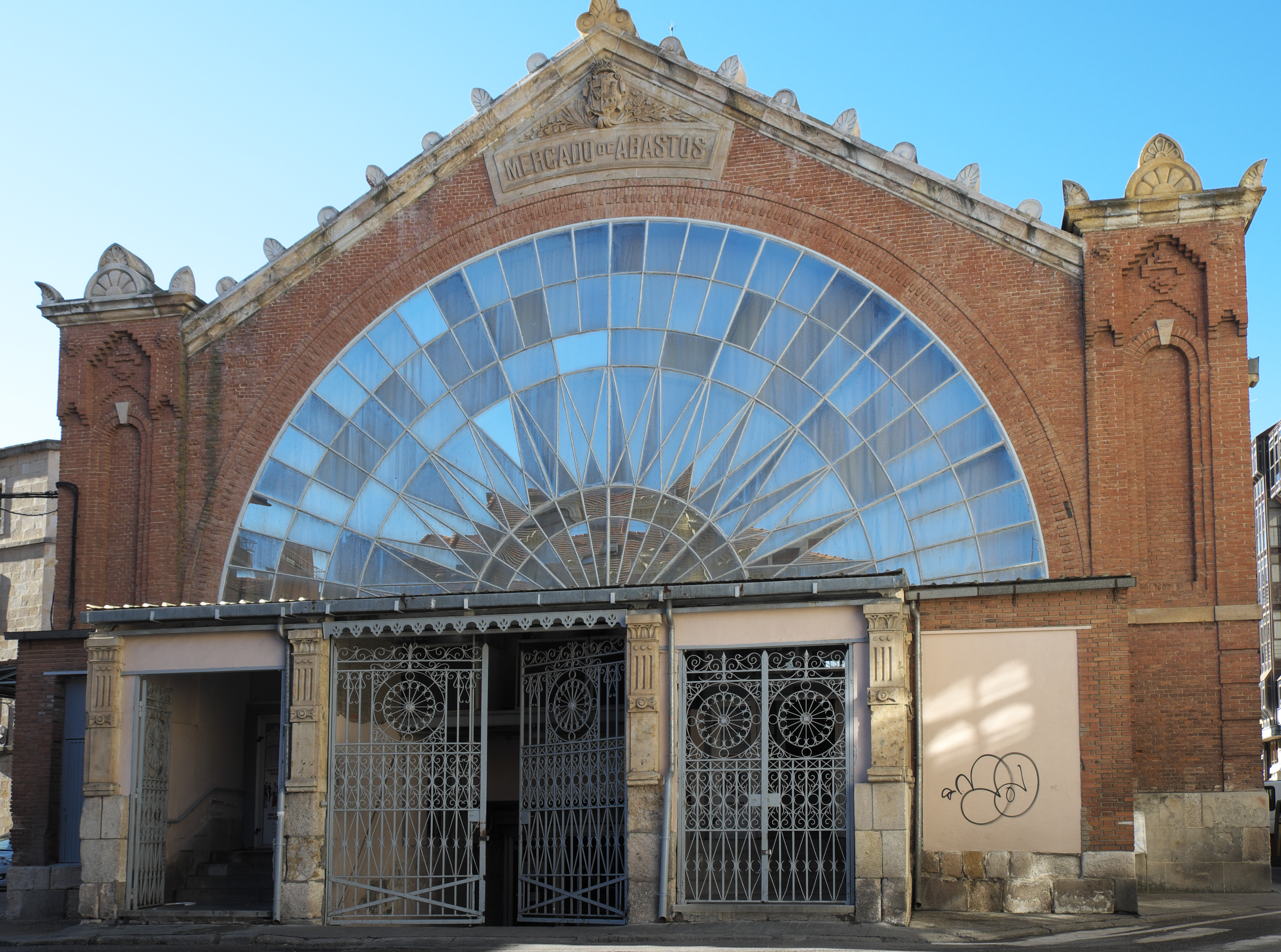
El mercado de abastos

El mercado de abastos de Zamora se empezó a construir en 1902 y se inauguró en 1904. Está situado en la plaza del Mercado y su diseño corresponde al arquitecto benaventano Segundo Viloria. Fue construido sobre un solar donde anteriormente estaba edificada la iglesia del Salvador, por lo que en sus inicios se le llamó Mercado del Salvador. El edificio es de planta rectangular y destaca por las amplias cerchas metálicas, las lamas de ventilación a lo largo de las fachadas laterales y los grandes arcos de ladrillo cerrados con vidrio de cada una de las dos entradas, lo cual le da una gran iluminación y monumentalidad al recinto.

### Transporte y comunicaciones
La ciudad cuenta con dos autovías y otras tantas líneas de ferrocarril, una de las cuales pasará a ser de alta velocidad en 2012.[cita requerida] En cuanto a transporte aéreo, en Zamora no existe ningún aeropuerto, siendo los más próximos los de Matacán en Salamanca, Villanubla en Valladolid, y Virgen del Camino en León.

#### Carreteras
Dos autovías pasan por la ciudad, en sentido este-oeste y norte-sur:
- A-11 o Autovía del Duero. Comunica por el este con Toro, Tordesillas (donde enlaza con la A-6), Valladolid y Soria. Por el momento esta autovía no prosigue por el oeste, por lo que la comunicación con la Raya (frontera con Portugal) se realiza a través de la N-122, atravesando la comarca de Aliste, si bien están licitadas o en proyecto las obras para convertir en autovía los tramos que unen Zamora capital y San Martín del Pedroso, en la frontera, enlazando allí con la A 4 portuguesa.
- A-66 o autovía Ruta de la Plata. Su trazado es un desdoblamiento del de la carretera N-630. En mayo de 2009 se abrió el último tramo que faltaba para conectar íntegramente por autovía Zamora y Salamanca. El tramo entre la capital y Benavente, el último en entrar en servicio de toda la autovía, lo hizo en 2015.[172][173]

También está la carretera N-630 o Ruta de la Plata, que une la ciudad por el norte con Benavente, León y Asturias, separándose de la misma la N-631 en el embalse de Ricobayo con dirección a Mombuey, carretera muy frecuentada por los zamoranos pues es la ruta hacia el lago de Sanabria. Por el sur la N-630 comunica con Salamanca, Extremadura y Andalucía. Además hay otras carreteras secundarias que unen Zamora con Palencia pasando por Tierra de Campos, con Segovia por La Guareña y con Fermoselle y la frontera con Portugal por Sayago.
Red de carreteras que conectan con Zamora
| Identificador | Denominación                               | Itinerario |
| ------------- | ------------------------------------------ | --- |
|               | Autovía del Duero                          | Es una autovía que conecta Barcelona con Oporto (Portugal), pasando por Valladolid y Zamora, siguiendo en buena parte de su trazado el recorrido del río Duero, del que toma el nombre. Es un desdoblamiento de la carretera nacional N-122. |
|               | Autovía de la Ruta de la Plata             | Comunica con el norte y el sur de la provincia y de la Península desde Sevilla hasta Gijón. |
|               | Acceso Norte a Zamora                      | Tramo de acceso a la ciudad por el norte desde la Ronda Norte de Zamora (Autovía del Duero). |
|               | Acceso Este a Zamora                       | Tramo de acceso a la ciudad por el este desde la Autovía del Duero. |
|               | Acceso Sur a Zamora                        | Tramo de acceso a la ciudad por el sur desde la Autovía Ruta de la Plata. |
|               | Circunvalación de Zamora                   | Se corresponde con la avenida del Cardenal Cisneros. |
|               | Carretera de Zaragoza a Portugal           | Comunica Aragón con Castilla y León y Portugal a través del Valle del Duero. Atraviesa las ciudades de Soria, Valladolid y Zamora. |
|               | Carretera de Sevilla a Gijón               | Comunica con el norte y sur de la península. Actualmente su trazado ha pasado a estar servido por la autovía A-66, por lo que ha quedado como vía para tráficos locales.                                                                     |
|               | Carretera autonómica Zamora-Portugal       | Une Zamora con Portugal a la altura de la Presa de Bemposta. Transcurre por la comarca de Sayago, pasando por las localidades de Pereruela, Fadón, Bermillo de Sayago y Fermoselle. Pertenece a la Red Básica de Castilla y León.            |
|               | Carretera autonómica Segovia-Zamora        | Transcurre por Fuentesaúco y Arévalo (Ávila), comunica con la A-6. Pertenece a la Red Básica de Castilla y León. |
|               | Carretera autonómica Palencia-Zamora       | Conocida en Zamora como carretera de Villalpando. Pertenece a la Red Básica de Castilla y León. |
|               | Carretera autonómica Zamora-Bóveda de Toro | Comunica Zamora con La Bóveda de Toro. Pertenece a la Red Complementaria Local de Castilla y León. |
|               | Carretera provincial Zamora-Mahíde         | Comunica Zamora con Mahíde, pasando entre otros por La Hiniesta, Andavías, Palacios del Pan, Manzanal del Barco, Carbajales de Alba, Bercianos de Aliste y Pobladura de Aliste.                                                              |

##### Distancias por carretera a otras ciudades
Las distancias indicadas a otras ciudades son partiendo de la plaza Mayor de Zamora y tomando las vías más rápidas según los datos de la Guía Repsol. Toro: 33 km, Villalpando: 50 km, Miranda de Duero: 55 km, Salamanca: 62 km, Benavente: 70 km, Valladolid: 88 km, Puebla de Sanabria: 115 km, Madrid: 253 km, Oporto: 264 km, Barcelona: 738 km o Sevilla 750 km.

##### Parque de vehículos a motor
El ratio automovilístico de Zamora es de un automóvil por cada 2,18 habitantes, cifra muy similar al provincial, que es de 2,15 habitantes por automóvil, según los datos del Anuario Económico de España 2009, elaborado por La Caixa. Existe un elevado parque de camiones y furgonetas a causa del gran número de transportistas de mercancías, que actúan como autónomos o en pequeñas empresas o cooperativas, y que supone un importante trasiego de estos vehículos por la ciudad. El total de vehículos de motor es de 41 554, distribuidos en 30 498 automóviles, 5940 camiones y furgonetas y 5116 pertenecientes a otras categorías.

#### Autobuses

##### Urbanos
Existe una red de ocho líneas de autobús urbano gestionada por SemuraBus. El servicio de autobús cuenta con tarifas más económicas para mayores, jóvenes y discapacitados. Ocasionalmente se ponen en servicio líneas especiales con motivo de diversos eventos, como los partidos de fútbol del Zamora CF. La empresa también es la encargada de la gestión del Tren Turístico que recorre el casco antiguo de la ciudad.
| Línea          | Recorrido                                                  | Horario | Horario | Horario | Frecuencia (I / II / III) | Servicio minusválidos |
| Línea          | Recorrido                                                  | lunes a viernes (I) | Sábados (II) | Domingos y festivos (III) | Frecuencia (I / II / III) | Servicio minusválidos |
| -------------- | ---------------------------------------------------------- | --- | --- | --- | --- | --------------------- |
| Línea 1        | Pza. Villardeciervos – Av. Reyes Católicos-Los Bloques     | 7:25 a 22:45 | 7:25 a 22:45 | 8:56 a 22:26 | 20' / 20' / 30' |                       |
| Línea 2        | Ctra. Fermoselle – Pza. Alemania                           | 7:20 a 22:45 | 7:20 a 22:30 | 9:00 a 22:30 | 20'-15'-30' / 20'-30' / 30' |                       |
| Línea 3        | Siglo XXI-Quevedo 28 – C/ Obelisco, 1                      | 7:10 a 22:15 | 7:45 a 22:15 | 15:59 a 21:59 | 20'-30' / 30' / 60' |                       |
| Línea 4        | Cta. del Bolón – Av. Reyes Católicos-Los Bloques           | Ida: 7:13 a 22:49 Vuelta: 7:25 a 22:50 | Ida: 7:17 a 22:47 Vuelta: 7:25 a 22:25                                                                                                  | 8:47 a 22:47 | 20'-30' / 30'-60' / 60' |                       |
| Línea 5        | Ppe. Asturias 5-La Marina - Vistalegre / Pol. Ind. Coreses | 7:45 - 8:15*- 9:00 - 10:00* - 10:30* - 11:00* 11:30 - 12:00* - 12:30* - 13:30 - 14:00* - 14:45 15:30* - 16:30 - 17:00* - 17:30* - 18:30 - 19:00* 19:30* - 20:00 - 20:30* - 21:00* | 10:00 - 13:00 - 16:00 | 15:30 | Horarios fijos |                       |
| Línea 5        | Ppe. Asturias 5-La Marina - Vistalegre / Pol. Ind. Coreses | * Servicios hasta C.C. Vistalegre (No llegan a Coreses) | | | Horarios fijos |                       |
| Línea 7        | Ctra. Fermoselle – Hospital Virgen de la Concha            | Ida: 7:20 Vuelta: 7:39 - 15:09 | No presta servicio | No presta servicio | Horarios fijos |                       |
| Línea 8        | Ppe. Asturias 5-La Marina – Carrascal                      | 7:15 - 9:30 - 13:00 - 16:00 - 18:00 - 20:30 | 10:30 - 13:30 - 16:30 - 21:30 | 10:30 - 13:30 - 16:30 - 21:30 | Horarios fijos |                       |
| Línea 8        | Ppe. Asturias 5-La Marina – Carrascal                      | Horarios desde Ppe. Asturias 5-La Marina. | | | Horarios fijos |                       |
| S. E. Fútbol   | Pta. la Feria/Pza. Alemania – Estadio Ruta de la Plata     | 45 min antes del partido (Pta. la Feria – Estadio Ruta de la Plata) 20 min antes del partido (Pza. Alemania – Estadio Ruta de la Plata)                                           | 45 min antes del partido (Pta. la Feria – Estadio Ruta de la Plata) 20 min antes del partido (Pza. Alemania – Estadio Ruta de la Plata) | 45 min antes del partido (Pta. la Feria – Estadio Ruta de la Plata) 20 min antes del partido (Pza. Alemania – Estadio Ruta de la Plata) | 45 min antes del partido (Pta. la Feria – Estadio Ruta de la Plata) 20 min antes del partido (Pza. Alemania – Estadio Ruta de la Plata) |                       |
| Tren turístico | Plaza Mayor – Puente de Piedra – Pza. Catedral             | Mañana: 10:30 - 11:30 - 12:30 Tarde: 18:00 - 19:00 - 20:00 - 21:00 | Mañana: 10:30 - 11:30 - 12:30 Tarde: 18:00 - 19:00 - 20:00 - 21:00                                                                      | Mañana: 10:30 - 11:30 - 12:30 Tarde: 18:00 - 19:00 - 20:00 - 21:00                                                                      | Horarios fijos |                       |

##### Interurbanos

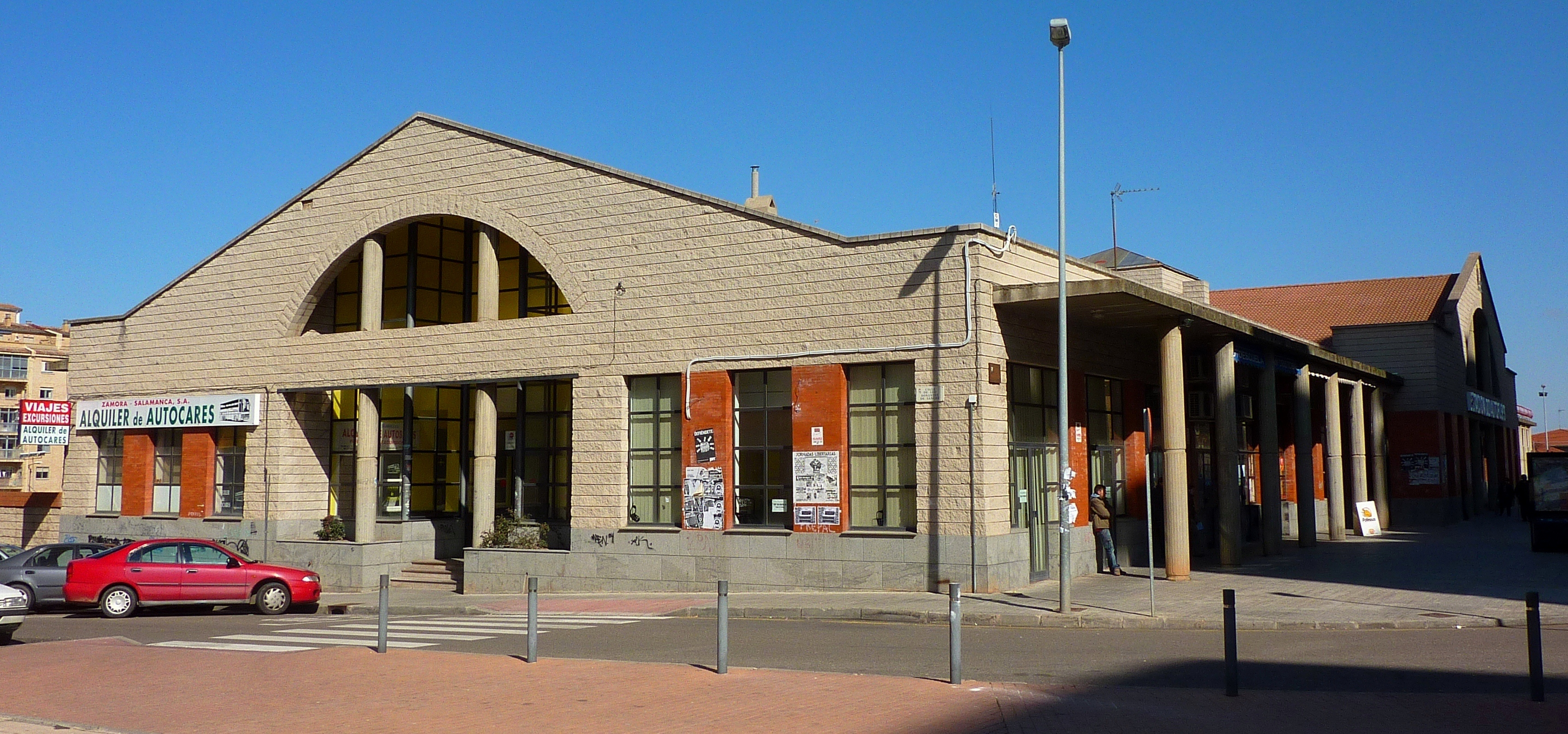
Estación de autobuses

La actual estación de autobuses, inaugurada en 1990, se ubica en el barrio de Las Viñas, muy próxima a la estación de ferrocarril. Las líneas que prestan servicio en ella atienden diversas localidades zamoranas, de otras provincias de Castilla y León, de otras comunidades (Madrid, País Vasco, La Rioja, Aragón y Cataluña) y también de Portugal. Tiene un tráfico de un millón y medio de viajeros al año. Actualmente está en proceso de reforma y reordenación de los espacios públicos, con un presupuesto de medio millón de euros.

#### Ferrocarril

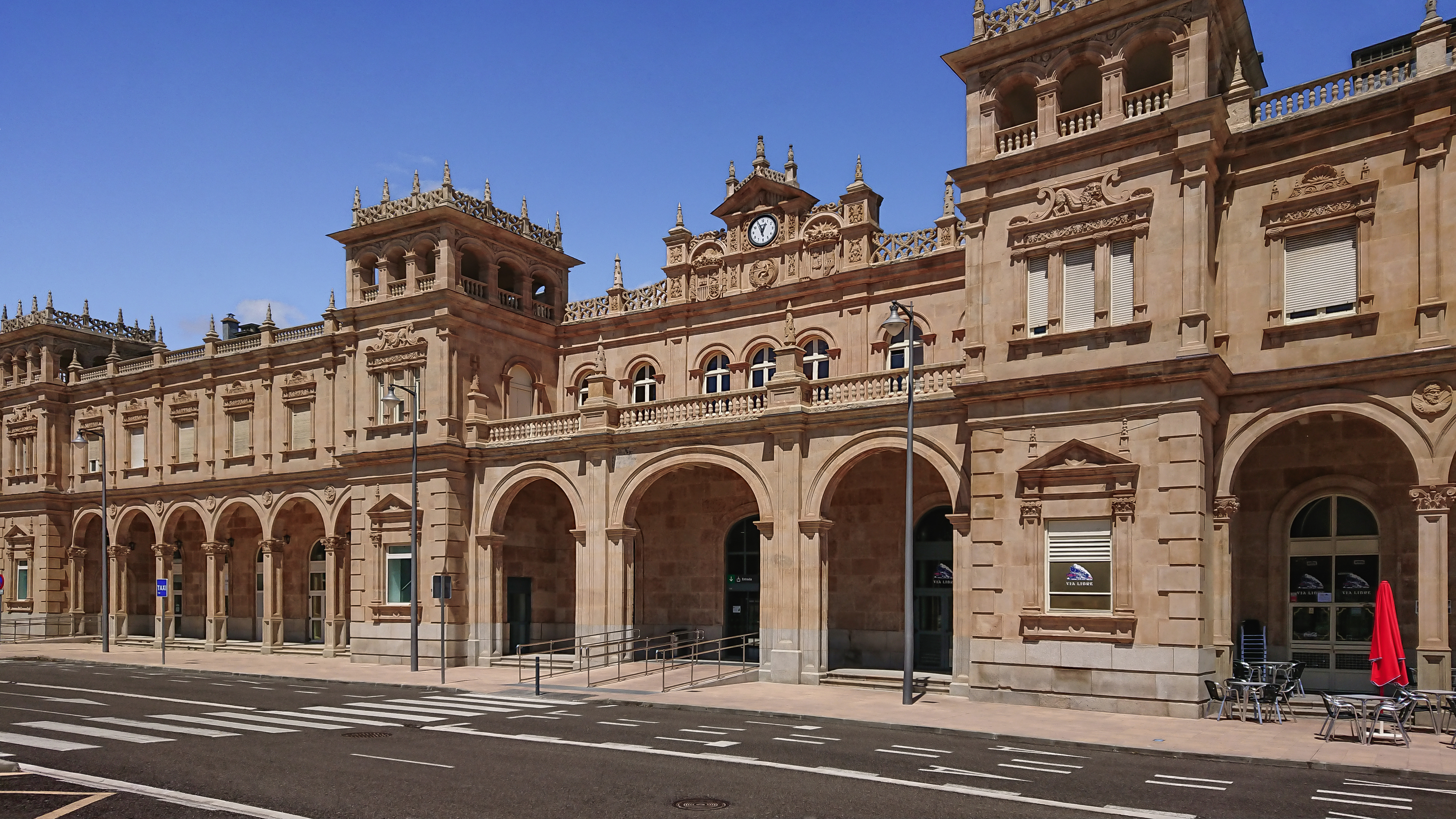
Estación de tren

Por Zamora discurren dos líneas de ferrocarril, ambas soterradas en gran parte de su recorrido dentro de la ciudad. La primera une Medina del Campo (Valladolid) con Orense, sirviendo para enlazar con Madrid por un extremo y por el otro con varias ciudades gallegas como Vigo/Pontevedra y La Coruña. Por esta línea circulan los servicios regionales entre Valladolid y Puebla de Sanabria. Una segunda línea, que tuvo servicio de pasajeros hasta el 1 de enero de 1985, fue el ferrocarril Vía de la Plata, que cruzaba de norte a sur la península ibérica, desde Gijón hasta Sevilla. Aunque el tramo entre Astorga (León) y Plasencia (Cáceres) está cerrado desde entonces, hay una fuerte demanda para su reapertura. También hubo hasta 2005 una línea que cubría el trayecto Zamora-Barcelona, una rama del Tren Estrella Pío Baroja, y que se cerró por su baja ocupación.
La actual estación de tren se construyó entre 1935 y 1958, según proyecto del ingeniero Marcelino Enríquez, y sustituyó a una anterior de 1864.[cita requerida] La primera piedra fue puesta por Niceto Alcalá Zamora, presidente de la República, mientras que la inauguración fue presidida por el general Franco. Su estilo arquitectónico es neoplateresco, siendo su fuente de inspiración más directa el Palacio de Monterrey en Salamanca, obra de Rodrigo Gil de Hontañón. Lo dilatado de su periodo de construcción fue debido, aparte de a las dificultades de la Posguerra, al hecho de que se cambió el proyecto sobre la marcha, derribándose su interior, ya construido para entonces, para conseguir ganar una planta adicional sin modificar su aspecto exterior. A título anecdótico hay que señalar que los retrasos que su edificación acumuló provocaron que en la ciudad fuera conocida como «La Raspa», porque se decía que «la estación de Zamora, larán, larán, larán».

##### Tren de Alta Velocidad
En el año 2008 dieron comienzo las obras de construcción de la línea de alta velocidad, en su tramo Olmedo-Zamora, dentro de la línea Madrid-Galicia, con doble vía electrificada y ancho internacional. En diciembre de 2015 se inauguró la conexión de Zamora con Madrid, con un tiempo de viaje de una hora y media, mientras que en 2018 está previsto que entre en servicio una segunda estación en la provincia, la de Puebla de Sanabria.

#### Alquiler de bicis
En 2008 se puso en marcha el alquiler de bicis, que se pueden recoger y devolver en doce puntos de la ciudad además de en otro situado en Morales del Vino.

## Cultura

### Museos
La ciudad de Zamora cuenta con los siguientes museos:
- Museo de Zamora. Consta de una sección dedicada a la arqueología, otra a las bellas artes y una tercera dedicada a la historia de la ciudad. En la primera destacan el ajuar campaniforme de Villabuena del Puente, los dos Tesoros prerromanos de Arrabalde -hallados en el Castro de las Labradas-, mosaicos y pinturas murales de la villa romana de Requejo (Santa Cristina de la Polvorosa) y las cruces votivas visigodas de oro del Tesorillo de Villafáfila. En la segunda se pueden encontrar, entre otros, esculturas de los siglos XIV al XVIII.
- Museo Catedralicio de Zamora. Ubicado en la catedral, en él destaca su colección de tapices de los siglos XV y XVI (serie Guerras de Troya y campañas militares de Aníbal), considerada una de las mejores del mundo.
- Museo Etnográfico de Castilla y León. Es un museo dependiente de la Junta de Castilla y León, formando parte de la Red de Museos Regionales. Está dedicado a mostrar la riqueza etnográfica de esta comunidad autónoma.[188]
- Museo de Semana Santa de Zamora. Fue creado en 1957 por la Junta Pro-Semana Santa con el fin de mostrar y proteger los grupos escultóricos de las procesiones, abriendo sus puertas al público por primera vez en 1964. Exhibe 37 pasos procesionales, entre los que destacan los de Ramón Álvarez y Mariano Benlliure. En el 2022 se cierra con el objetivo de acometer una remodelación y ampliación, derruido en su totalidad se espera que las obras comiencen en breve (octubre de 2024) y duren hasta octubre de 2026.
- Museo Baltasar Lobo.[189] Muestra varias decenas de obras del escultor de Cerecinos de Campos Baltasar Lobo (1910-1993), repartidas entre el Castillo y la vecina Casa de los Gigantes.[190]
- Centro Museo Pedagógico de la Universidad de Salamanca (Cemupe). Inaugurado en 2011 recrea cómo eran las aulas durante la Segunda República y el franquismo.[191]

- Museo Diocesano de Zamora. Inaugurado en julio de 2012, tiene su sede en la iglesia de Santo Tomé.[192]

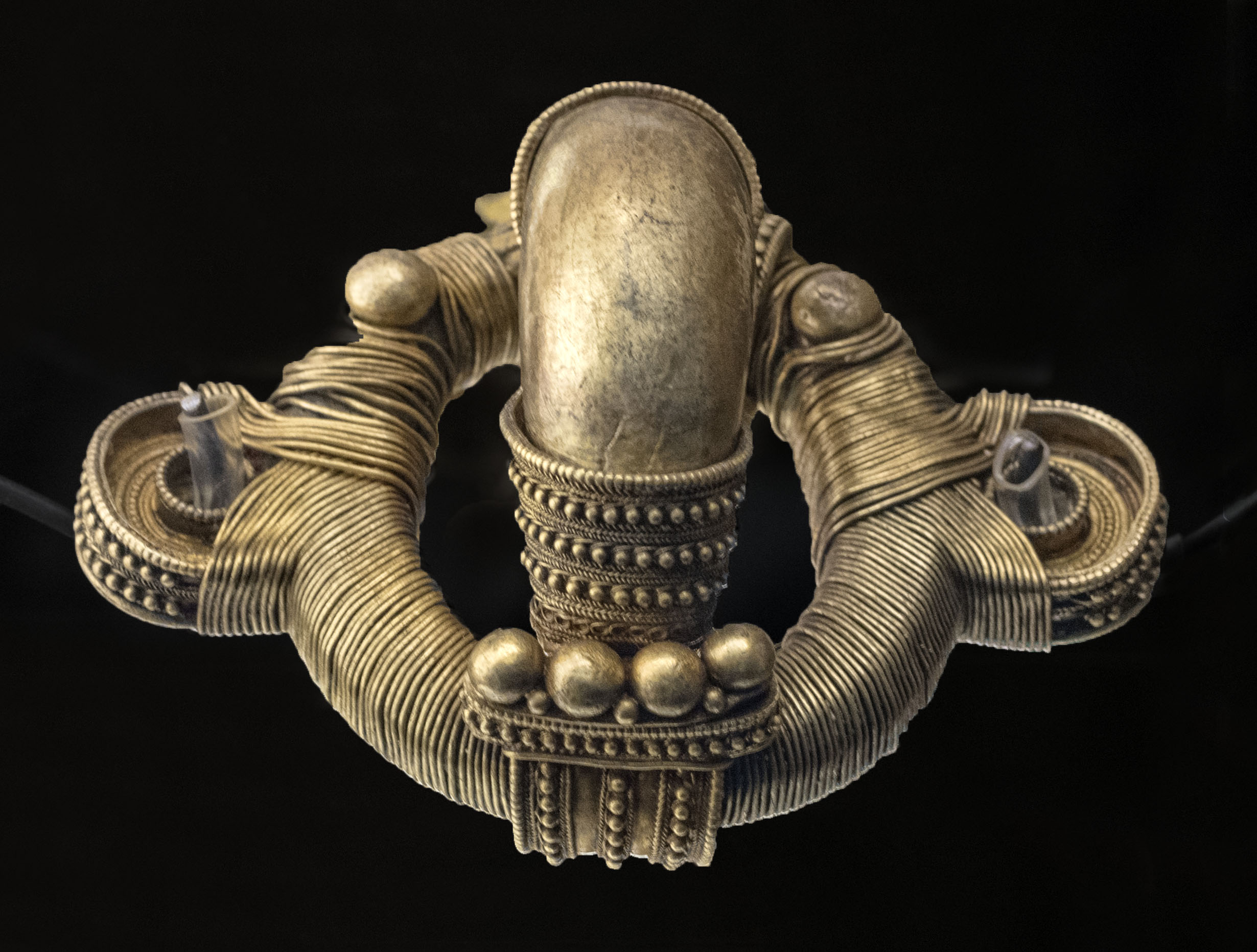
Fíbula anular prerromana de oro del primer Tesoro de Arrabalde, uno de los hitos de la colección del Museo de Zamora
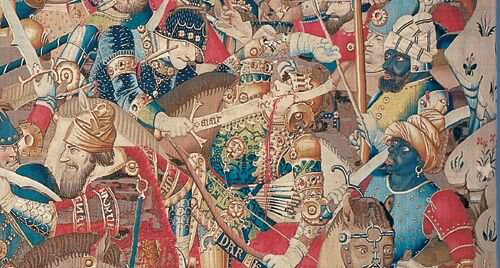
Detalle del tapiz La muerte de Paris, perteneciente a la extraordinaria colección de tapices franco-flamencos del Museo Catedralicio
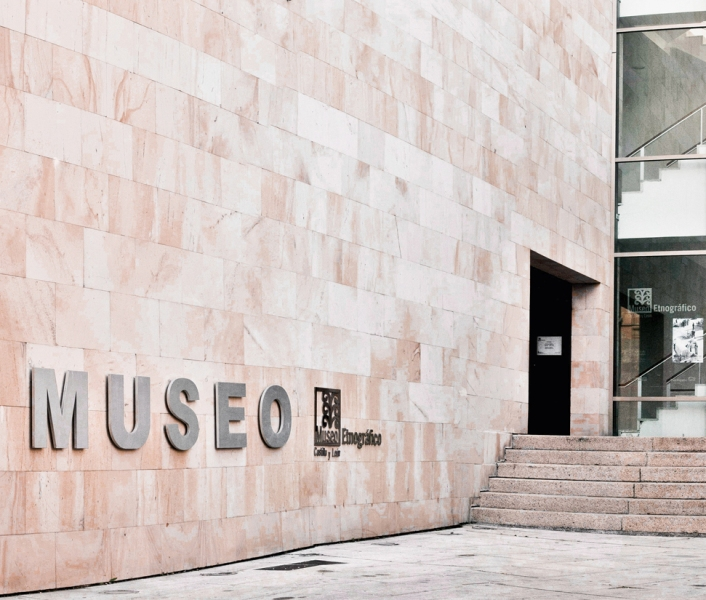
Museo Etnográfico de Castilla y León
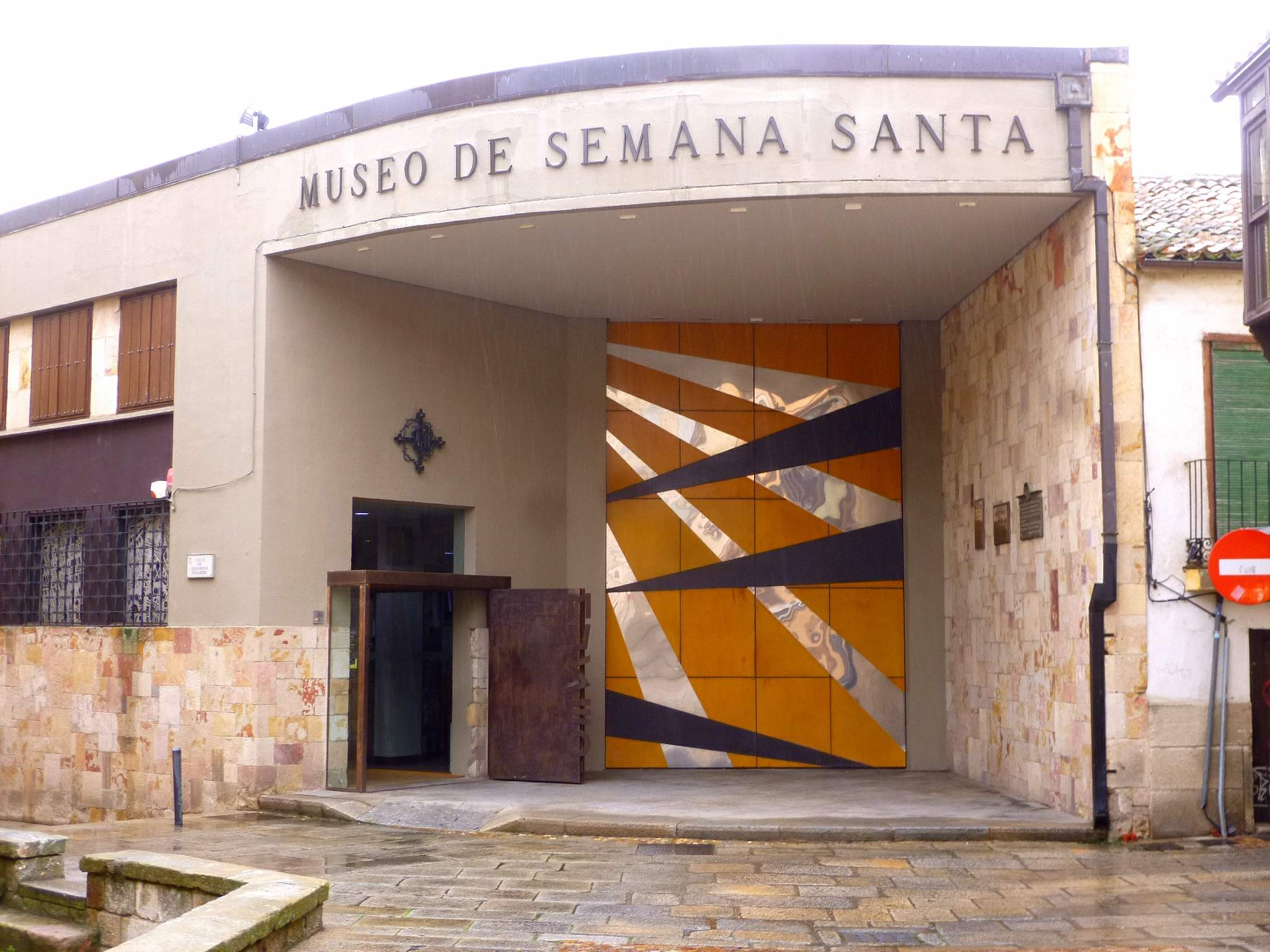
Museo de Semana Santa

### Espacios culturales

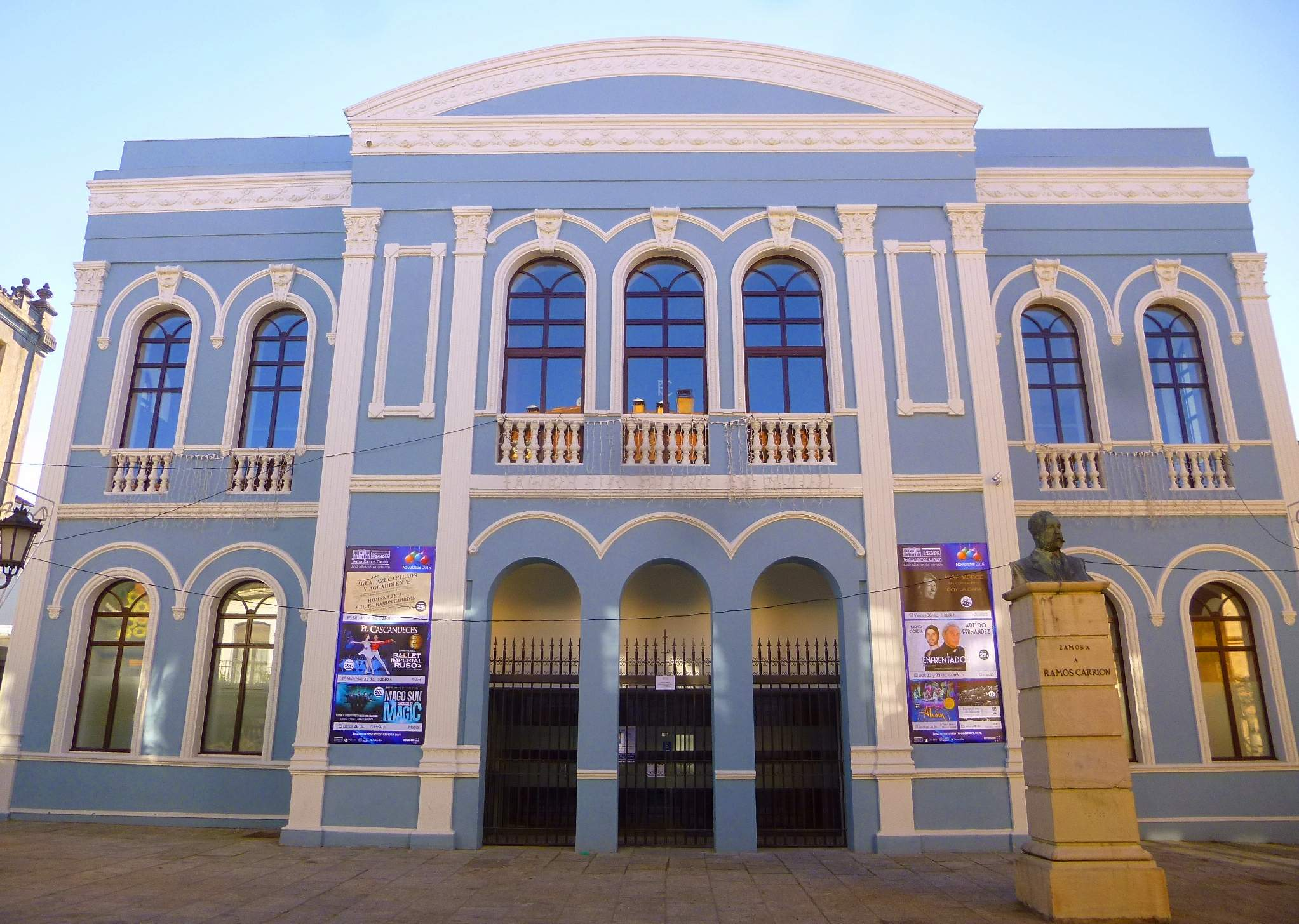
Teatro Ramos Carrión

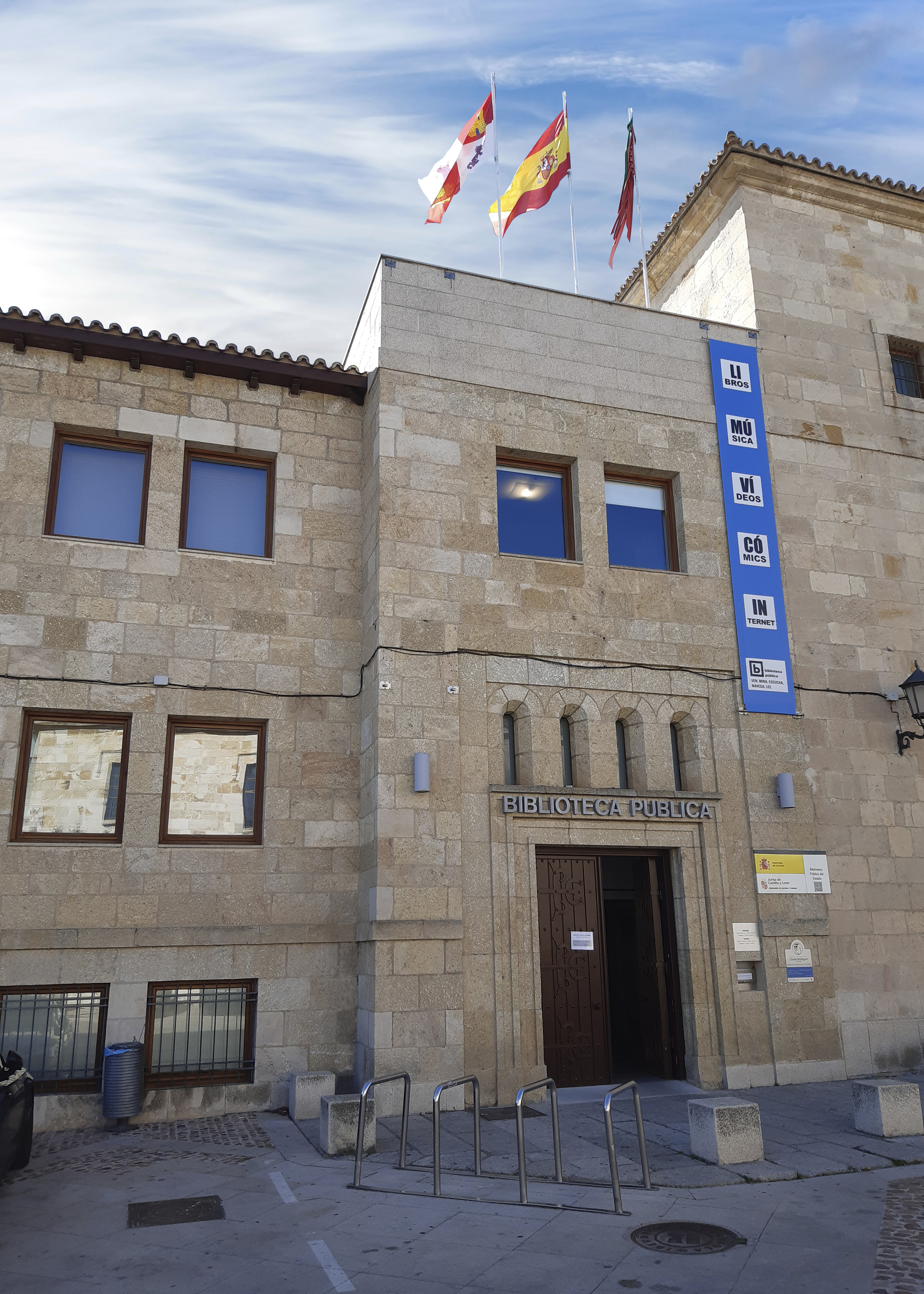
Biblioteca Pública del Estado

Los espacios culturales más importantes son los siguientes:
- Sala Municipal de Exposiciones, en la antigua Alhóndiga del Pan
- Aceñas de Olivares
- Biblioteca Pública del Estado
- Biblioteca Pública Municipal[193]
- Teatro Ramos Carrión[194]
- Teatro Principal[195]
- Multicines Zamora 6 salas
- Archivo Histórico Provincial
- Archivo Histórico Diocesano
- Centro de interpretación de las Ciudades Medievales (cerrado indefinidamente desde 2021)

### Entidades culturales
Las entidades culturales más destacables son las siguientes:

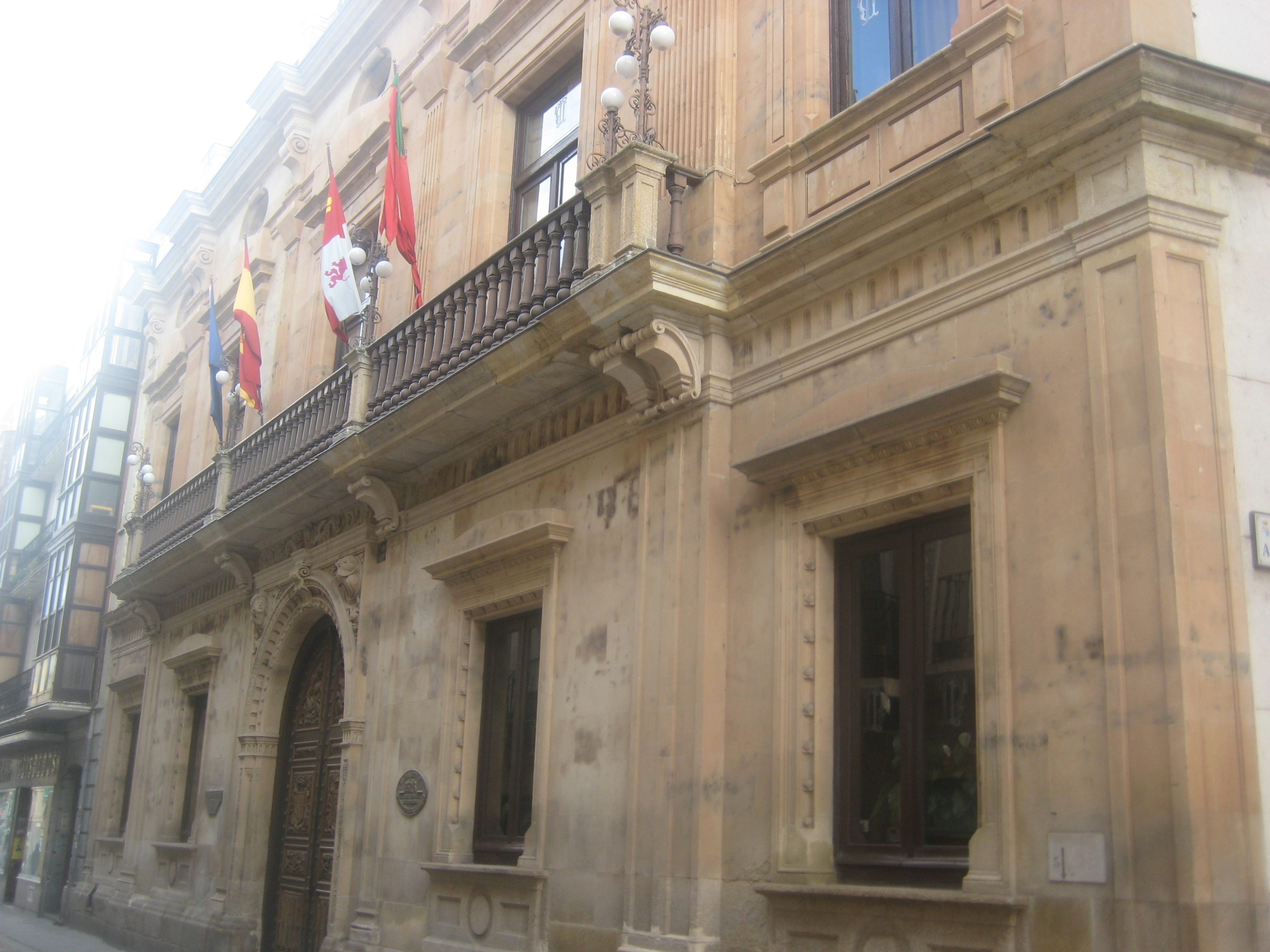
Antiguo Palacio Provincial, que alberga hoy, entre otras dependencias, el Instituto de Estudios Zamoranos (IEZ) Florián de Ocampo

- Instituto de Estudios Zamoranos Florián de Ocampo. Dependiente de la Diputación, está adscrito al Consejo Superior de Investigaciones Científicas (CSIC) e integrado en la Confederación Española de Centros de Estudios Locales. Sus dependencias están en la antigua sede principal de la Diputación, en la calle Ramos Carrión.
- Grupos Coros y Danzas Doña Urraca.
- Banda de Música de Zamora.
- Banda de Música Maestro Nacor Blanco.

Existen una gran cantidad de asociaciones culturales de todo tipo en el Registro de Asociaciones del Ayuntamiento encuadradas en colectivos sociales, culturales, consumidores, deportivas, ecologistas, mujeres, profesionales y mayores.

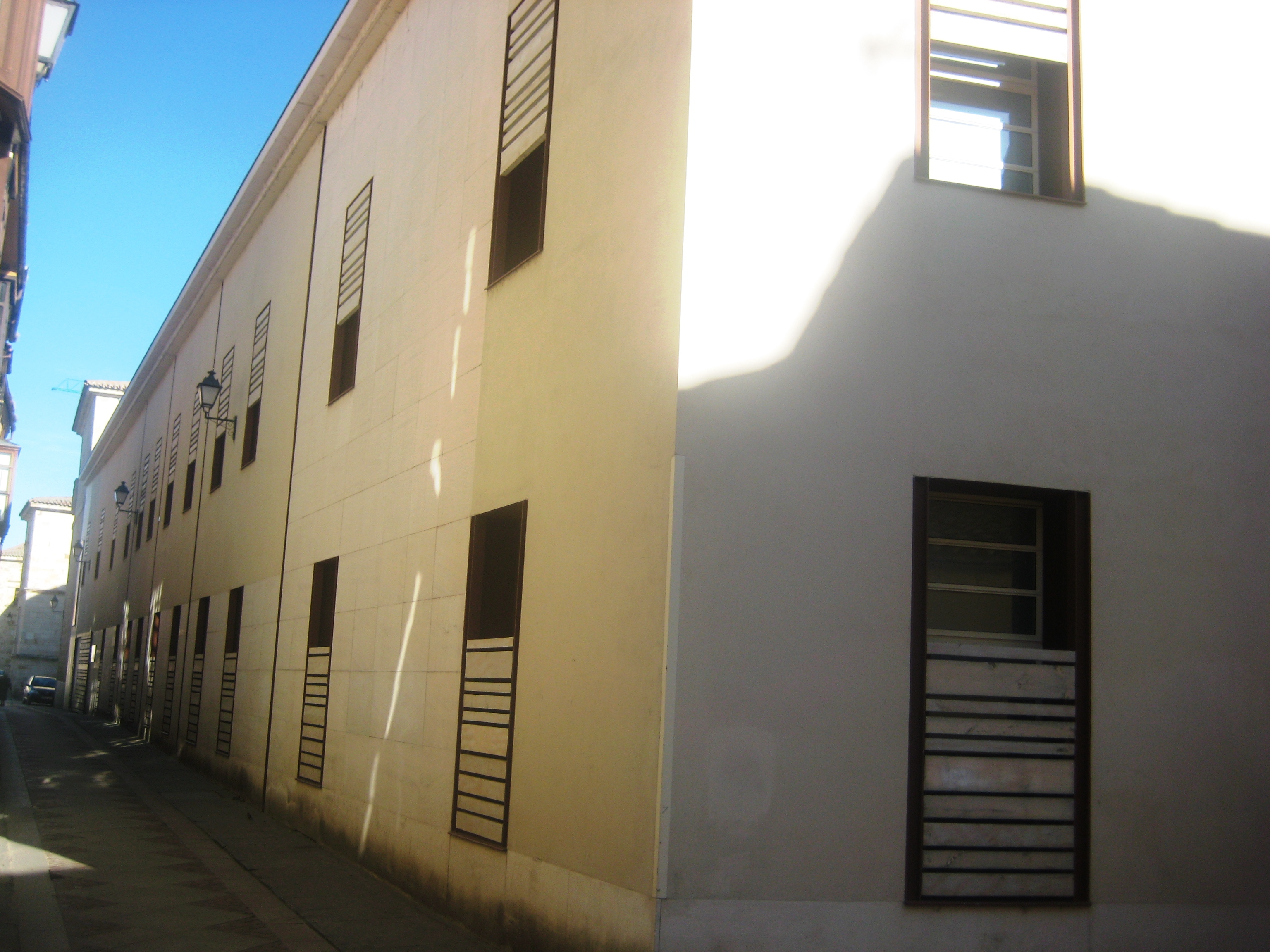
Archivo Histórico Provincial, en la rúa de los Francos, obra del arquitecto Sergio de Miguel

Se ha confirmado que Zamora será sede de la fundación Las Edades del Hombre. En 2025 se realizará una exposición transfronteriza compartida con Oporto.

### Festividades y eventos

#### Semana Santa
La Semana Santa zamorana está declarada de Interés Turístico Internacional desde el año 1986. Destaca por su sobriedad y disciplina, además de por el valor artístico y la antigüedad de varias de sus tallas, como el Cristo del Santísimo Espíritu Santo, que data del siglo XV. La Pasión zamorana cuenta también con grupos de Mariano Benlliure, Enrique Pérez Comendador, Quintín de la Torre o Hipólito Pérez Calvo, destacando por encima del resto la producción imaginera del zamorano Ramón Álvarez. Su duración es de algo más de una semana ya que comienza el Viernes de Dolores (el anterior al Domingo de Ramos) y culmina el Domingo de Resurrección.
Cuenta con cofradías de notable antigüedad, varias veces centenarias. La Santa Vera Cruz es la más antigua de la provincia. El documento más antiguo que se conserva de ella es de 1508, aunque se tiene conocimiento de su existencia ya en siglos anteriores. Las cofradías de la Santísima Resurrección, Nuestra Madre de las Angustias y la Cofradía del Santo Entierro datan del siglo XVI. En el siglo XVII se funda la Cofradía de Jesús Nazareno, vulgo Congregación.
Varios momentos de la Semana Santa de Zamora son especialmente memorables, como el canto del Oh, Jerusalén en la plaza de Santa Lucía todos los Lunes Santos o la ‘’Procesión del Silencio, que jura el silencio de la ciudad ante el Santísimo Cristo de las Injurias el Miércoles Santo. También el Miércoles Santo, «Las Capas Pardas» (Hermandad de Penitencia) recorren con la tradicional capa alistana las calles del casco antiguo, saliendo del barrio de Olivares, portando un farol y con el sonido de fondo de matracas y bombardino; y «Las Siete Palabras» porta consigo estandartes que recogen las que pronunció Jesús en la cruz. El Miserere cantado por el coro de la Hermandad de Jesús Yacente es el punto culminante de la procesión de la madrugada zamorana del Jueves al Viernes Santo. El momento más esperado por los zamoranos sucede a las 5 de la mañana del Viernes Santo, cuando la Cofradía de Jesús Nazareno, vulgo «Congregación» o «del 5 de copas», sale en procesión, precedida por el Merlú. Cabe destacar también la Marcha Fúnebre de Thalberg que comienza a tocarse en la procesión de Jesús Nazareno al levantarse el paso de El cinco de copas (nombre popular). Esta marcha procesional es todo un himno de la ciudad y de la Semana Santa en Zamora. Asimismo también es famosa en la ciudad la marcha fúnebre Mater Mea, que es tocada en casi todas las procesiones[cita requerida] y reconocida como una de las más típicas de la ciudad. Después, por la tarde, la Real Cofradía del Santo Entierro recorre sus calles con sus más de diez pasos, entre ellos el caballo de Longinos (o la lanzada), la famosa urna o la Virgen de los clavos.
En Semana Santa son muy típicas las almendras garrapiñadas, las aceitadas y las sopas de ajo, que se toman en la madrugada del Viernes Santo en las Tres Cruces, durante la estación o descanso de la Cofradía de Jesús Nazareno. El Domingo de Resurrección se toma el dos y pingada, que consiste en dos huevos fritos, dos o tres magras de cerdo pasadas por la sartén (la magra es el jamón serrano a medio curar, o incluso más fresco) y pan.

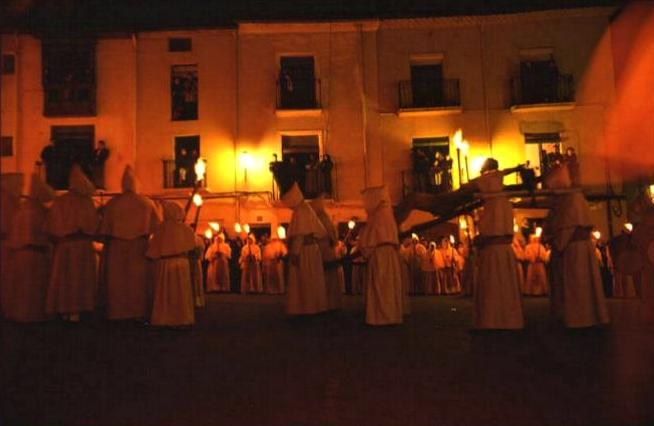
Procesión del Cristo de la Buena Muerte
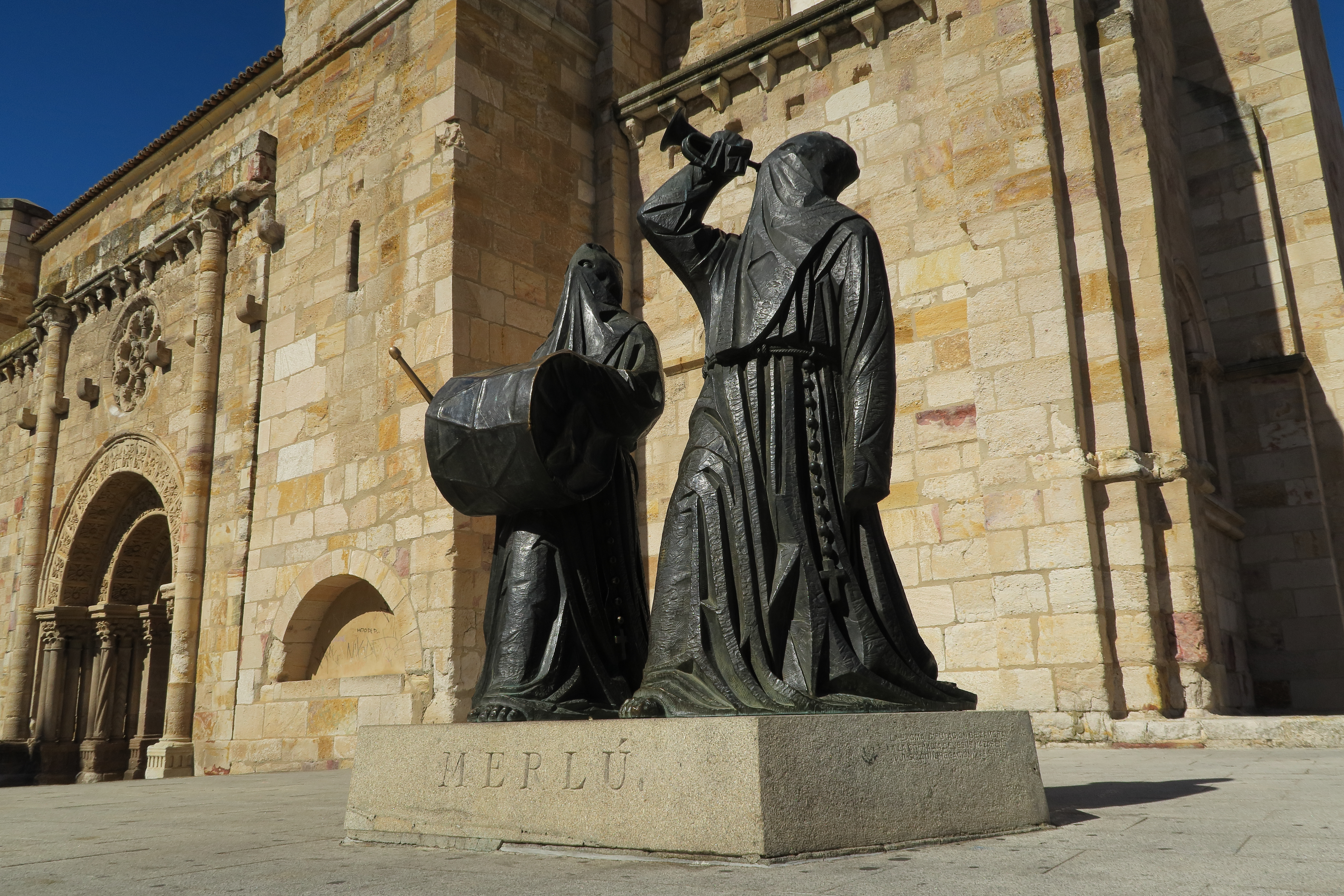
Monumento al Merlú, frente a la iglesia de San Juan de Puertanueva, obra del escultor zamorano Antonio Pedrero
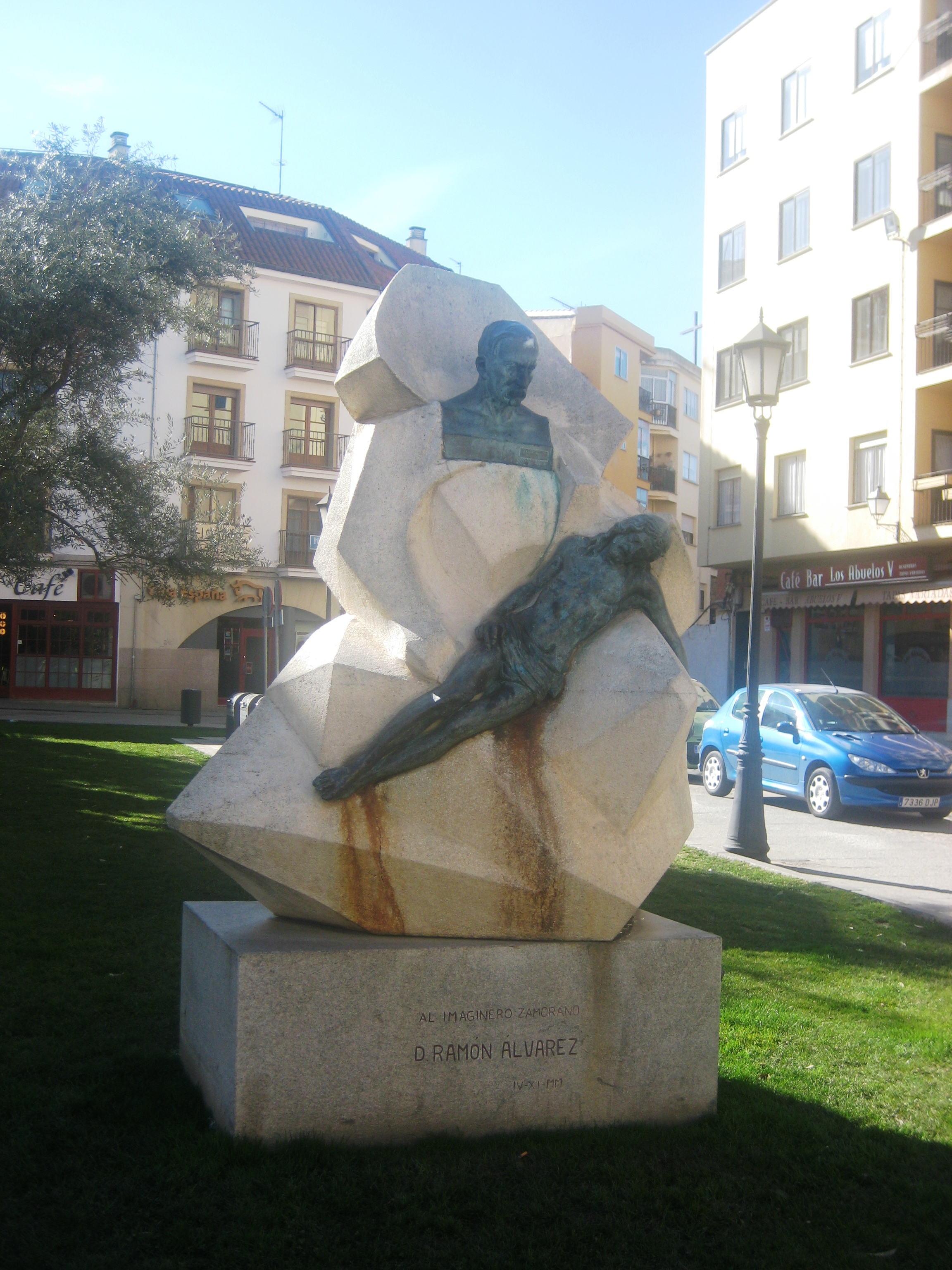
Monumento al imaginero de Coreses Ramón Álvarez en la Plaza Mayor

#### Otros
- Ferias y Fiestas de San Pedro. Con una duración de una semana, tienen su punto central el 29 de junio, festividad de San Pedro. Durante ese tiempo tienen lugar la Feria de la Cerámica, en la plaza de Viriato y en la adyacente plaza de Claudio Moyano, la más antigua de las que se celebran en España (desde 1972);[199] la Feria del Ajo, en la avenida de las Tres Cruces, y hay también exhibiciones de bailes regionales, romerías, conciertos de música, toros, y un espectáculo de fuegos artificiales junto al río como cierre.[200][201]

- Romería de la Hiniesta. Desde el año 1100 Zamora tiene por su patrona a la Virgen de La Concha, cuya festividad se celebra el 8 de septiembre. El lunes de Pentecostés de cada año, la Virgen de la Concha va en romería al cercano pueblo (7 kilómetros) de La Hiniesta a ver a «su prima», la Virgen de la Hiniesta, como manda la tradición desde hace más de 700 años.[202]
- Romería del Cristo de Valderrey, cuyo acto central es una procesión presidida por el cristo gótico que presta su nombre y que es sacado de su ermita para que bendiga los campos, a fin de que traiga un año de lluvias que permita a los agricultores conseguir buenas cosechas. Esta jornada festiva es una tradición zamorana que, desde el año 1720, se celebra el domingo siguiente al de Resurrección.[203]

- Virgen del Tránsito. La Virgen del Tránsito es una imagen yacente venerada desde el siglo XVII, que cuenta con una gran devoción por atribuírsele numerosos milagros. Según cuenta la leyenda, dos misteriosos personajes se presentaron un día en el convento ofreciéndose a tallar una imagen de la Virgen, con la condición de que nadie les viera mientras trabajaban. Como la curiosidad pudo a una de las monjas, abrió sigilosamente la puerta de la estancia donde estaban realizando su labor los supuestos escultores, pero estos se percataron, y al verse sorprendidos dejaron inmediatamente su labor, saliendo volando por la ventana, pues en realidad se trataba de unos ángeles. Se conserva en el convento del Corpus Christi, del siglo XVII, conocido precisamente por ello más por el nombre de Convento del Tránsito. Su festividad concluye con la Veneración de su sandalia, una de las manifestaciones religiosas más importantes de la ciudad.[106]
- Festival Internacional de Música Pórtico de Zamora, «una cita indispensable en la vida musical española», según la revista Variaciones Goldberg. Está consagrado a la difusión de la Música antigua y cuenta como sede habitual con la iglesia de San Cipriano.[204]
- Festival LittleOpera. Dedicado a la ópera de cámara.[205]

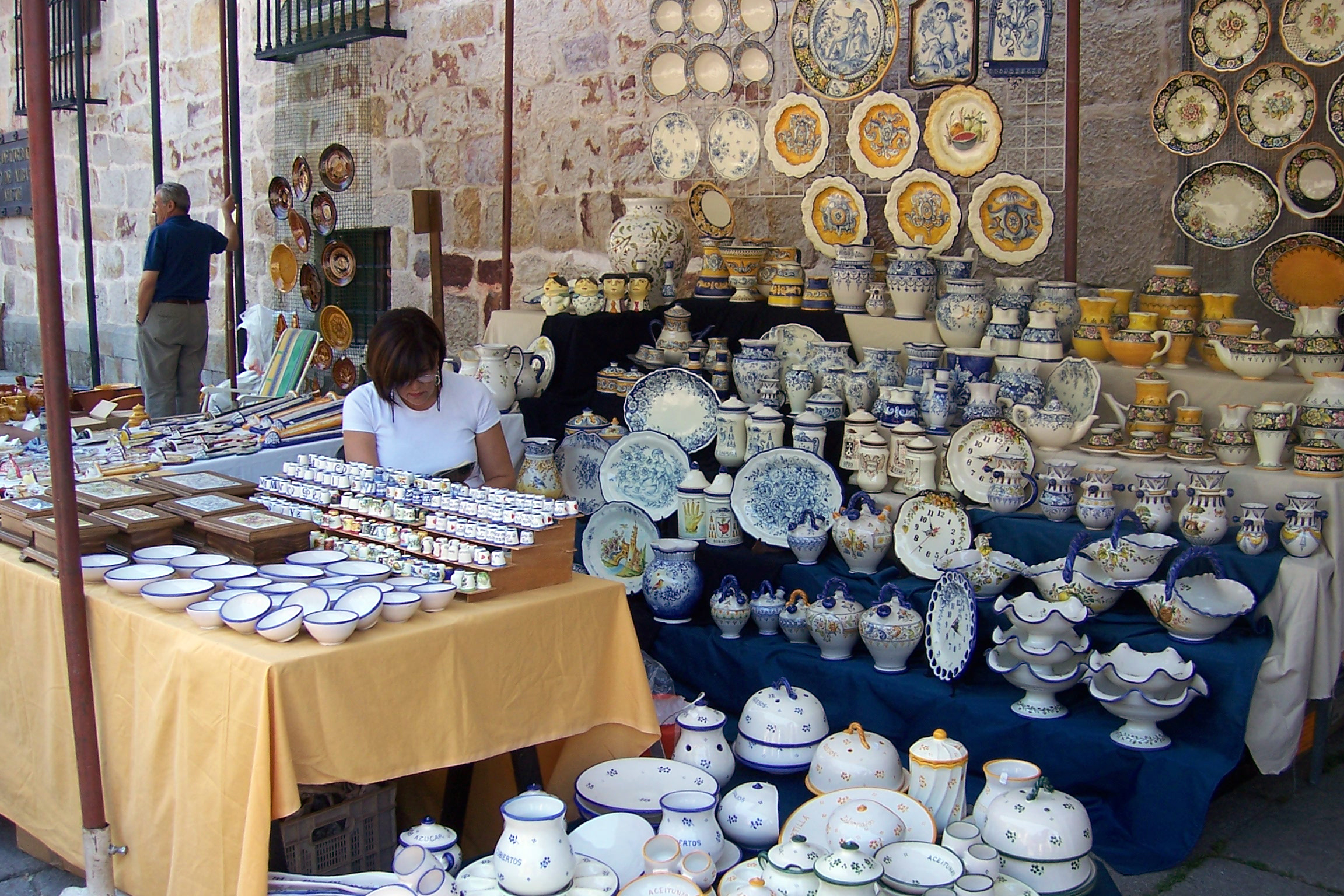
Edición de 2008 de la Feria de la Cerámica
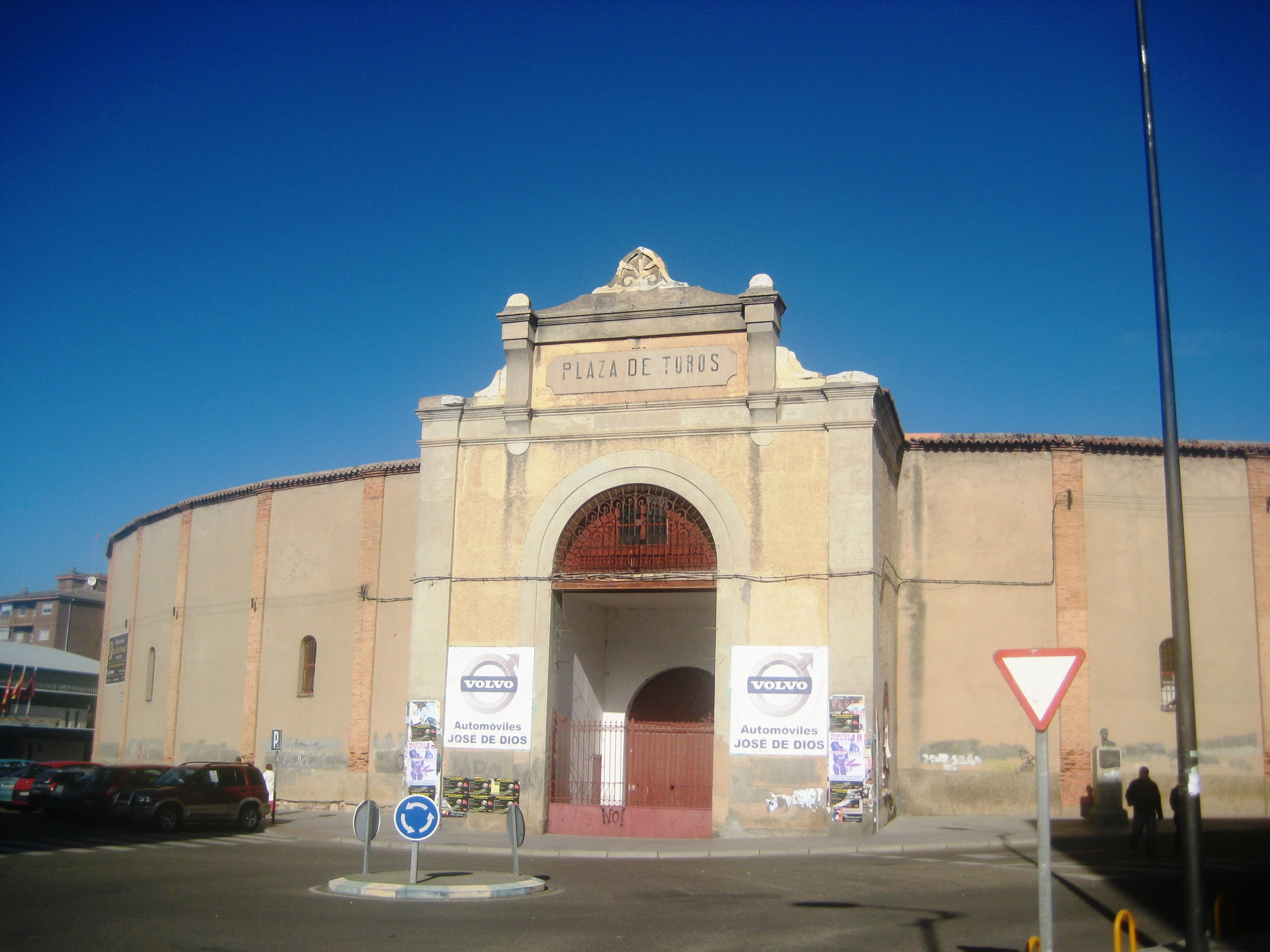
La Plaza de Toros
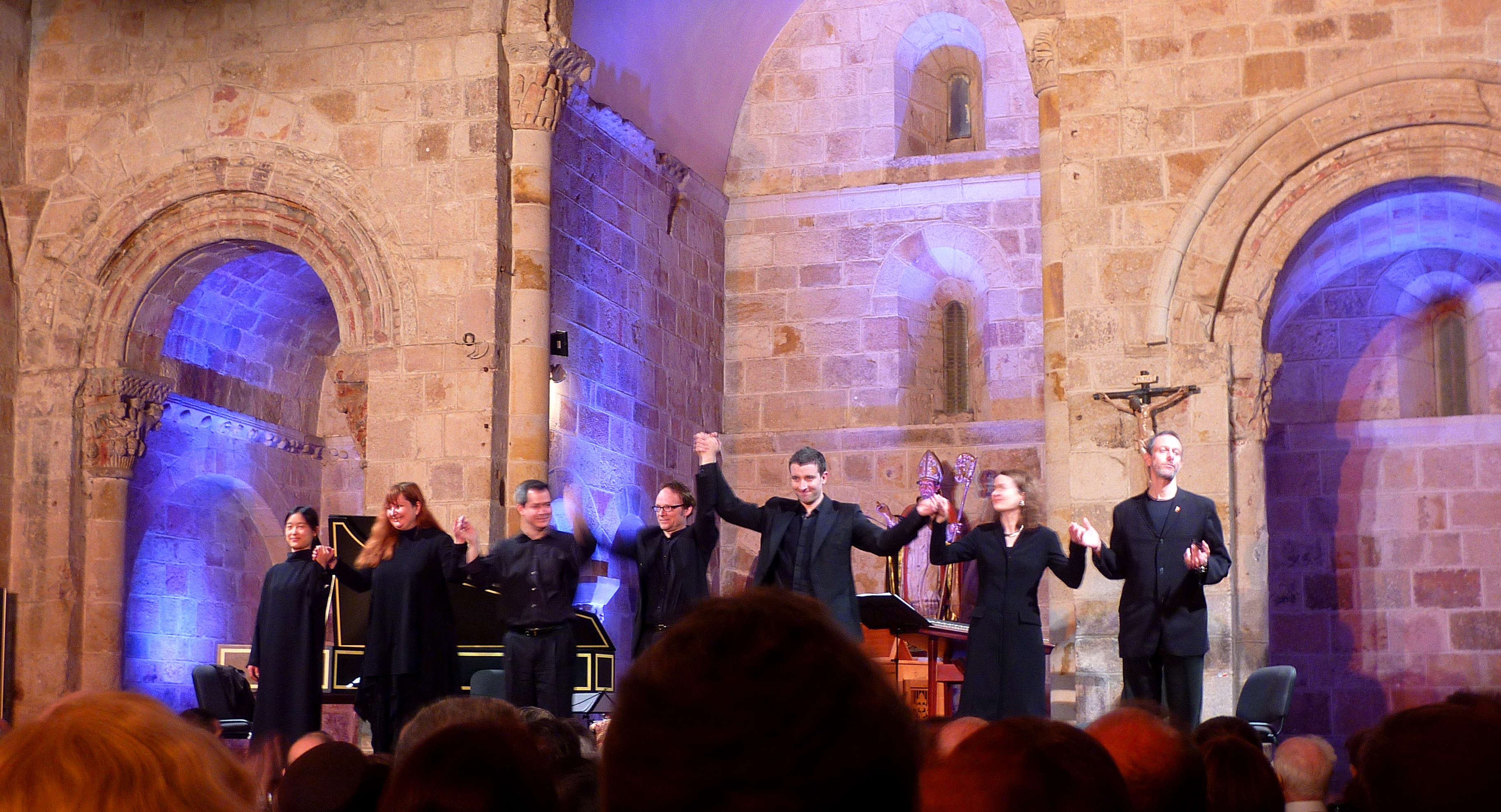
Concierto del Festival Internacional de Música Pórtico de Zamora en la iglesia de San Cipriano

### Gastronomía
Zamora cuenta con nueve productos con Indicación Geográfica Protegida. De la calidad de los alimentos zamoranos puede dar buena muestra el hecho de que varias de las materias primas utilizadas en el famoso restaurante El Bulli procedan de la tierra. Las especialidades gastronómicas más relevantes son las siguientes:

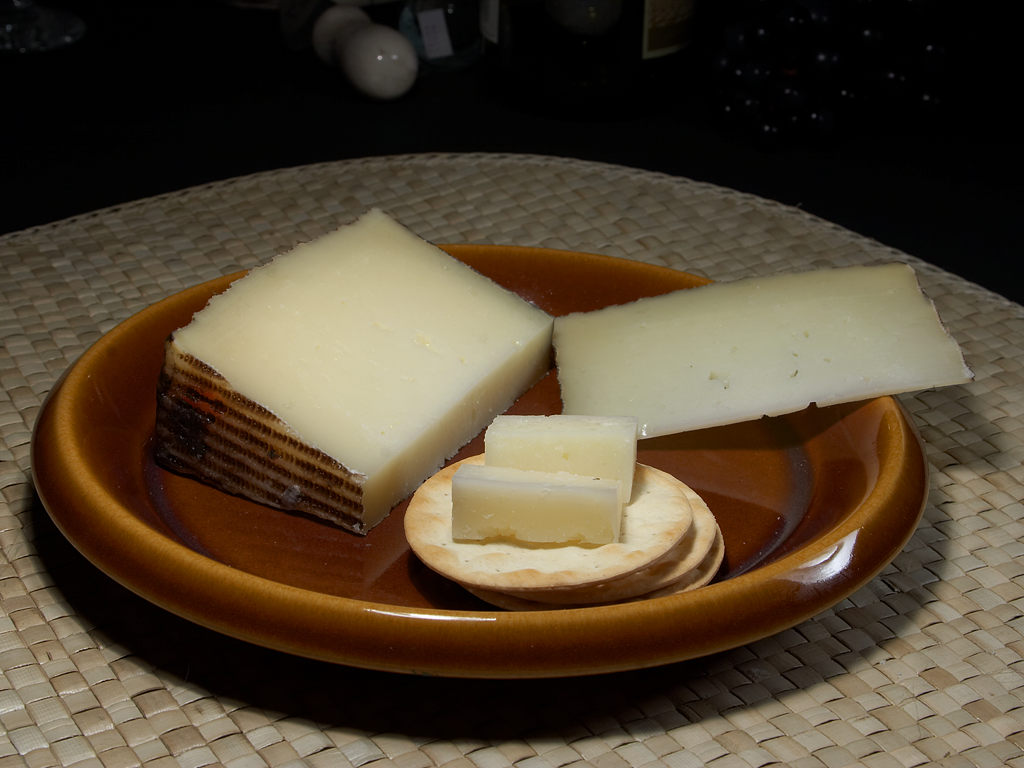
Queso zamorano

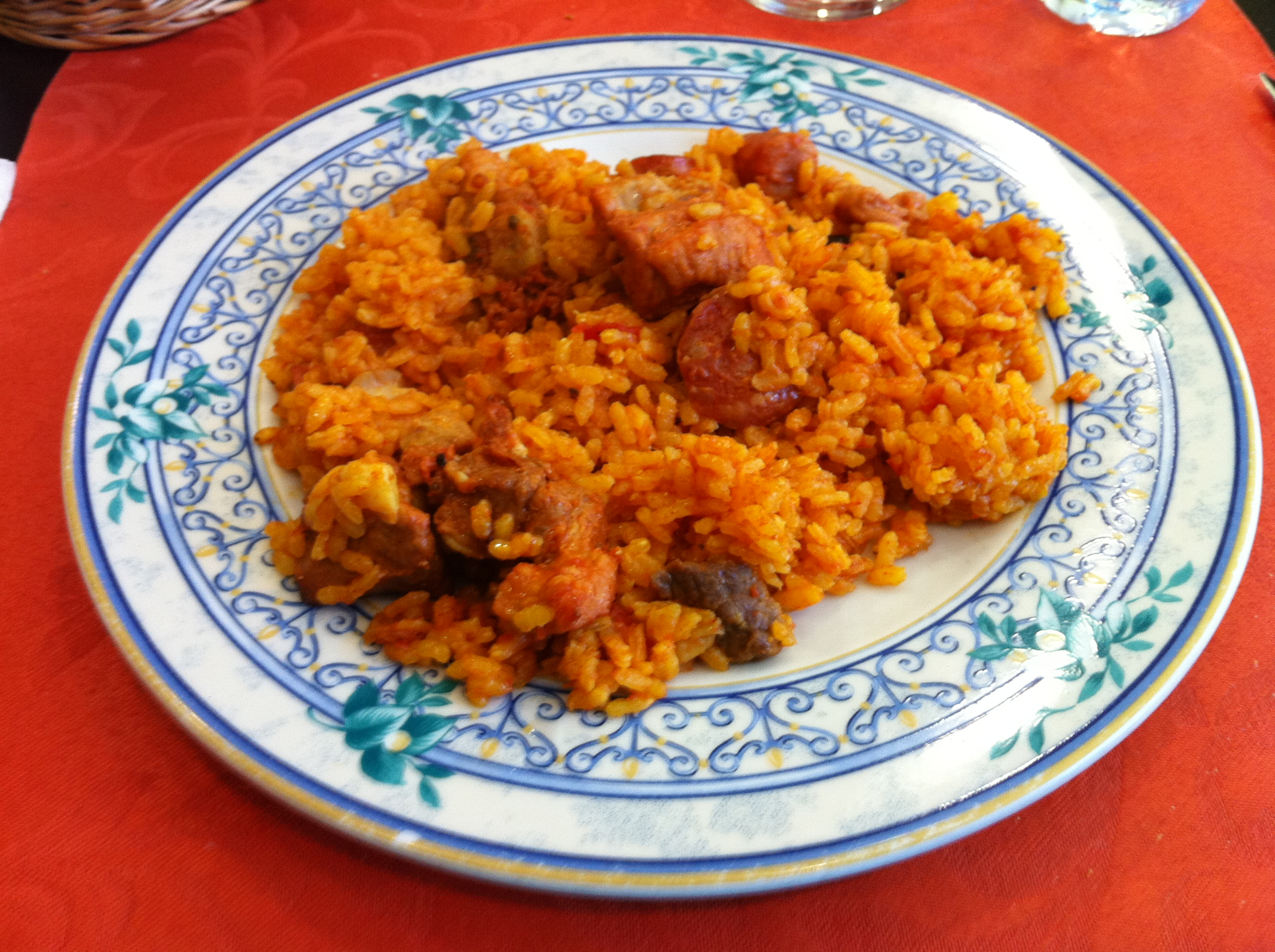
Arroz a la zamorana

- Queso zamorano, con denominación de origen y numerosos premios y galardones.[207]
- Vino de Toro, con denominación de origen y numerosos premios y galardones. En la actualidad se contabilizan 45 bodegas en la Denominación de Origen, que abarca también parte de la provincia de Valladolid, en concreto las localidades de Villaester de Arriba y Villaester de Abajo (ambas comprendidas en el municipio de Pedrosa del Rey). Tienen bodegas desde la empresa Louis Vuitton hasta el diseñador Roberto Verino.[208]
- Vino de la denominación de origen Tierra del Vino.[209]
- Vino de los Arribes, también con denominación de origen.[210]
- Vino de Calidad de los Valles de Benavente.[211]
- Garbanzo de Fuentesaúco, con Indicación Geográfica, y que en el siglo XVI llegó a gozar de protección real.[212]
- Pimiento Fresno-Benavente, Indicación Geográfica (2008).[213]
- Cañas Zamoranas, de excelente paladar, rellenas de crema suave y delicada.
- Ternera de Aliste, con Marca de garantía (1999).
- Chorizo Zamorano, con Marca de garantía (2005), el único chorizo de España con certificación específica aparte de la Indicación Geográfica Chorizo de Cantimpalos.[214]
- Harina Tradicional Zamorana, Marca de garantía desde 2002.
- Arroz a la zamorana. Uno de los más populares de España, fuera de los levantinos. Su origen está en Alcañices, en la comarca de Aliste. Es un arroz de cerdo con un alto aporte calórico, pensado para combatir el frío de aquellas tierras. Además del arroz se emplean en su elaboración panceta, jamón y mano de cerdo, a lo que se añade cebolla, ajo y pimentón, que le da su color rojizo. Es un plato muy antiguo, que aparece con todos los honores en los recetarios zamoranos desde hace siglos. En épocas recientes, aparece recogido por ejemplo en el prestigioso recetario El Practicón, de finales del siglo XIX.
- En Semana Santa son muy características las almendras garrapiñadas, las aceitadas, las sopas de ajo, que se toman en la madrugada del Viernes Santo, y sobre todo el dos y pingada (dos huevos fritos con jamón serrano), cuyo consumo es típico el Domingo de Resurrección.[198][215]

Entre los platos de tapas más característicos entre los bares zamoranos se encuentra el pincho moruno, que se elabora con carne de ternera y puede estar condimentado en picante o sin él. Son muy populares también las perdices de mar y los tiberios (mejillones al vapor con pimentón). Es habitual también servir con bebidas alguna cazuela con callos, cachuelas o mollejas.

### Medios de comunicación

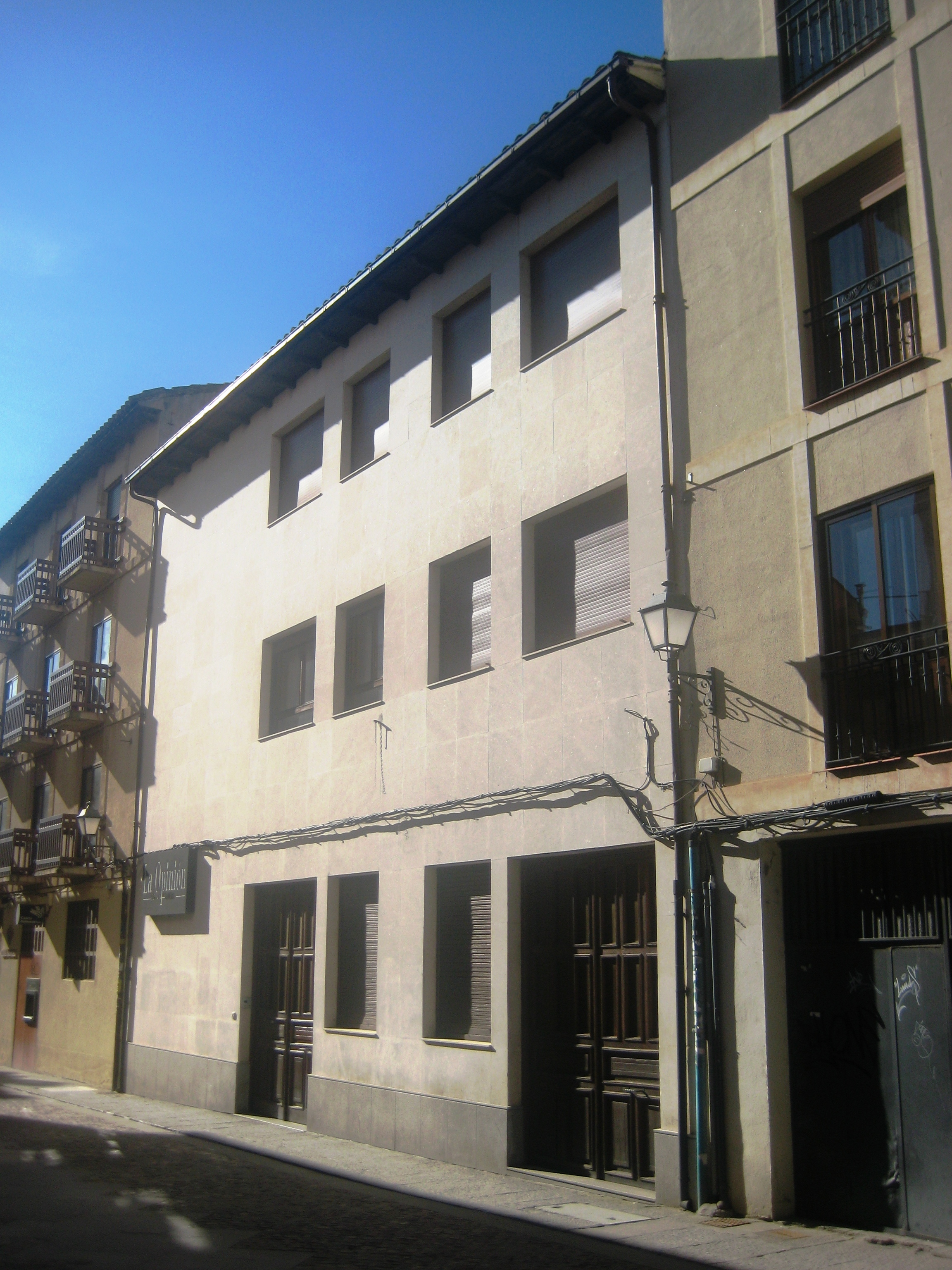
Sede del diario La Opinión-El Correo de Zamora

Zamora tiene dos diarios de ámbito provincial, dos semanarios gratuitos (uno zamorano y otro con edición local) y un canal provincial de Televisión Digital Terrestre, aparte de los medios autonómicos y nacionales.[cita requerida] En cuanto a radios, todas son cadenas nacionales, con mayor o menor contenido de programación local.
Prensa escrita
El periódico local zamorano es La Opinión-El Correo de Zamora. Este diario de ámbito provincial es el de mayor difusión de la provincia, con una media de 6800 ejemplares en 2008. En 1991 El Correo de Zamora, fundado en 1897, fue adquirido por la Editorial Prensa Ibérica, que había creado en 1990 La Opinión de Zamora, fusionando ambos diarios.
Además existió durante algunos años, hasta el cierre en mayo de 2013 de su empresa editora, la edición para Zamora del salmantino El Adelanto, que contaba con una delegación en la ciudad y que salía a la venta cada día con el nombre de El Adelanto de Zamora. También hay que señalar los semanarios gratuitos La Voz de Zamora y DGratis, que edita una edición local para Zamora.
Aparte está Zamoradigital, que es actualmente el periódico exclusivamente digital más visitado de la provincia de Zamora y el segundo en valores absolutos tras La Opinión de Zamora. Su creación se remonta a 2008. En tan solo diez meses logró un incremento de sus visitas del 500 % hasta situarse por encima de las 70 000 visitas mensuales. Se actualiza varias veces al día y es completamente gratuito.
Por último, indicar que algunos periódicos de tirada nacional que se distribuyen en Zamora incluyen suplementos dedicados a Castilla y León, como ABC, El Mundo y El País.[cita requerida]
Radio
Aparte de algunas pequeñas emisoras de ámbito local, en la ciudad se pueden sintonizar las principales cadenas de radio que operan a nivel estatal y regional, algunas de las cuales cuentan con espacios dedicados a la actualidad de Zamora en sus desconexiones: Radio Nacional de España, COPE, Cadena Ser, Onda Cero.
Televisión

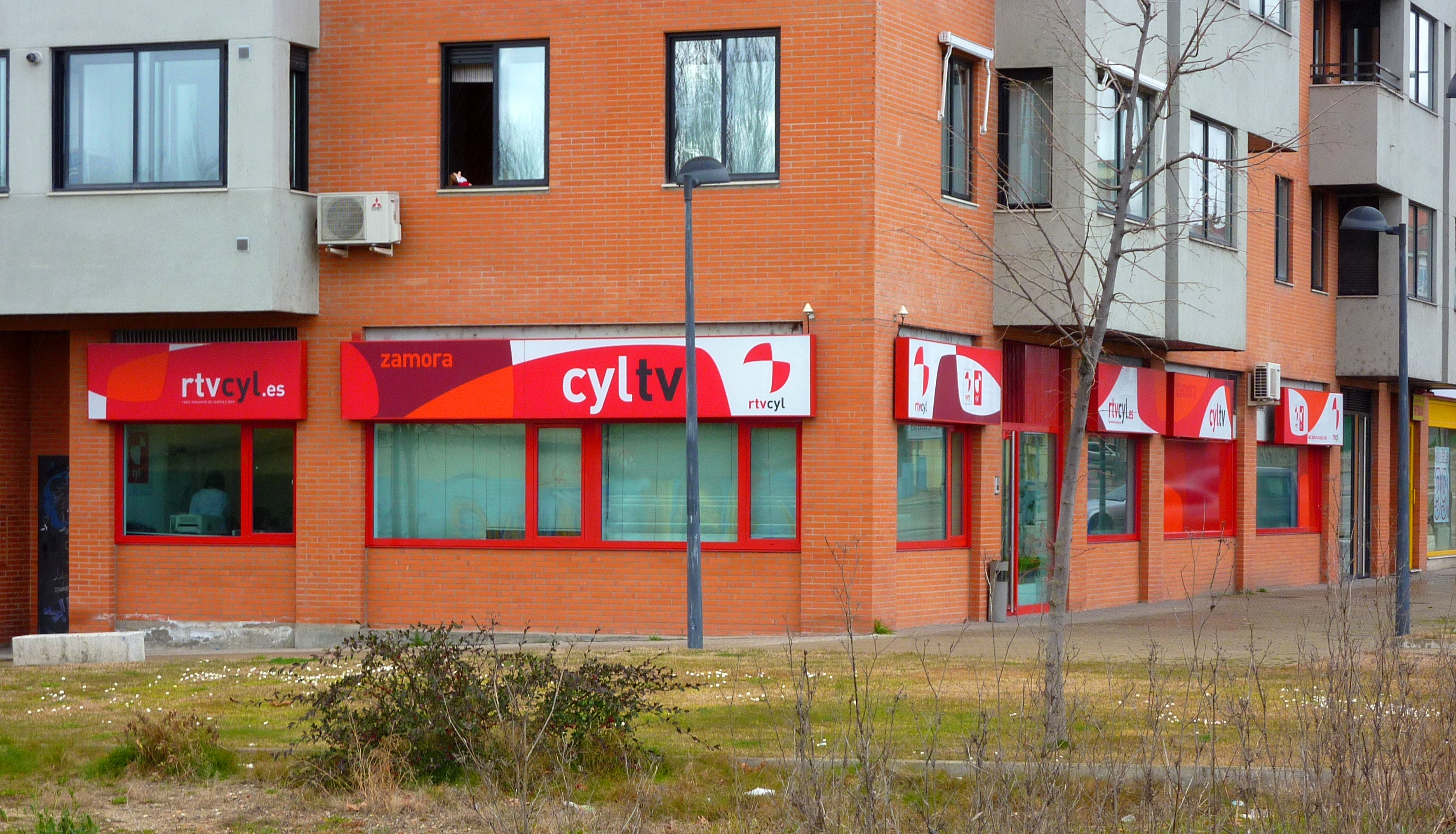
Delegación en Zamora de Radio Televisión de Castilla y León

La emisora de televisión local es La 8 (antes CyL8), el canal provincial de Radio Televisión de Castilla y León, adjudicataria de la licencia de emisión de la Televisión Digital Terrestre autonómica en la comunidad autónoma de Castilla y León y que está participada a partes iguales por Televisión Castilla y León y Canal 4 Castilla y León, cadenas de televisión privada de ámbito autonómico que anteriormente emitían en sistema analógico en la comunidad.

### Deporte

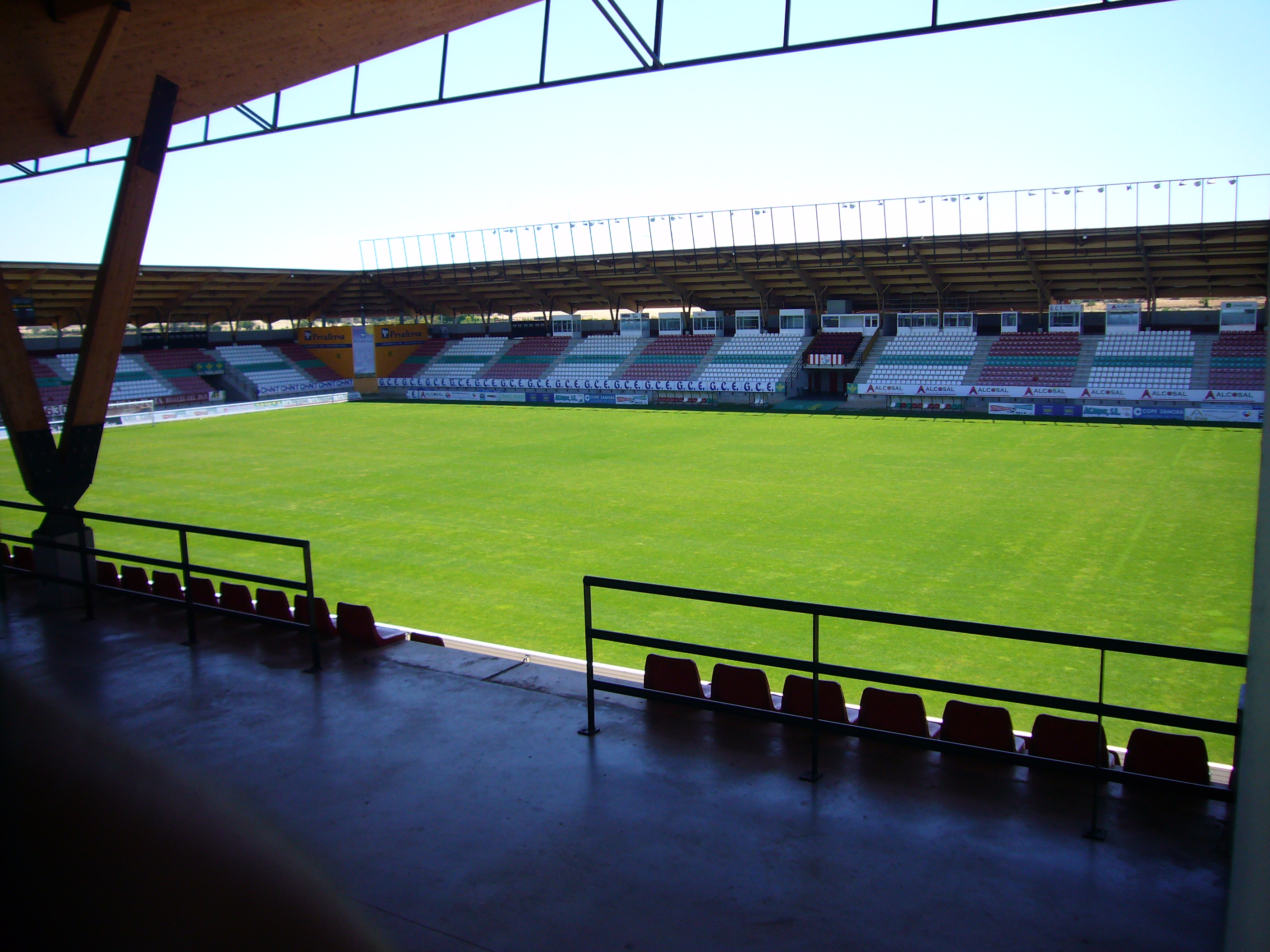
Estadio Ruta de la Plata, sede del Zamora Club de Fútbol

Zamora cuenta actualmente con un equipo en la Liga Femenina máxima categoría del baloncesto femenino, el Club Deportivo Zamarat, que logró el ascenso tras varios intentos en la temporada 2010/2011. Anteriormente, la ciudad había contado con dos equipos en la élite: el Club Deportivo de Frontón San Atilano y el Fútbol Sala Zamora (Arcebansa Chint Zamora), que consiguió el ascenso a la división de honor de fútbol sala en la temporada 2008/2009, aunque descendió en la siguiente. Hasta ese momento Zamora había sido una de las pocas capitales de provincia de España que no habían tenido nunca un equipo en la máxima categoría nacional de ningún deporte.
El Zamora CF juega en Primera Federación, mientras que el Club Deportivo Balonmano Zamora milita en la División de Honor de Balonmano, la primera categoría más importante de España. También hay clubes federados que participan en competiciones nacionales o autonómicas de baloncesto, fútbol juvenil, balonmano y fútbol sala.
Las principales asociaciones deportivas de la ciudad son:
- Zamora Club de Fútbol
- Fútbol Sala Zamora
- Club Balonmano Zamora
- Club Deportivo de frontón San Atilano
- Club Deportivo Arqueros Zamora
- Club Baloncesto Zamora
- Zamarat
- Club Atletismo Zamora
- Sociedad Ciclista Zamorana
- Asociación Amigos del Remo
- Asociación Montañera Zamorana
- Club Náutico
- Club Deportivo Natación Zamora
- Club de Atletismo Zamora Montelarreina
- Unión Deportiva Cultural San Lorenzo
- Club Baloncesto Duero
- Club Deportivo La Natividad
- Club Deportivo Pinilla Zamora
- Club Deportivo Amigos del Duero (fútbol femenino federado)
- Club de Salvamento Dragones de Zamora
- Asociación Deportiva Samura
- Agrupación Deportiva Zamora
- Club Balonmano La Muralla de Zamora
- Zamora Rugby Club

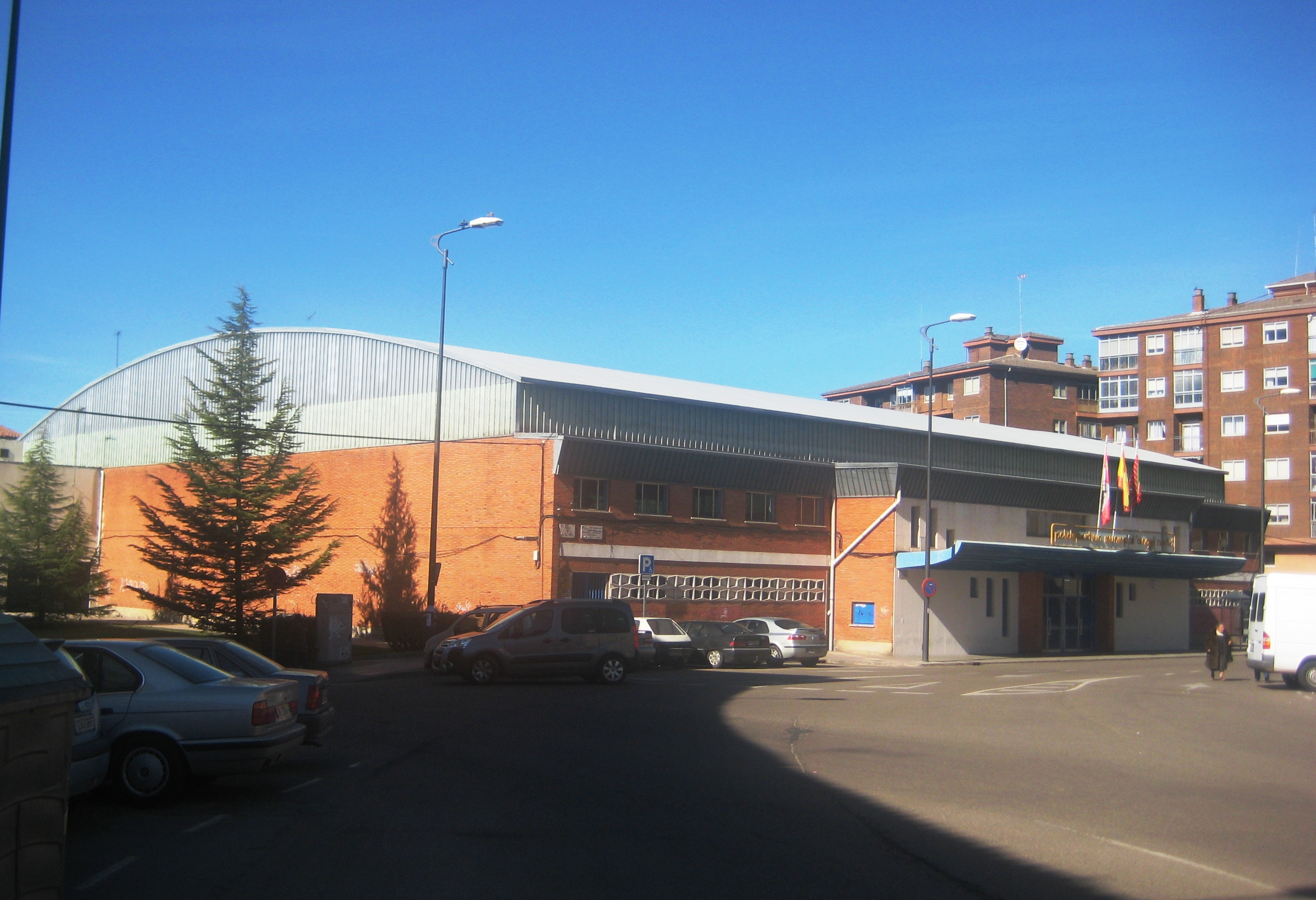
Polideportivo Municipal Ángel Nieto, sede del Arcebansa Chint Zamora

En cuanto a instalaciones, las más importantes son:
- Estadio Ruta de la Plata. Sede del Zamora CF. Capacidad para 7813 espectadores.

- Polideportivo Municipal Ángel Nieto
- Piscina Climatizada
- Dos campos de fútbol en Valorio
- Instalaciones polideportivas en barrios
- Instalaciones concertadas con centros educativos
- Instalaciones deportivas de la Diputación Provincial

## Ciudades hermanadas
- Zamora, Ecuador (1982)[227]
- Braganza, Portugal (1984)[8]
- Oviedo, España (2001)[7]
- Yaritagua, Venezuela[9]
- Altagracia de Orituco, Venezuela[9]

En abril de 2009, la ciudad francesa de Périgueux hizo una propuesta al Ayuntamiento de la ciudad para hermanarse con ella.